# Preußische Armee

Kriegsflagge Preußens um 1816

Die Preußische Armee (Vollform Königlich Preußische Armee, von 1644 bis 1701 Kurfürstlich Brandenburgische Armee) war die Armee des preußischen Staates von 1701 bis 1919. Sie ging aus dem seit 1644 existierenden stehenden Heer Brandenburg-Preußens hervor. 1871 ging sie ins Deutsche Heer ein und wurde 1919 als Folge der Niederlage des Deutschen Kaiserreiches im Ersten Weltkrieg aufgelöst.
Die militärische Stärke dieser Armee war Voraussetzung für die Entwicklung Brandenburg-Preußens zu einer der fünf europäischen Großmächte des 18. und 19. Jahrhunderts. Ihre Niederlage zu Beginn der Napoleonischen Kriege 1806 stellte eine Zäsur in ihrer Geschichte dar. Sie leitete eine grundlegende Modernisierung unter Führung von Gerhard von Scharnhorst ein, die die Armee völlig veränderte. Historiker sprechen deshalb von der altpreußischen Armee (1644–1807) und der neupreußischen Armee (1807–1919).
Nach der Reform nahm die preußische Armee zwischen 1813 und 1815 an den Befreiungskriegen teil und leistete einen entscheidenden Anteil zur Befreiung der deutschen Staaten von der französischen Fremdherrschaft. Während der Zeit vom Wiener Kongress bis zu den deutschen Einigungskriegen wurde die preußische Armee zum Instrument der Restauration und trug wesentlich zum Scheitern der nationalstaatlich-bürgerlichen Revolution von 1848 bei.
Die militärischen Erfolge der preußischen Armee in den Einigungskriegen waren entscheidend für den Sieg der verbündeten deutschen Truppen über Frankreich. Im Kaiserreich bildete sie den Kern des deutschen Heeres. Die Verfassung von 1871 sah vor, dass zu Kriegszeiten die preußischen Armeeverbände in die Verbände des deutschen Heeres integriert werden. Im Ersten Weltkrieg war die preußische Armee damit rechtlich nicht selbständig. Nach Kriegsende musste Deutschland entsprechend den Vorschriften des Versailler Vertrags seine Landstreitkräfte auf 100.000 Mann verkleinern. Die bestehenden Länderarmeen Preußens, Bayerns, Sachsens und Württembergs wurden aufgelöst.
Eines der wichtigsten Merkmale der preußischen Armee, das ihr Bild bis in die Gegenwart bestimmt, war ihre bedeutende gesellschaftliche Rolle. Ihr Einfluss auch im zivilen Teil des Staatswesens prägte Preußen als Inbegriff eines militaristischen Staates (vgl. Militarismus in Deutschland).

## Geschichte
Die Preußische Armee wurde in ihrer Zeit als stehendes Heer stets Wandlungsprozessen unterschiedlicher Intensität unterworfen, in deren Folge die Armee umgruppiert, neu ausgerichtet oder grundlegend reformiert wurde, um die bewaffnete Macht wieder in Einklang mit neu aufgekommenen politisch-gesellschaftlichen Verhältnissen zu bringen. Die Dynamik des technischen, wissenschaftlichen und industriellen Fortschritts sowie demografische und geistige Entwicklungen betrafen fast immer auch die Armee. Dies sind Indizien für enorme Wechselwirkungen zwischen Militär, Gesellschaft, Wirtschaft und Technik.
Aus diesem Grund sahen sich die politischen Führungen der verschiedenen Zeitepochen immer wieder veranlasst, Aufgaben und Rolle des Militärs in Staat und Gesellschaft neu zu definieren und auch zu legitimieren. Die jeweiligen Reformdiskurse und Reformvorhaben ihrer Zeit waren eingebettet in gesamteuropäische Entwicklungen, denen sich die Armeeverantwortlichen stellten und versuchten Lösungen darauf zu finden. In einer Zeitlinie von etwa ab 1650 bis 1910 ergaben sich in der Armee Perioden schnellen Wandels, die konjunkturhaft emporkamen und wieder abebbten, um nach Implementierung der Reformziele durch eine neue Evolutionsphase abgelöst zu werden.
Die fundamentalen Evolutionsetappen der preußischen Armee waren:
1. Übergang vom temporären Söldnerheer zum stehenden Heer ca. 1650 bis 1680
2. Professionalisierung, Vereinheitlichung, Disziplinierung und Institutionalisierung von ca. 1680 bis 1710
3. Ausbau und der Erhalt einer Armee ersten Ranges in Europa von ca. 1710 bis 1790
4. Ablösung der Armee der Kabinettskriege durch eine Volksarmee von ca. 1790 bis 1820
5. Restauration der Armee als Herrschaftsinstrument und quasi Prätorianergarde des Königs von ca. 1820 bis 1850
6. Übergang zu einer modernen Massenarmee mit industrialisierter Kriegsführung von ca. 1850 bis 1910

### Unter dem Großen Kurfürsten (1640–1688)

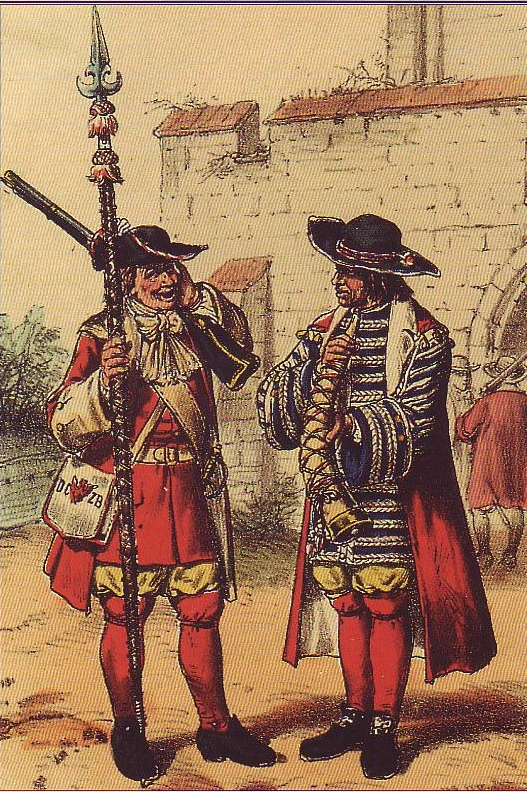
Brandenburgischer Soldat und Schalmeienpfeifer des Infanterieregiments Kurfürstin Dorothea, nach 1675
(Zeichnung von Maximilian Schäfer)

Die Anfänge der preußischen Armee als stehendes Heer liegen in der Regierungszeit des brandenburgischen Kurfürsten Friedrich Wilhelm, dem Großen Kurfürsten (1640 bis 1688). In einer Sitzung des Geheimen Rates am 5. Juni 1644 wurde die Aufstellung einer stehenden Armee beschlossen. Vorher hatte Brandenburg im Kriegsfall ein bezahltes Söldnerheer aufgestellt, das nach Kriegsende wieder aufgelöst wurde. Dieses Verfahren, so zeigte der Verlauf des Dreißigjährigen Krieges, war nicht mehr zeitgemäß.
Das Wachstum des Heeres erforderte massive Rekrutenaushebungen in Brandenburg. Die nötigen Rekrutenzahlen konnten nur mit Zwangsmaßnahmen aufgebracht werden. Die für die neue Armee unternommenen Werbungen brachten allein in Kleve 4000 Mann zusammen. Im Herzogtum Preußen konnten 1.200 reguläre Soldaten und etwa 6000 Milizen ausgehoben werden. In der Kurmark war die Bilanz aufgrund der dezimierten Bevölkerung weit geringer. Lediglich 2400 Soldaten konnten ausgehoben werden. Hinzu zu zählen waren noch die 500 Musketiere der Leibgarde des Kurfürsten. Bereits 1646, zwei Jahre nach seiner Gründung, bestand das kurfürstliche Heer aus 14.000 Mann, 8000 regulären Soldaten und 6000 bewaffneten Milizen.
Friedrich Wilhelm war es auch, der wesentliche Prinzipien der späteren preußischen Armee durchsetzte:
1. Verbindung des Werbesystems mit der Dienstpflicht einheimischer Bauernsöhne,
2. Rekrutierung der Offiziere aus dem einheimischen Adel,
3. Finanzierung des Heeres durch die kurfürstlichen Domäneneinkünfte.

Im Zweiten Schwedisch-Polnischen Krieg (1655–1660) erreichte das brandenburgisch-preußische Heer bereits eine Gesamtstärke von rund 25.000 Mann einschließlich Garnisonstruppen und Artillerie. Vom Großen Kurfürsten persönlich geführt, besiegten 8500 Brandenburger und 9000 Schweden 40.000 Polen in der Schlacht bei Warschau. In diesem Krieg erlangte Friedrich Wilhelm im Vertrag von Oliva im Jahre 1660 die Souveränität im Herzogtum Preußen.
Friedrich Wilhelm und sein Feldmarschall Derfflinger schlugen 1675 die schwedische Armee im Schwedisch-Brandenburgischen Krieg in der Schlacht von Fehrbellin. Anschließend vertrieb die kurfürstliche Armee die Schweden aus Deutschland und später aus Preußen während der Jagd über das Kurische Haff von 1678. Diesen Siegen verdankte Friedrich Wilhelm seinen Beinamen Der Große Kurfürst.
Während der Regierung Friedrich Wilhelms erreichte die Armee zeitweise eine Friedensstärke von 7.000 und eine Kriegsstärke von 15.000 bis 30.000 Mann.

### Unter Kurfürst und König Friedrich I. (1688–1713)
Bei Beginn des Reichskrieges mit Frankreich 1688 ordnete Kurfürst Friedrich III. erstmals an, dass zum Mannschaftsersatz neben der Werbung durch einzelne Regimenter auch seine lokalen, kurbrandenburgischen Landesbehörden innerhalb des Reichs einen Teil der Rekruten aufzubringen haben. Seither ergänzte sich die Armeemannschaft mehrheitlich durch zwangsrekrutierte Inländer und weniger durch geworbene Ausländer.
Im Jahr 1701 krönte sich Friedrich III. zum König in Preußen. Dies hatte zur Folge, dass seine Armee seitdem königlich-preußisch und nicht länger kurbrandenburgisch hieß. Der Name Preußen ging im Laufe des 18. Jahrhunderts auf den gesamten, inner- und außerhalb des Reichs gelegenen brandenburg-preußischen Staat über. Der Preis, den Preußen für die kaiserliche Anerkennung der Standeserhöhung zu zahlen hatte, war die Teilnahme am Spanischen Erbfolgekrieg. Die preußischen Truppen nahmen unter anderem an den Schlachten von Höchstädt, Ramillies, Turin, Toulon und Malplaquet teil. Während des Spanischen Erbfolgekrieges teilte Friedrich I. seine Truppen an die verschiedenen Kriegsschauplätze auf. 5.000 Mann wurden in die Niederlande geschickt, 8.000 Soldaten nach Italien. Somit standen ungefähr 3/4 der preußischen Truppen im Dienst der Alliierten. Schon zu der Zeit standen die preußischen Truppen im Ruf, die besten Europas zu sein. Die damit verbundene finanzielle Belastung – zusammen mit seinem luxuriösen Lebensstil – zwang den König, die Armee nach Kriegsende zeitweilig auf 22.000 Mann zu reduzieren. Es war die letzte Reduktion der brandenburg-preußischen Armee.
1692 wurde ein Militärgericht gegründet, das die Disziplin der Soldaten heben sollte.
Um 1700 wurde in der preußischen Armee begonnen, die Soldaten immer einheitlicher zu kleiden. Eine uniforme Kleidung brachte mehrere Vorteile: Erstens erfüllte die Uniform die Soldaten mit einem gewissen Korpsgeist. Zweitens war es leichter, Freund und Feind zu unterscheiden. Drittens wurde die Einkleidung der Soldaten durch die Massenanfertigung billiger. In der preußischen Armee dominierte als Grundfarbe Blau.

### Unter dem Soldatenkönig Friedrich Wilhelm I. (1713–1740)

Friedrich Wilhelm I. im Lustgarten beim Inspizieren des Potsdamer Infanterieregiments Lange Kerls (Gemälde von Richard Knötel)

Besondere Bedeutung erlangte die Armee seit der Regierungszeit des Soldatenkönigs Friedrich Wilhelm I. (1713 bis 1740).
Friedrich Wilhelm I. war es auch, der 1733 das erste gesetzliche Rekrutierungssystem (Kantonreglement) einführte, welches bis 1814 Bestand haben sollte. Ziel war es, die oftmals gewaltsamen Werbungen der Armee zu beenden. Das Kantonreglement erzwang eine Registrierung aller männlichen Kinder zum Militärdienst. Zusätzlich wurde das Land in Kantone unterteilt, denen jeweils ein Regiment zugeteilt wurde, aus dem es die Wehrpflichtigen rekrutierte. Die Dienstzeit eines Kantonisten (Wehrpflichtiger) betrug in der Regel zwei bis drei Monate im Jahr. Den Rest des Jahres konnten die Soldaten zu ihren Höfen zurückkehren. Städtische Bürger waren oft vom Militärdienst befreit, hatten aber für die Soldaten Quartiere bereitzustellen. Erhaltene Beispiele sind die Häuser im Holländischen Viertel Potsdams.
Die Vergrößerung des Heeres erfolgte schrittweise. 1719 zählte es bereits 54.000, 1729 reichlich 70.000, 1739 über 80.000 Mann (zum Vergleich: im Jahre 1739 hatte Österreich 100.000 Mann, Russland 130.000 Mann, Frankreich 160.000 Mann unter Waffen). Preußen steckte „als Zwerg in der Rüstung eines Riesen“. In der Rangfolge der europäischen Staaten an 13. Stelle stehend, besaß es die dritt- oder viertstärkste Militärmacht. Insgesamt gab Preußen zu dieser Zeit 85 % seiner Staatsausgaben für das Heer aus. Was zur Ebenbürtigkeit mit den Großmachtheeren noch fehlte, wurde durch die Qualität der Ausbildung wettgemacht.
Als Lehr- und Mustertruppe diente das Königs-Regiment der Langen Kerls in Potsdam. Dieses Regiment entsprang der Soldatenliebhaberei des „Soldatenkönigs“. Der König ließ in allen Himmelsrichtungen Europas Werbeoffiziere aussenden, um aller großgewachsenen Männern ab 1,88 Meter habhaft zu werden, die es gab. Diese Leidenschaft des Königs für „lange Kerls“ hatte einen praktischen Sinn, da diese Gewehre mit längeren Läufen benutzen konnten. Der Ladestock konnte schneller aus dem Vorderlader gezogen und eingeführt werden. Damit konnten diese genauer und weiter im Gefecht schießen. Ein entscheidender Vorteil gegenüber anderen Armeen. Das Regiment umfasste drei Bataillone mit 2400 Mann.
Das Offizierskorps bestand seit der Regierungszeit Friedrich Wilhelm I. im Wesentlichen aus Angehörigen des Adels. Dieser musste allerdings regelrecht systematisch gezwungen werden, in die Armee einzutreten. Friedrich Wilhelm I. verbot dem Adel den Militärdienst in einer anderen als der preußischen Armee. Weiterhin erließ er die Anordnung, dass der Adel seine Söhne im Alter von 12–18 Jahren zur Ausbildung und Erziehung in das neu geschaffene Kadettenkorps zu geben hatte. Somit wurde der Adel, ähnlich den einfachen Bauern oder Bürgern, einer Dienstpflicht unterworfen. Grundsätzlich wurden in Friedenszeiten nur in Ausnahmefällen langgediente und besonders bewährte nichtadlige Unteroffiziere zu Offizieren ernannt.
Obwohl Friedrich Wilhelm I. als Soldatenkönig in die Geschichte einging, führte er in seiner gesamten Amtszeit seine Armee nur einmal in den Krieg, und zwar während des Großen Nordischen Krieges in der Belagerung von Stralsund (1715).

### Unter Friedrich dem Großen (1740–1786) bis zur Niederlage von 1806
Der Nachfolger von Friedrich Wilhelm I., Friedrich der Große (1740–1786), begann nach Neugliederung der preußischen Infanterie ein halbes Jahr nach der Thronbesteigung die Schlesischen Kriege und in europäischer Perspektive den übergeordneten Österreichischen Erbfolgekrieg. Die preußische Armee unter der Führung von Feldmarschall Kurt Christoph von Schwerin besiegte am 10. April 1741 in der Schlacht bei Mollwitz die österreichischen Truppen und entschied so den ersten Schlesischen Krieg zu Gunsten Preußens.
Österreich versuchte Schlesien im Zweiten Schlesischen Krieg zurückzuerobern. Die preußische Armee hatte sich jedoch in den zwei Friedensjahren um neun Feldbataillone, 20 Husarenschwadronen (darunter 1 Schwadron Bosniaken) und sieben Garnisonsbataillone vermehrt. Außerdem führte man bei der Kavallerie und der Infanterie am 1. Juni 1743 ein neues Reglement ein, in dem die Erfahrungen des Ersten Schlesischen Krieges berücksichtigt wurden. So wurden Österreich und Sachsen in der Schlacht bei Hohenfriedeberg 1745 besiegt. Besonders die Husaren (auch Zietenhusaren genannt) unter der Führung von General Zieten konnten sich in dieser Schlacht auszeichnen.

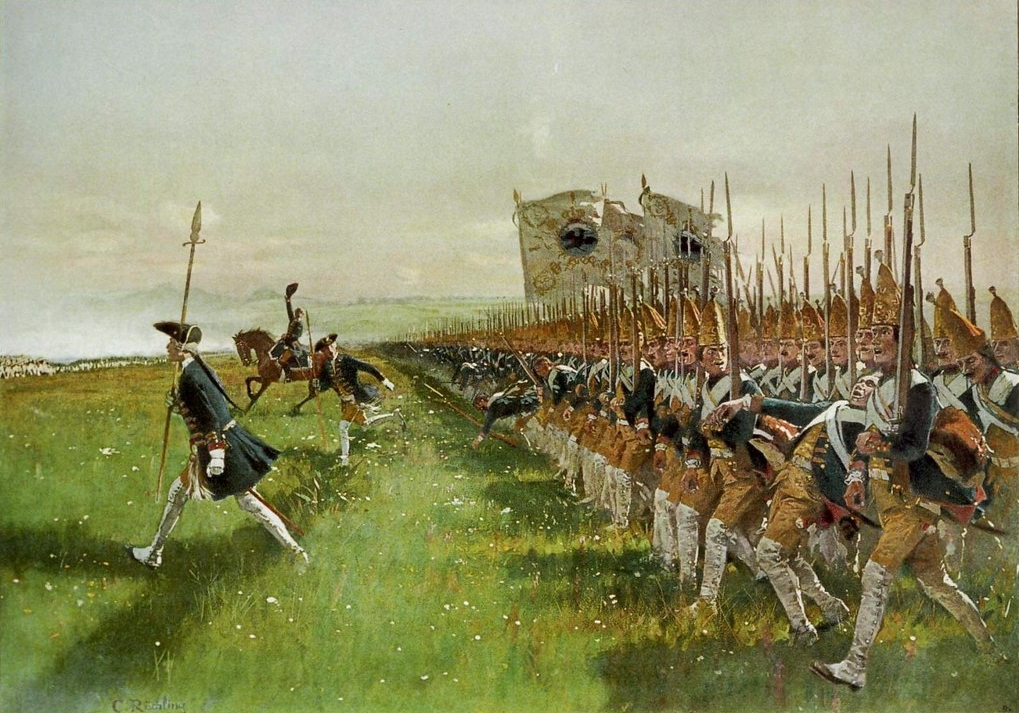
Schlacht bei Hohenfriedeberg, Angriff des preußischen Grenadiergardebataillons, 4. Juni 1745 (Historiengemälde von Carl Röchling)

Österreich verbündete sich daraufhin mit Frankreich im Zuge der Diplomatischen Revolution (1756); Österreich, Frankreich und Russland standen gemeinsam gegen Preußen. Friedrich der Große griff seine Feinde mit einer Armee von 150.000 Mann präventiv an, womit er den Siebenjährigen Krieg auslöste. Obwohl zahlenmäßig unterlegen, erreichte die preußische Armee 1757 beachtenswerte Siege in der Schlacht bei Roßbach und der Schlacht bei Leuthen. Hingegen wurden die preußischen Kräfte 1759 in der Schlacht bei Kunersdorf deutlich besiegt.
Mit schwindenden physischen Reserven gewann vor allem der Kleinkrieg immer größere Bedeutung. Um die Überlegenheit der Österreicher (Grenzer, Panduren) und Russen (Kosaken) hier ausgleichen zu können, stellte Friedrich Freibataillone („Dreimal blau und dreimal des Teufels, ein exekaberes Geschmeiß!“) auf und griff sogar, mit Aufstellung von Milizeinheiten, der militärischen Entwicklung der Befreiungskriege vor.
Der offensiv orientierte Friedrich II. war ein Verfechter der Schiefen Schlachtordnung, welche beträchtliche Disziplin und Mobilität der Truppen erforderte. Dabei wurde der Großteil seiner Streitkraft auf den linken oder rechten Flügel des Feindes konzentriert. Diese ließ er gestuft um die gegnerische Flanke vorrücken. Um den Zug zu vertuschen, griff Friedrich gleichzeitig die gegnerische Linie mit weiteren Einheiten frontal an, um den Gegner beschäftigt zu halten, damit der keine Zeit bekam, seine Formation dem Zug anzupassen. Wenn die Truppen nah an der Flanke des Gegners positioniert waren, konnten die preußischen Einheiten lokale Überlegenheit erlangen, in die Flanke eindringen und die feindlichen Reihen von der Seite her aufrollen und die Formation damit sprengen. Obwohl diese Taktik bei Kunersdorf fehlschlug, wurde sie mit großem Erfolg in der Schlacht von Leuthen und der Schlacht von Roßbach angewandt. Gegen Ende des Siebenjährigen Krieges begann Friedrich II. neue Taktiken auszuarbeiten, um die schräge Gefechtsreihe zu ersetzen.

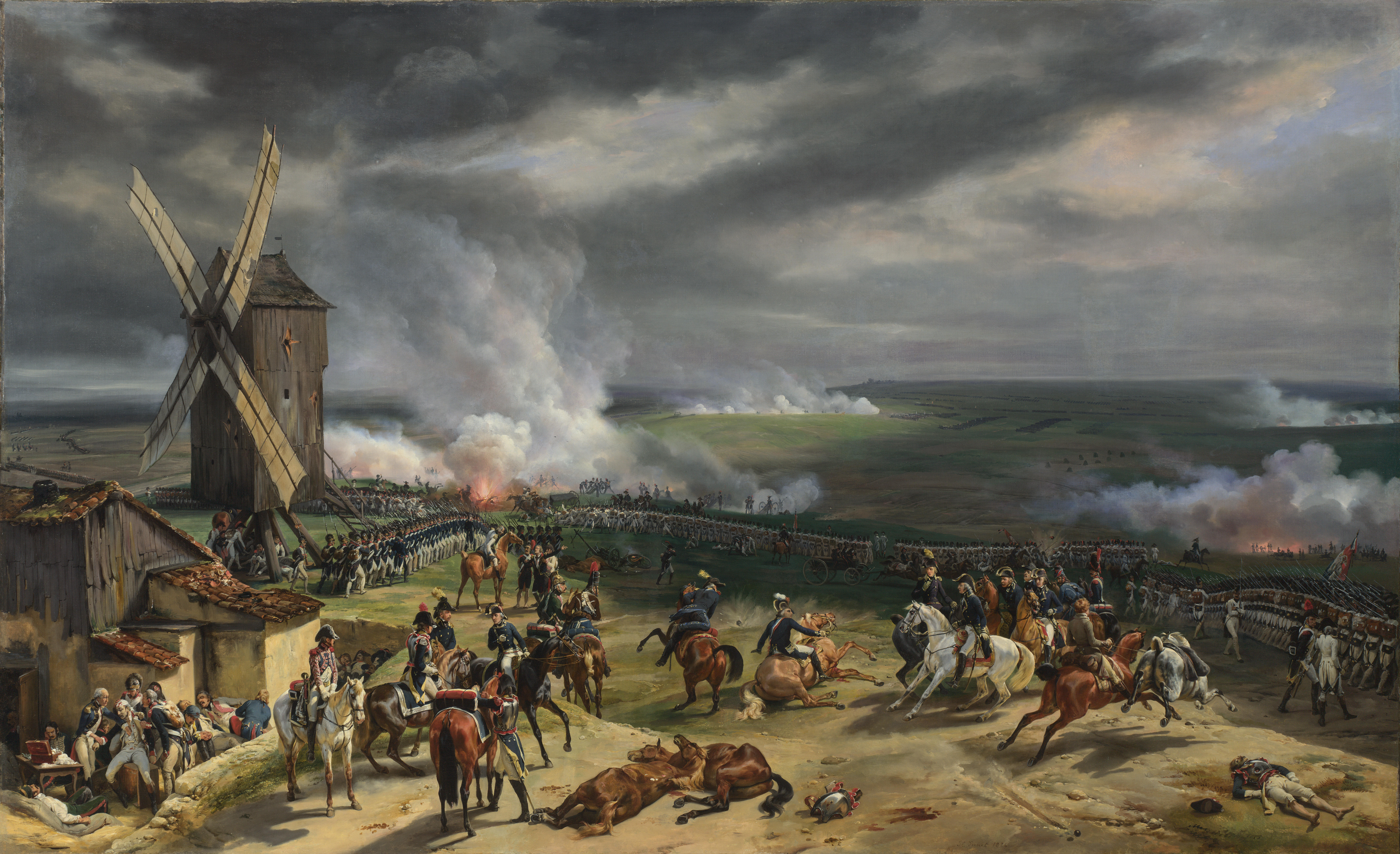
Die Schlacht von Valmy am 20. September 1792, von Horace Vernet

Die preußische Niederlage schien unausweichlich, doch Friedrich der Große wurde durch das Mirakel des Hauses Brandenburg gerettet. Der plötzliche Tod der Zarin Elisabeth führte zum Ausscheiden Russlands aus dem Krieg und zur Rettung Preußens. Der Besitz Schlesiens wurde im Frieden von Hubertusburg (1763) bestätigt. Am Ende von Friedrichs Regierungszeit (1786) war die preußische Armee ein fester Bestandteil der preußischen Gesellschaft geworden. Die Mannschaftsstärke der preußischen Armee betrug etwa 193.000 Soldaten. Die Französische Revolution veranlasste Preußen, im Bündnis mit Österreich, zu einer gegenrevolutionären Invasion Frankreichs. Infolge der Kanonade bei Valmy am 20. September 1792 endete sie mit dem Rückzug der preußischen Armee. Das Ereignis markierte in aller Welt den entscheidenden ersten Erfolg Frankreichs im Ersten Koalitionskrieg.
Der Nachfolger Friedrichs des Großen, sein Neffe Friedrich Wilhelm II., kümmerte sich kaum um die Armee. Er hatte wenig Interesse an militärischen Fragen und übertrug die Verantwortung für sie vor allem an Karl Wilhelm Ferdinand, Herzog von Braunschweig, an Wichard von Möllendorff sowie an Ernst von Rüchel. In der Folgezeit büßte die Armee ihren militärischen Qualitätsstandard ein. Geführt durch alternde Veteranen der Schlesischen Kriege, zudem schlecht ausgerüstet, konnte sie nicht mit der französischen Armee der Napoleonischen Kriege mithalten.

### Von der Heeresreform unter Scharnhorst bis zu den Befreiungskriegen

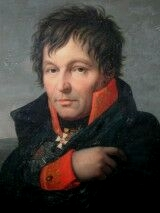
Gerhard von Scharnhorst, als Generalmajor, vor 1813 (Gemälde von Friedrich Bury)

Einen großen Umbruch brachte das Jahr 1806. Das Heer, das bis dahin aus Zwangsverpflichteten und Geworbenen bestand, wurde in der Schlacht bei Jena und Auerstedt von der französischen Armee vernichtend geschlagen. Preußen verlor als Folge dieser Niederlage im Frieden von Tilsit 1807 große Teile seines Territoriums, und die Armee wurde auf eine Stärke von 42.000 Mann begrenzt. Daraufhin begann Gerhard von Scharnhorst die Heeresreform.
August von Gneisenau, Carl von Clausewitz und andere Offiziere halfen ihm bei der Reorganisation des Heeres. Scharnhorst öffnete die Armee für Bürgerliche mit dem Ziel, den Leistungsgedanken vor den Geburtsrechten des Adels zu verstärken. Dies galt besonders für das Offizierskorps. Das Bürgertum und der Adel sollten eine neue Offiziersschicht bilden, die des wissenschaftlich gebildeten Offiziers.
Er befürwortete das Konzept der Massenaushebung (französisch levée en masse) für das preußische Heer, um die begrenzte preußische Armee zu verstärken; daraufhin wurde die Landwehr als Miliz geschaffen, die eine Stärke von 120.000 Mann erreichte. Nach Abschluss der Reorganisation im September 1808 dienten von den 142 preußischen Generälen des Jahres 1806 nur noch 22, von den übrigen waren 6 gefallen und 17 strafweise ausgeschieden. Scharnhorst führte das Krümpersystem ein, indem bis zu einem Drittel der jeweiligen Soldaten beurlaubt und durch neue Rekruten ersetzt wurde. Dadurch wurde die festgesetzte Höchststärke von 42.000 Mann nicht umgangen und doch ein Reservoir an dienstfähigen Männern geschaffen.
Scharnhorst reformierte ebenfalls den Strafenkatalog. Stockprügel und der Spießrutenlauf wurden verboten, stattdessen sah das neue System nur noch Arreststrafen vor. Bei kleineren Vergehen wurden die Strafen entsprechend abgestuft, vom Nachexerzieren bis hin zum Arbeitsdienst oder der Strafwache. Diese Reform der Disziplinarstrafen war notwendig, damit das Konzept des Volksheeres aufgehen konnte. Das Bild des in den Dienst gepressten Soldaten, der mit Desertion drohte und den man mit Gewalt in der Armee halten musste, sollte abgelöst werden. Stattdessen sollte der Soldat ein angesehener ehrenhafter Berufsstand werden, der seine Pflichten freiwillig erfüllt. Der Erfolg dieser Reformpolitik ermöglichte Preußen wenige Jahre später, an den Befreiungskriegen erfolgreich teilnehmen zu können.
Der Bündnisvertrag vom 24. Februar 1812 verpflichtete Preußen zur Stellung eines Hilfskorps von 20.000 Mann (14.000 Mann Infanterie, 4000 Mann Kavallerie, 2000 Mann Artillerie mit 60 Kanonen) für den Krieg gegen Russland. Dieses Hilfskorps wurde der 27. Division des X. Armeekorps der Grande Armée zugeteilt. Die teilnehmenden Bataillone und Regimenter wurden per Losentscheid ausgesucht. Das preußische Hilfskorps (Yorcksches Korps) geriet aber nicht in den Untergang der Großen Armee auf ihrem Weg nach Moskau und zurück, da es auf der linken Flanke in Kurland eingesetzt war. Widerrechtlich wurden dagegen auf direkten Befehl Napoleons zwei Stammkompanien der preußischen Artilleriebrigade der französischen Garde-Artillerie als Trainsoldaten angeschlossen. Diese kamen bis nach Moskau und sind dort im Gefolge der Garde-Artillerie mit untergegangen. Von diesen beiden Einheiten gab es fast keine Rückkehrer. Trotz einiger Gefechte konnte das Hilfskorps von Yorck weitgehend geschont werden und bildete nach einer Ergänzung im Januar/Februar 1813 in Tilsit den Kern der ersten Truppen im Befreiungskampf gegen Frankreich.
Nach der Niederlage der Grande Armée in Russland wurde am 30. Dezember 1812 bei Tauroggen (Tauragė in Litauen) der Waffenstillstand zwischen Preußen und Russland durch den preußischen Generalleutnant Graf Yorck und von Diebitsch, General der russischen Armee, unterzeichnet. Yorck handelte dabei aus eigener Initiative ohne Befehl seines Königs. Die Konvention besagte, dass Yorck seine preußischen Truppen aus der Allianz mit der französischen Armee herauslösen solle. In Preußen wurde dies als Beginn des Aufstandes gegen die französische Fremdherrschaft verstanden.
Als am 17. März 1813 das Volk zum Befreiungskampf aufgerufen wurde, standen 300.000 preußische Soldaten (6 Prozent der Gesamtbevölkerung) bereit. Für die Dauer des Krieges wurde die Allgemeine Wehrpflicht eingeführt, ab 1814 galt sie auch für die Friedenszeit. Neben dem Stehenden Heer und der Landwehr wurde mit dem Landsturm-Edikt vom 21. April 1813 noch ein drittes Aufgebot geschaffen, der sogenannte Landsturm, der nur für den Verteidigungsfall eingesetzt werden konnte und das letzte Aufgebot darstellte. Am Ende des Jahres 1815 hatte die preußische Armee eine Stärke von 358.000 Mann. 
Über einen Kommers in Königsberg Mitte der 1920er Jahre berichtet Siegfried Schindelmeiser:

„Am Tisch der Baltia saß außer anderen Offizieren, die teilweise deren Verkehrsgäste waren, Oberst v. Schönhoff, der Kommandant der Festung Königsberg. Es war interessant, seinen Standpunkt als Soldat zu hören, nachdem der Festredner die preußische Erhebung und die militärischen Erfolge des Befreiungskrieges der philosophischen Lehre Kants zugeschrieben hatte. Schönhoff entschied sich mehr für den friderizianischen Unteroffizier als Lehrmeister.“

### Vom Wiener Kongress bis zu den Einigungskriegen

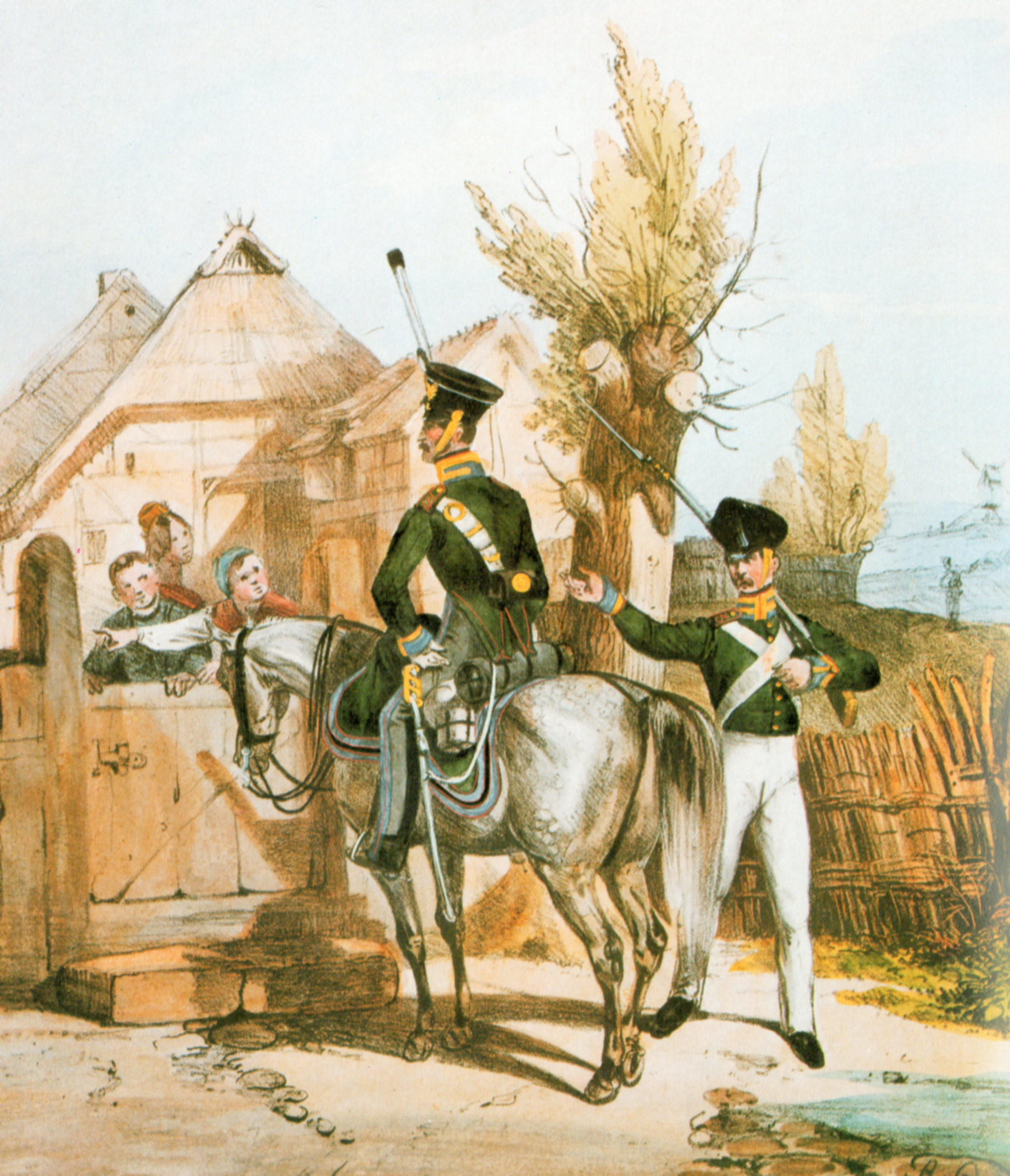
Königlich preußische Gendarmen (Unteroffiziere) zu Pferd und zu Fuß, ca. 1840

Nach dem Wiener Kongress wurde ein Großteil der Landwehr und ein Teil der Linienarmee demobilisiert, so dass die Stärke von 358.000 Mann 1815 auf etwa 150.000 Mann im Jahre 1816 sank. In den Jahren zwischen 1816 und 1840 (Tod Friedrich Wilhelm III.) wurde der Militärhaushalt infolge eines strukturellen Haushaltsdefizits des preußischen Staates durch vielerlei Sparmaßnahmen begrenzt. 1819 betrug der Militäranteil am Staatshaushalt 38 %, 1840 waren es 32 %.
Nach den Befreiungskriegen verblassten viele der zum Teil idealistisch gedachten Militärreformen. Dies ging mit der allgemeinen Restauration der alten Zustände einher. Die Landwehr war nicht in der Lage, den Platz, den ihr neben dem stehenden Heer zugedacht war, einzunehmen, da ihr militärischer Wert zu begrenzt war. Der Offiziersberuf stand zwar weiterhin dem Bürgertum offen, jedoch wurde die Adelsschicht offensichtlich bevorzugt. So wurde die preußische Armee wieder ein Hort für konservative, aristokratische und monarchische Gesinnung. Während der Revolution von 1848 war die preußische Armee das Instrument, das dafür sorgte, dass die Revolution scheiterte und die Herrschaftsstrukturen unangetastet blieben. Obwohl Preußen mit der Verfassung von 1850 eine konstitutionelle Monarchie geworden war, wurden die Soldaten auf die Person des Herrschers und nicht auf die Verfassung vereidigt.
1859 wurde Albrecht von Roon (Kriegs- und Marineminister) von Wilhelm I. beauftragt, eine Heeresreform durchzuführen um sich den veränderten Verhältnissen anzupassen. Die Ursachen für den erneuten Reformbedarf lagen im technischen Fortschritt und der stark gestiegenen Bevölkerungszahl (Die Heeresgröße lag wie 1816 bei 150.000 Mann). Weiterhin zeigte sich nach zwei chaotischen Mobilmachungen 1850 und 1859, dass die Landwehr für einen Verteidigungskrieg zwar gut zu gebrauchen war, jedoch bei einem Angriffskrieg nur von begrenztem Wert.

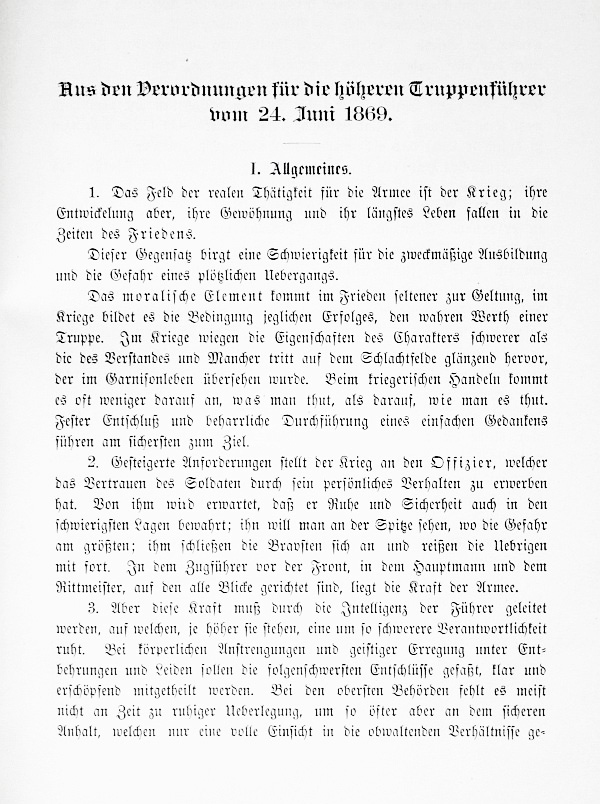
Erste Seite Aus den Verordnungen für die höheren Truppenführer vom 24. Juni 1869 von Helmuth von Moltke

Sein Ziel war es, das System von Scharnhorst auszudehnen und eine bewaffnete Nation zu schaffen. Um dies zu erreichen, schlug er in seiner Heeresreform vor, die Wehrpflicht bei drei Jahren beizubehalten, die Rekrutenzahl um 1/3 zu erhöhen, das Feldheer zu vergrößern und die Landwehr zu verkleinern. Durch einen dadurch ausgelösten Verfassungskonflikt wurde die Reform erst 1866 vom Norddeutschen Bund angenommen. Durch die weitere Zurückdrängung der Landwehr wurde der Prozess der „Entbürgerlichung“ des Heeres weiter vorangetrieben.
Außerdem wurde in dieser Zeit (1850er und 1860er) die veraltete Ausrüstung modernisiert. Die preußische Armee war die erste, die die gesamte Infanterie mit gezogenen Gewehren, den Zündnadel-Hinterladern, ausstattete. Ebenso wurden die bisherigen glattgebohrten Geschütze allmählich durch neue Geschütze mit gezogenen Geschützrohren ersetzt. Im Mai 1859 bestellte das Allgemeine Kriegsdepartement bei Alfred Krupp 300 Kanonen aus Gussstahl (vor dem Hintergrund des Konflikts zwischen Österreich, Frankreich und Italien → Sardinischer Krieg). Krupp verwarf angesichts dieses Großauftrags seine Idee, die Kanonenproduktion und -entwicklung einzustellen.
Der starke Drill (Exerzieren und Formaldienst), der noch von Friedrich Wilhelm I. stammte, wurde von einem besseren Ausbildungssystem verdrängt; Gefechtsübungen und Scheibenschießen gewannen an Bedeutung. Dadurch stieg die Kampfkraft der Armee. Die lange Zeit vernachlässigte Berufsausbildung der Offiziere brachte man wieder auf einen hohen Stand, wegweisend waren hier die Verordnungen für die höheren Truppenführer vom 24. Juni 1869 von Helmuth von Moltke. So wurde die preußische Armee wieder eine der kampfkräftigsten ihrer Zeit. Dies zeigte sich auch im Deutsch-Dänischen Krieg (1864) und im Deutschen Krieg (1866).

### Im Kaiserreich

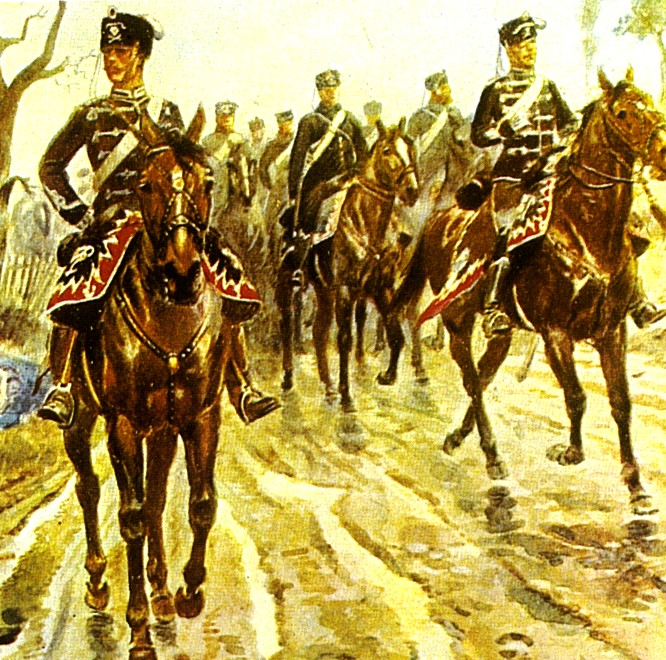
Preußische Husaren (frühes 20. Jh.)

Mit der Gründung des Deutschen Kaiserreiches im Jahr 1871 wurde die preußische Armee zum Kernbestandteil des Deutschen Heeres, die Badische Armee ging als XIV. Korps in ihr auf. Auch die Armee des Großherzogtums Hessen wurde mit Militärkonvention vom 13. Juni 1871 zum 1. Januar 1872 als Großherzoglich Hessische (25.) Division eingegliedert. Die preußische Armee blieb in Friedenszeiten rechtlich neben den anderen Länderarmeen (Sächsische Armee, Bayerische Armee, Württembergische Armee) bestehen.
So gab es nach Artikel 63 Absatz 1 der Reichsverfassung vom 16. April 1871 zu Kriegszeiten ein gesamtdeutsches Heer, das dem Oberbefehl des Kaisers unterstand. In Friedenszeiten dagegen war den Bundesfürsten mit eigenem Heer (Preußen, Sachsen, Württemberg und Bayern) der Oberbefehl vorbehalten. Somit hatte in Friedenszeiten der preußische König (der zugleich deutscher Kaiser war) den Oberbefehl über die preußische Armee.
Zudem behielt das preußische Parlament in Friedenszeiten das Etatrecht für den Militärhaushalt. Durch die Reichsgründung besaß kein Bundesstaat mehr ein souveränes Kriegführungsrecht.
Die preußische Armee als rechtlich eigenständige Armee wurde 1919 nach dem verlorenen Ersten Weltkrieg mit der Aufstellung der Reichswehr aufgelöst.
Ein wichtiges Nachschlagewerk für und über die preußische Armee war – und ist noch heute zum Beispiel für Historiker oder Genealogen – die regelmäßig vom Kriegsministerium zu Berlin herausgegebene Rangliste.
| Jahr     | 1646   | 1656    | 1660    | 1688    | 1713    | 1719    | 1729    | 1740    | 1756    | 1786    | 1806    |
| -------- | ------ | ------- | ------- | ------- | ------- | ------- | ------- | ------- | ------- | ------- | ------- |
| Soldaten | 14.000 | 25.000  | 8.000   | 30.000  | 38.000  | 54.000  | 70.000  | 83.000  | 150.000 | 193.000 | 240.000 |
| Jahr     | 1807   | 1813    | 1815    | 1825    | 1840    | 1859    | 1861    | 1867    | 1870    | 1875    | 1888    |
| Soldaten | 63.000 | 300.000 | 358.000 | 130.000 | 135.000 | 150.000 | 211.000 | 264.000 | 313.000 | 325.000 | 377.000 |

### Nach der Auflösung
Artikel 160 des Versailler Vertrages begrenzte die Größe des (nicht nur preußischen) Landheeres im Deutschen Reich auf 100.000 und die der Marine auf 15.000 Berufssoldaten. Der Unterhalt von Luftstreitkräften, Panzern, schwerer Artillerie, U-Booten und Großkampfschiffen war dem Reich untersagt. Zugleich wurde die Auflösung von Generalstab, Kriegsakademien und Militärschulen verfügt.
Die meisten Soldaten wurden entlassen; viele hatten Schwierigkeiten, sich nach dem Krieg im Zivilleben zurechtzufinden.
Reichswehrminister Otto Geßler begnügte sich während seiner Amtszeit mit begrenzten politischen und administrativen Aufgaben; es gelang dem Chef der Heeresleitung Hans von Seeckt, die Reichswehr der Kontrolle des Reichstages weitgehend zu entziehen. Unter Seeckt entwickelte sich die Reichswehr zu einem Staat im Staate. Sie fühlte sich eher einer abstrakten Staatsidee als der Verfassung verpflichtet und stand der politischen Linken mit ausgeprägtem Misstrauen gegenüber.
V. Seeckt war 1885 in die preußische Armee eingetreten und hatte bis 1918 eine steile Karriere gemacht.
Während des Kapp-Putsches 1920 verweigerte Seeckt den Einsatz der Reichswehr gegen die putschenden Freikorps; den Aufstand der Roten Ruhrarmee ließ er aber brutal niederschlagen. Die Reichswehr organisierte außerdem mit der sogenannten Schwarzen Reichswehr eine geheime und mit paramilitärischen Formationen vernetzte Personalreserve, als deren Führungskader sie sich begriff.
1926 wurde v. Seeckt gestürzt.
Unter der Reichspräsidentschaft Hindenburgs erlangte die Reichswehrführung zunehmenden politischen Einfluss und bestimmte schließlich auch die Zusammensetzung der Reichsregierungen mit. Dadurch trug die Reichswehr maßgeblich zur Entwicklung eines autoritären Präsidialsystems während der Endphase der Weimarer Republik bei.

## Uniformierung und militärisches Brauchtum

### Allgemeines

Grenadier, Offizier, Unteroffizier des Infanterie-Regiments Fürst Leopold von Anhalt-Dessau, 1698 von Richard Knötel

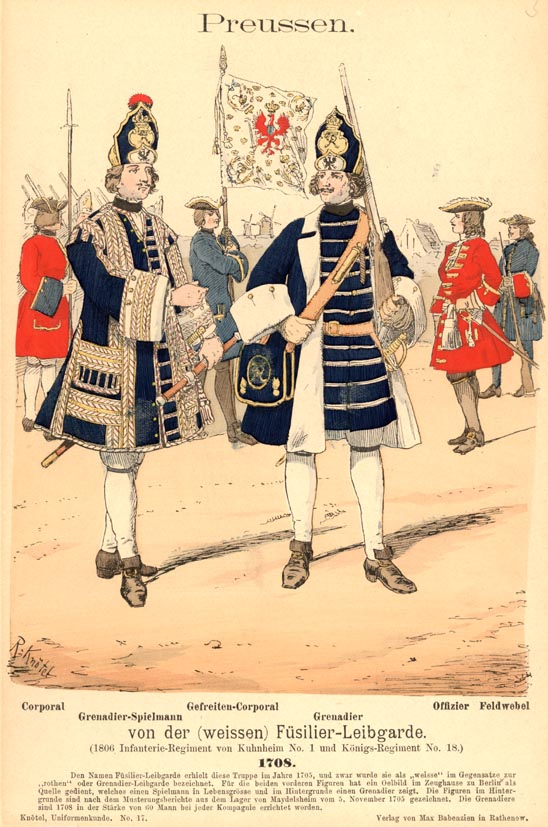
(Weiße) Füsilier-Leibgarde, 1708. Korporal (li), Offizier (2.v.r.) tragen „gewechselte Farben“

Uniformen im modernen Sinn wurden erst mit Einführung der stehenden Heere und der Gründung von Textilmanufakturen eingeführt. Die Grundfarbe der Infanterieuniformen war in Kurbrandenburg-Preußen, seit einem kurfürstlichen Erlass von 1691, blau. Schon vorher hatte Blau dominiert, doch weil bis dahin die Obristen über die Uniformierung ihrer Regimenter bestimmten, waren manche Truppen auch rot oder grau montiert. Blau war allerdings günstig in der Herstellung und meist die Farbe der ressourcenschwachen protestantischen Staaten im Nordosten Europas, wie zum Beispiel Schweden oder Hessen-Kassel. Im Gegensatz dazu trugen reiche römisch-katholische Staaten im Allgemeinen helle (Weiß, Grau und Gelb), reiche protestantische Staaten rote Uniformröcke (Kurhannover, Dänemark, Großbritannien).
Ursprünglich wurde in Brandenburg-Preußen die Uniform Livree oder Montierung genannt, erst ab Friedrich II. setzte sich die Bezeichnung Uniform durch, die alten Begriffe haben sich aber umgangssprachlich noch lange behauptet.
Als grobe Regel galt, dass der preußische Soldat einmal im Jahr eine neue Uniform bekam, insgesamt gab es bis zu fünf Garnituren. Die erste Garnitur wurde zur Parade angelegt, die zweite als Ausgehuniform, die dritte und vierte Garnitur zum täglichen Dienst und die fünfte Garnitur, sofern vorhanden, lag für den Kriegsfall in der Kammer. Jeder Soldat konnte – nachdem er eine Austauschgarnitur erhielt – seine alte Uniform zur freien Verfügung behalten. In der Regel wurde diese zur Einkleidung der Familienmitglieder weiterverwendet. So kam es, dass besonders auf dem Land die ausgesonderten Uniformen durch die Zivilbevölkerung jahrelang getragen wurden. Hergestellt wurden die preußischen Uniformen zum größten Teil durch das extra dafür im Jahre 1713 durch königliche Weisung gegründete königliche Lagerhaus in Berlin.
Insbesondere die Offiziersuniform erfüllte nicht nur repräsentative Funktion, sondern wurde von ihren Trägern auch im Rahmen einer jeweils spezifischen Regimentskultur als Distinktionsmittel genutzt. Auch ohne Dienstgradabzeichen ließen sich über Details der Uniform (z. B. Hutfedern, Portepees) Binnendifferenzierungen vornehmen.

### Infanterie
Kurbrandenburgisch/preußische Infanterieuniformen (1644–1709)
Der oben erwähnte Erlass Friedrich III./I. von 1691 hatte ferner verfügt, dass alle Fuß-Regimenter blaue Röcke mit roten Aufschlägen zu tragen hatte. Der Garde waren weiße Aufschläge vorbehalten. Offiziere und Unteroffiziere konnten, der Mode der Zeit entsprechend, „umgekehrte“ bzw. „gewechselten Farbe“ tragen: In diesem Fall besaß der Rock die Farbe der Ärmelaufschläge der einfachen Mannschaften. Die Aufschläge waren dagegen in der Farbe des Mannschaftsrocks gehalten. Erst ab 1709 mussten alle Dienstgrade desselben Regiments die gleiche Rockfarbe tragen.
Bis dahin gestaltete sich die Uniformierung der Infanterie wie folgt: Blauer, vorne offener Rock, dazu Halsbinde, Weste, Hosen und Strümpfe in Regimentsfarben. Die Aufschläge rot, bei der Churfürstlichen Garde aber weiß (seit 1705/1708 „Füsiliergarde“ bzw. „(Weiße) Füsilier-Leibgarde“). Breite Halbschuhe mit Spangen, eine große Patronentasche und einen breiten, aufgeschlagenen Hut oder Grenadiermütze.
Korporale, Sergeanten, Fouriere sowie alle Offiziere trugen den Uniformrock in „umgekehrten“ bzw. „gewechselten Farben“, hier also rot, dazu blaue Aufschläge. Die Feldwebel und Gefreiten-Korporale hatten jedoch den Rock wie die Mannschaften, die Aufschläge rot (Feldwebel) oder blau (Gefreiten-Korporale) und mit doppelter Metalltresse eingefasst. Die Offiziere und Unteroffiziere unterschieden sich ferner durch bessere Stoffe, Offiziere zusätzlich anhand eleganterer Schnitte und aufwändigerer Dekorationen. Der Hutrand bei Offizieren, Gefreiten-Korporalen und Unteroffizieren mit Metalltresse besetzt, bei der Garde die beiden ersteren dazu mit Federbesatz (Plumage).
Mannschaften, Unteroffiziere und Offiziere waren einheitlich mit dem Degen bewaffnet. Die Truppe führte anfangs die Luntenschloss-Muskete, dann die Steinschloss-Muskete, mit Spund-, dann Tüllenbajonett. Korporale, Sergeanten und Fouriere stattdessen das Kurzgewehr oder die Hellebarde, Feldwebel das neu aufgekommene Steinschlossgewehr sowie eine schwarz-weiße Schärpe aus Kamelhaar und ein eigenes, silbernes Portepee. Gleiche Schärpe und Portepee für die Gefreiten-Korporale. Wichtigste Standesabzeichen der Offiziere waren seit 1701 der silberne Ringkragen sowie die in den silber-schwarzen Farben der Hohenzollern zu tragende Hüftschärpe und Portepee. Später kam das Sponton hinzu.
Altpreußische Infanterieuniformen (1709–1806)

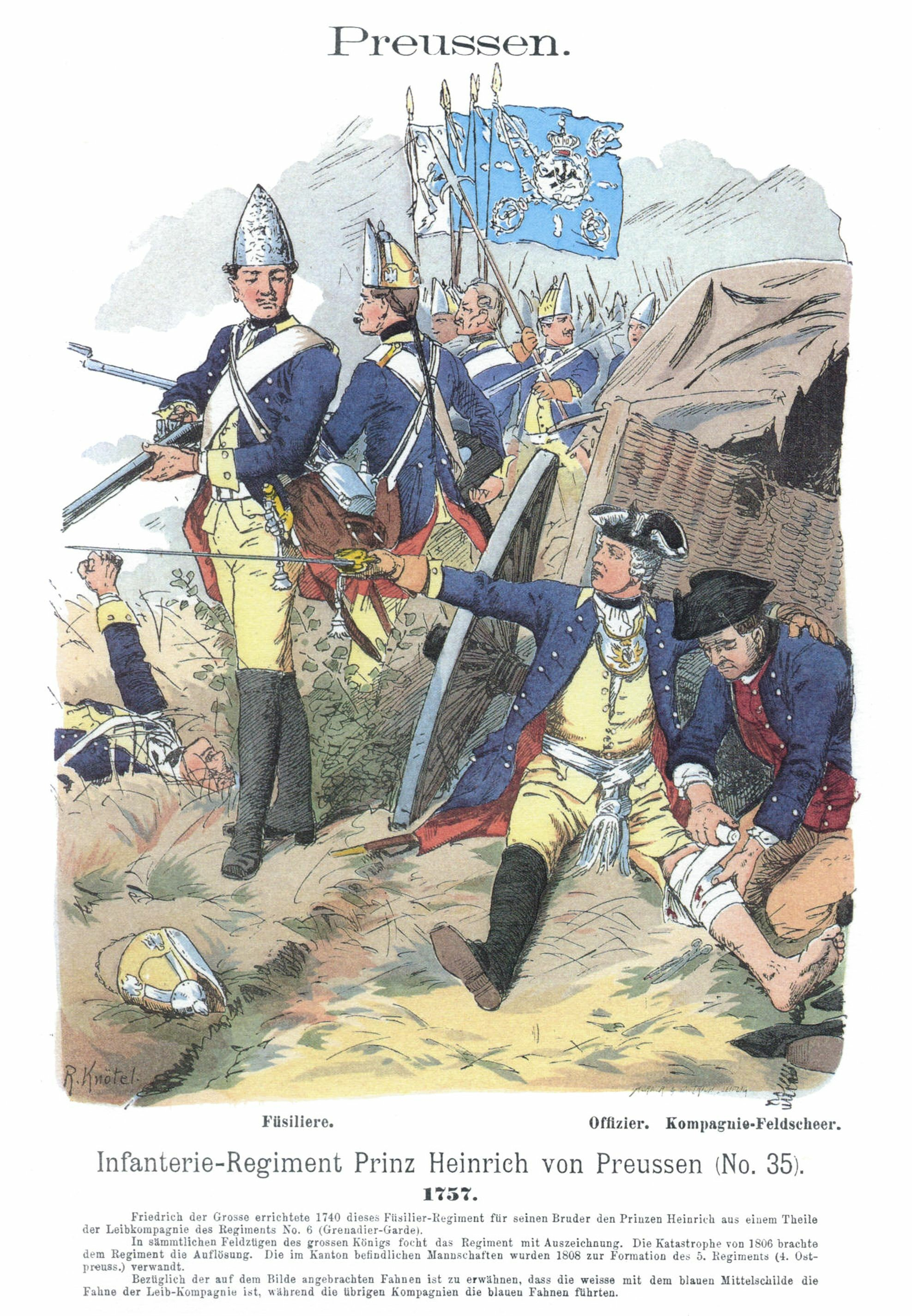
Preußische Füsiliere des Regiments „Prinz Heinrich von Preußen“ (No.35) im Jahre 1757

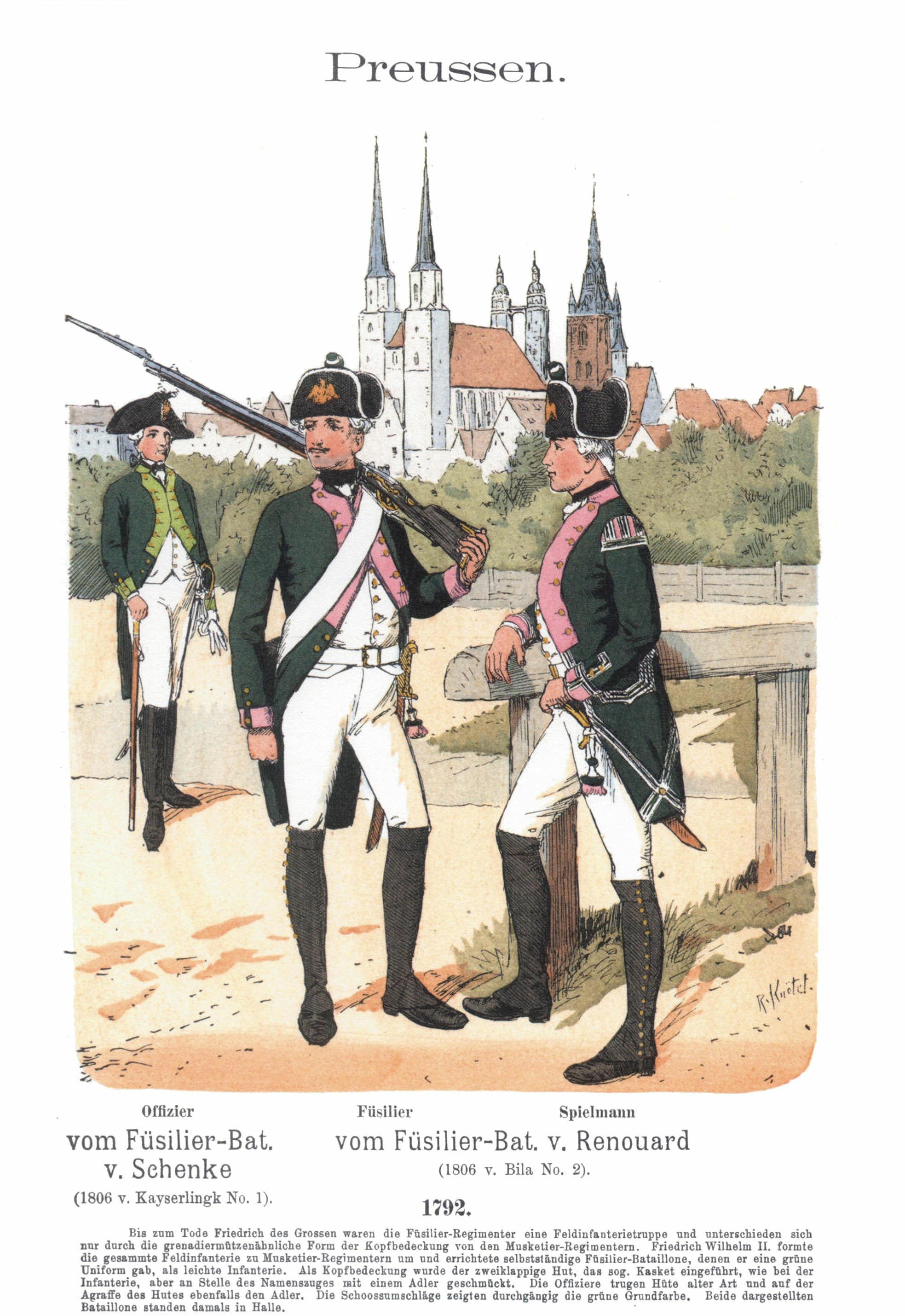
Preußische Füsiliere mit Kasketts – Offizier links mit Zweispitz, 1792

1709 wurde ein Reglement für einheitliche preußische Uniformen eingeführt. Es wurde von allen Soldaten (Mannschaften, Unteroffizieren und Offizieren) im Prinzip der gleiche blaue Rock getragen. Die Röcke unterschieden sich in der Qualität der Stoffe und der Schnitte. Dazu eine weiße oder gelbe Weste und eine gleichfarbige Hose. Die Gamaschen waren anfangs weiß, ab 1756 schwarz, mit Halbschuhen. Stiefel wurden zumeist nur von den Stabsoffizieren ab dem Major aufwärts und Generälen getragen. Ärmel, Rabatten, Kragen und Aufschläge waren in den Regimentsfarben ausgeführt. Ebenso war das jeweilige Regiment an der Form der Ärmelaufschläge sowie der Farbe und der Gestalt der Knöpfe, Borten, Schleifen, Tressen und Stickereien zu erkennen. Kopfbedeckung war der Dreispitz, bei den Grenadieren und Füsilieren die Grenadier- oder Füsiliermütze, bei Grenadier- und Füsilieroffizieren aber der Hut.
Mit der Thronbesteigung des nüchternen Friedrich Wilhelm I. wurde die Uniformierung vereinfacht und annähernd auch vereinheitlicht: nicht zuerst im Sinne einer gesteigerten Praxistauglichkeit, sondern aus Gründen der Kostenersparnis. Mannschaften und Unteroffiziere erhielten eng geschnittene Überröcke, die Schoßumschläge zurückgeknöpft, bei Unteroffizieren die Aufschläge und die Rabatten mit Metalltresse eingefasst. Der Offiziersrock etwas weiter geschnitten und mit fallenden Schößen, dazu auf Brust und/oder Aufschlägen, je nach Regiment, Posamentenbesatz aus Metalltresse (der von einem verschlissenen Rock leicht abgetrennt und auf einen neuen Rock wieder aufgenäht werden konnte). Die kostspielige und nicht wiederverwendbare Bestickung der Offiziersuniformen wurde verboten.
Der Hut bei Gefreiten-Korporalen und Unteroffizieren mit Metalltresse eingefasst, dazu schwarz-weiß gevierteter Hutpuschel, letzterer bei Grenadierunteroffizieren an der Mützenspitze. Die Truppe mit Steinschlossgewehr, Unteroffiziere am Mannschaftssäbel eine schwarz-weiße Quaste und als Statuswaffe das Kurzgewehr, in Form einer Partisane oder eines Hakenspießes (unterschiedlich für Musketiere, Grenadiere und Füsiliere). Dem Feldwebel war, seit 1741 in der Garde und ab 1789 allgemein, am Mannschaftssäbel das Offiziersportepee erlaubt. Alle Unteroffiziere den Korporalstock mittels dessen Handschlaufe im zweitobersten Knopfloch der rechten Brustrabatte befestigt, das untere Ende des Stocks durch die zusammenknöpften Rockschöße gesteckt. Stabsoffiziere vom Major aufwärts und Generale, statt der Gamaschen, schwarze Reitstiefel. Generale trugen ihre Regimentsuniform, seit 1742 jedoch die Hutkrempe mit weißem Federbesatz (Plumage). Offiziere und Unteroffiziere lederne Handschuhe.
Bei allen Truppen zu Fuß von 1787 bis 1798 das Kaskett für Unteroffiziere und Mannschaften, dann Rückkehr zum Hut (Musketiere) bzw. zu einer neuartigen Grenadiermütze. Die Füsiliere ab 1801 den Tschako, als Novum in der preußischen Armee.
Jäger trugen einen grünen Rock mit grüner Weste und dazu eher olivefarbene Hosen mit schwarzen Gamaschen, ab 1760 Stiefel.
 Neupreußische Infanterieuniformen (1806–1871)

Uniformen der Landwehr, 1813

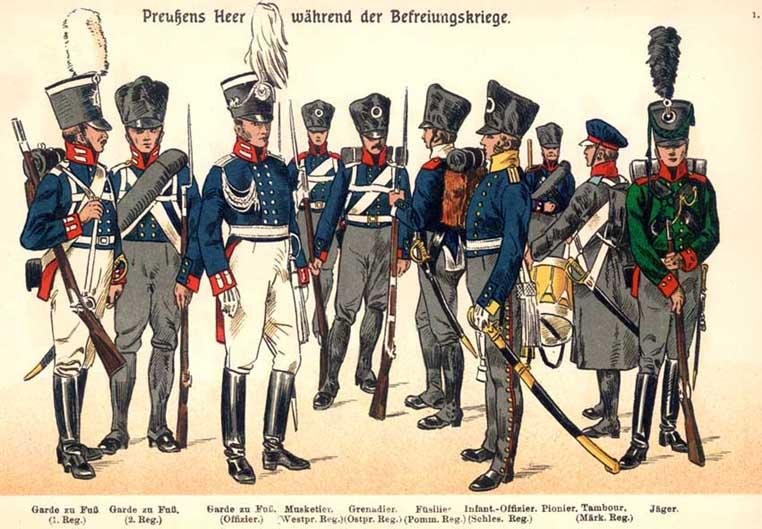
Uniformen der Garde und Linientruppen, 1813

Infolge der französischen Revolution und den sich anschließenden Erfolgen der napoleonischen Armeen nach 1789 passten sich die auch die preußischen Uniformen ein Stück weit dem neuen französischen Stil an. Trotzdem glichen sie, bis zum Untergang der altpreußischen Armee in der Schlacht von Jena und Auerstedt, noch weitgehend den Uniformen zu den Zeiten Friedrichs II.
Im Zuge der Heeresreformen nach dem Untergang der altpreußischen Armee 1806 wurden auch neue Uniformen eingeführt. Die Grundfarbe blieb blau. Die neuen Röcke waren der Mode entsprechend sehr kurz, die Hosen weit nach oben gezogen, teilweise jetzt eher grau, sehr hohe Stehkragen, Rock und Hose sehr eng geschnitten. Als Kopfbedeckung wurde das Tschako in einer hohen und weiten Form eingeführt. Schulterstücke bzw. Epauletten zur Unterscheidung der Dienstgrade wurden ab 1808 eingeführt.
Die neu entstandene Landwehr hatte eine einfach gehaltene Uniform mit einer Litewka aus blauem oder schwarzem Tuch mit farbigem Kragen und weiten leinenen Hosen. Die Abzeichen am Kragen, Aufschlagvorstoß, Mützenrand und Deckelvorstoß waren in den Farben der jeweiligen Provinz gehalten. Auf der Mütze trugen sie ein großes Landwehrkreuz.
1843 wurde ein neuer Helm, im Volksmund Pickelhaube genannt, eingeführt. Die Glocke war anfangs sehr hoch ausgeformt, wurde im Laufe der Jahre aber immer flacher. Allgemein änderten sich die Uniformen der Mode entsprechend Mitte des Jahrhunderts zu niedrigeren und weicheren Stehkragen, längeren Rockschößen, weiterem Hosenschnitt und niedrigerem Helm mit kürzeren und runden Augenschirmen in mehreren Schritten. 1853 wurde der sogenannte Gefreiten-Knopf am Kragen als Dienstgradabzeichen eingeführt. 1866 kamen die endgültigen Schulterstücke für die Offiziere. Der Waffenrock wurde einreihig mit acht Knöpfen. Die Stiefel wurden niedriger bis zu der bekannten Knobelbecher-Form.
 Preußische Infanterieuniformen im Kaiserreich 1871–1919 
Die Uniformen blieben bis zum Kriegsausbruch weitgehend unverändert. Nach der Reichsgründung wurde ab 1897 neben der Landeskokarde nun auch die Reichskokarde getragen. 1907 wurde versuchsweise die erste feldgraue Uniform eingeführt, die aber nur im Kriegsfalle angelegt werden sollte. Die feldgraue Uniform erfuhr bis zum Kriegsbeginn und während des Krieges noch einige Änderungen, so wurde die Farbe beispielsweise eher ein Graugrün, der Name Feldgrau aber beibehalten. Im Weltkrieg wurde ausschließlich eine feldgraue Uniform getragen, anfangs die Pickelhaube mit Überzug, ab Mitte des Krieges wurde flächendeckend der Stahlhelm M1916 eingeführt.
Jäger und Schützen trugen einen dunkelgrünen Waffenrock und als Kopfbedeckung ein Tschako. Die Artillerie trug ebenfalls einen dunkelblauen Waffenrock mit schwarzem Kragen. Die Helmspitze endete in einer Kugel. Die Soldaten des Trains trugen dunkelblaue Waffenröcke mit hellblauem Kragen und ein Tschako.

### Kavallerie
Die Kürassiere trug gelbliche Koller bzw. Kollet (auch Kollett), zunächst aus Leder, ab 1735 vermehrt aus Kirsey. Das Kollet war vor der Brust zugehakt, Hakenleiste, Aufschläge und Schoßumschläge waren mit farbiger Borte besetzt. Die Grundfarbe wurde zunehmend weiß (Ausnahme bis 1806 das sog. „Gelbe Regiment“, Nr. 2.). Im Siebenjährigen Krieg gab es keine Hutresse mehr. Ab 1715 Wiedereinführung des Halb-Kürasses (nur Brustteil), für Offiziere zunächst blank, ab 1731 geschwärzt wie für Mannschaften. 1790 erneuter Wegfall des Kürasses, ab 1814/15 dann blanker Vollkürass, mit Brust und Rückenteil. 1808 schwarz-lederner Kammhelm. Ab 1843 erneut der weiße, bortierte Koller, jetzt nach Art des Waffenrocks, doch vorn zugehakt. Dazu ein blanker Stahlhelm mit Spitze (ähnlich der Pickelhaube). Seit 1889, wie die gesamte Kavallerie, eine Lanze (seit 1890 aus Stahlrohr), die bis zu Beginn des Ersten Weltkriegs ein Ausrüstungsteil blieb.
Die Dragoner waren, aus ihrer Tradition als beritten gemachter Fußtruppe, ähnlich der Infanterie uniformiert. Ausrüstung und Bewaffnung jedoch bis 1806 ähnlich den Kürassieren (mit Ausnahme des Kürasses). Abweichend die „Grenadiere zu Pferd“ von 1714 bis 1741 mit Füsiliermütze. Unter dem Großen Kurfürsten gelbliche Koller, dann bis 1745 weiße Röcke, danach hellblaue Röcke. Von 1808 bis 1842 der Tschako, dann ein Lederhelm mit Spitze, ähnlich der Infanterie. Seit 1842 Waffenrock statt Kollet. 1889 der gerade Kavalleriedegen M89, statt des bisherigen Säbels.
Ab Sommer 1762 führte die Kavallerie auf der linken Hutseite einen weißen Federbusch (Ausnahme: Husaren). Ihn trugen auch die Generale und Adjutanten. Nach ihrem Wechsel in das preußische Lager sollte das Utensil als sog. „Allianzstutz“ bzw. „Allianzfeder“ es den Russen erleichtern, ihre neuen Verbündeten, von den nun feindlichen Österreichern, zu unterscheiden. Der Stutz war für Offiziere mit schwarzer Wurzel, für Unteroffiziere und Trompeter mit schwarzer Spitze. Der Stutz verbreitete sich rasch im ganzen Heer. In abgewandelter Form hielt er sich bis zur Mitte des 19. Jahrhunderts.
Die Husaren trugen einen Dolman, seit 1853 eine Attila in Regimentsfarben, auf der Brust mit Schnurbesatz, für Offiziere häufig dichter besetzt und mit zusätzlichen Tressen, die Schnüre aus Metall in Knopffarbe. Per AKO vom 23. Oktober 1808 für alle Dienstgrade Achselklappen, wie auch in der gesamten übrigen Armee. Später jedoch Achselschnüre. Einige Regimenter trugen zu Dolman bzw. Attila einen Pelz. Als Kopfbedeckung Pelzmützen mit Stoffbeutel (Kolpak (Husarenmütze)), teilweise auch Flügelmütze (Mirliton). Von 1805 bis 1850 der Tschako, seitdem wieder Pelzmützen mit Beutel.
Die Ulanen führten in Preußen lange eine Randexistenz. Bis zur Heeresreform 1808 rechneten sie zu den Husaren und zählten nie mehr als zwei Regimenter. Die Bekleidung des sog. Bosniaken-Regiments stellte eine improvisierte Mixtur diverser Balkantrachten dar: lange rote Überröcke, dazu eine Art Turban, seit 1796 Husarenpelzmütze ohne Beutel (Kolpak). Seit 1795 existierte daneben noch ein kleiner Tatarenpulk, der die blaue, mit roten Rabatten und Aufschlägen versehenen polnischen Uniform beibehielt. Im Herbst wurde den Bosniaken und den Tataren die Umformung zu einem Regiment und einem Bataillon „Towarczys“ befohlen. Deren Mannschaften wurden, nach der Zweiten Polnischen Teilung, zur Hälfte aus mit der Lanze bewaffneten Angehörigen des polnischen Kleinadels rekrutiert, die zweite Hälfte bestand aus mit Karabinern bewaffneten Gemeinen. Die Uniform blieb nahezu unverändert, doch die Brustrabatten nun zum Plastron geschlossen, als Kopfbedeckung weiterhin eine hohe rote Stoffmütze mit schwarzer Pelzverbrämung (Konfederatka). Aus den „Towarczys“ wurden 1808 zwei Ulanen-Regimenter gebildet, 1809 kam dazu ein drittes. Als Kopfbedeckung nun bis 1815 der Tschako, dann die Tschapka (diese bei der Leib-Ulanen-Eskadron bereits seit deren Aufstellung 1809). Das Kollet nun ohne Plastron, mit roten Kragen, Achselklappen (seit 1824 Epauletten) und spitzen, „polnischen“ Aufschlägen. 1813 wurden außerdem zwei kurzlebige Kosaken-Einheiten errichtet: die Garde-Kosaken-Eskadron (bei den Garde-Kürassieren) und die Garde-Volontair- (bei der Garde du Corps), die Uniform ähnlich den Ulanen, doch Pelzmütze mit rotem Beutel und gelber Schnur. Die Ulanen ab 1843 zur Parade die Brust erneut zu roten Plastrons aufgeknöpft. 1853 dann Einführung der Ulanka.
Die ersten der seit 1901 aufgestellten Jäger zu Pferde gingen aus den 1895/1897 gebildeten Meldereiter-Detachements hervor. Uniform und Ausrüstung glichen den Kürassieren: Grau-grüne Koller mit dunkelgrünen Schulterklappen, Kragen und schwedischen Aufschlägen. In Abzeichenfarbe die Vorstöße der Schulterklappen sowie Kragen, Aufschläge und Brustleiste mit grün eingefasster Borte in Abzeichenfarbe. Wegen Materialmangels unterschieden sich die 1913 hastig aufgestellten sieben Regimenter deutlich von den bisherigen: Regimenter Nr. 1 bis Nr. 6 hohe schwarze Kürassierstiefel, Regimenter Nr. 7 bis Nr. 13 kurze naturbraune Dragonerstiefel. Geschwärzter Helm mit Dragoneradler, für Mannschaften bis Regiment Nr. 7 der Jäger-zu-Pferde-Helm M1905 (ein Kürassierhelm mit Dragonerspitze), ab Regiment Nr. 8 der lederne Dragonerhelm M1895. Nur für Offiziere stets Kürassierhelm mit gekehlter (Kürassier-)Spitze, Eigentumsexemplare mitunter weiß poliert statt schwarz. Bis Regiment Nr. 7 alle Dienstgrade weiße Spitze und Beschläge, ab Regiment Nr. 8 gelbe Spitze und Beschläge. Die Schuppenketten meist gelb, nur bei Regimentern Nr. 5 und Nr. 6 schwarz. Seit 1908 für den Felddienst der Waffenrock mit Brustknöpfen statt Borte, doch Kragen und Aufschläge weiterhin bortiert. Die 1913 aufgestellten Regimenter Nr. 7 bis Nr. 13 erhielten keine Koller, sondern ausschließlich den Waffenrock.

### Truppenfahnen

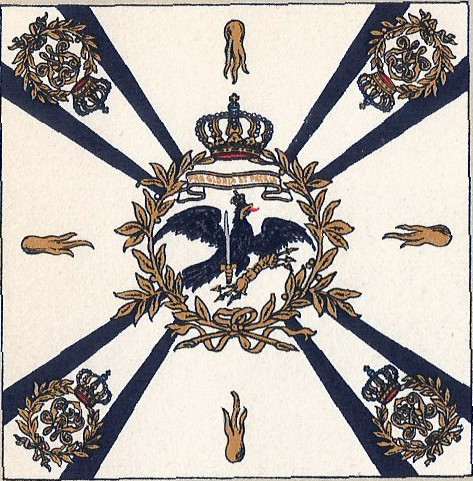
Muster I., II., IX. und X. Armee-Korps

Truppenfahnen als Erkennungs- und Identifikationssymbol militärischer Einheiten hatten ihren festen Platz in der preußischen Armee. 1713 legte König Friedrich Wilhelm I. einheitliche Maße und Motive für Fahnen und Standarten seiner Truppen fest. Die Fahnentücher waren quadratisch, die Standarten etwas länger als breit und hatten einen dreieckigen Ausschnitt an der dem Stock abgewandten Seite. Beide hatten in ihrer Mitte den preußischen Adler in einem Lorbeerkranz mit Krone. In den Ecken lagen das Siegel des jeweiligen Herrschers, ebenfalls in einem Lorbeerkranz mit Krone. Außerdem wurden für die einzelnen Truppengattungen verschiedene Farben für die Grundtücher festgelegt. Der Rand war mit goldfarbenen Borten eingefasst.

## Dienstgrade

### Dienstgradgruppen
Es existierten sechs Dienstgradgruppen in der preußischen Armee: 1. Mannschaften (Gemeine), 2. Unteroffiziere (mit und ohne Portepee), 3. Subalternoffiziere, 4. Hauptleute, 5. Stabsoffiziere und 6. Generale.
Im Verlaufe des 18. Jahrhunderts wurden einige Dienstgradbezeichnungen in Preußen modernisiert. Anstelle der bisherigen Bezeichnungen Obristwachtmeister und Obrist setzte sich die Bezeichnung Major und Oberst durch.
Die Dienstgrade der preußischen Armee waren Vorbild für die Dienstgrade der nachfolgenden deutschen Armeen bis zur heutigen Bundeswehr.
| Infanterie                                                                              | Kavallerie                                                             | Artillerie                                                                                   | Beschreibung |
| --------------------------------------------------------------------------------------- | ---------------------------------------------------------------------- | -------------------------------------------------------------------------------------------- | --- |
| Mannschaften                                                                            |                                                                        |                                                                                              | |
| Musketier Füsilier Grenadier                                                            | Reiter                                                                 | Kanonier                                                                                     | Keine Befehlsgewalt, unterster Dienstgrad. |
| Gefreiter                                                                               | Gefreiter                                                              | Gefreiter                                                                                    | Im 17. und 18. Jahrhundert stellte der Gefreite das erste Glied einer Infanterie-Kompanie, jeder Gefreite war Führer einer Rotte (das heißt der Soldaten, die in den Gliedern direkt hinter ihm standen). In der preußischen Armee war der Gefreite bis 1846 der einzige Mannschaftsgrad und der Stellvertreter des Corporals. Bei der Kavallerie hießen sie bis 1808 Karabiniers. |
| (Obergefreiter)                                                                         | nicht vorhanden                                                        | Obergefreiter                                                                                | Der Dienstgrad Obergefreiter wurde 1846 eingeführt. Als Abzeichen erhielt er am Kragen eine kleinere Version des Sergeantenknopfs, dazu die Unteroffizierstroddel an der Seitenwaffe. Ab 1853 wurden keine Obergefreiten mehr ernannt. 1859 kam es zur Wiedereinführung, jedoch nur bei Feldartillerie (dort 1889 wieder abgeschafft) und bei der Fußartillerie (bis 1919). Die Abzeichen wie zuvor, doch am Kragen nun der größere Sergeantenknopf (die kleinere Knopfversion hatte 1853 der Gefreite erhalten). |
| Bombardiere                                                                             |                                                                        |                                                                                              | |
| nicht vorhanden                                                                         | nicht vorhanden                                                        | Bombardier                                                                                   | Bombardiere stellten anfangs die Bedienungen der Steilfeuergeschütze (Mörser, Haubitze). 1713 wurde ihre Kompanie aufgelöst und unter die Artillerie verteilt. Nun stellten sie die Richtkanoniere und waren den Kanonieren vorgesetzt. Obwohl zu den Gemeinen zählend, erreichten Aufgaben und Sold nahezu jene des Unteroffiziers. 1731 bis 1787 hob sie eine mit schwarzem Wachstuch überzogene Füsiliermütze hervor. 1859 abgeschafft und durch den Obergefreiten ersetzt.                                    |
| Unteroffiziere ohne Portepee                                                            |                                                                        |                                                                                              | |
| Korporal                                                                                | Unteroffizier / Corporal                                               | Corporal                                                                                     | Der Corporal kommandierte eine bis zu 30 Mann starke „Korporalschaft“. Drei pro Kompanie. Bei den Jägern hieß der Unteroffizier Oberjäger. |
| Sergeant                                                                                | Sergeant                                                               | Sergeant / Feuerwerker (Fußartillerie)                                                       | Der Sergeant konnte einer Korporalschaft vorstehen oder für Sonderaufgaben (Magazinverwalter etc.) verwendet werden. Anfangs wurde nur ein Posten je Kompanie bewilligt. Der Dienstgrad wurde 1843 wieder eingeführt, nachdem er zwischenzeitlich abgeschafft und teils synonym mit „Feldwebel“ verwendet worden war. |
| Unteroffiziere mit Portepee (seit 1741 zunächst in Teilen der Garde, ab 1789 allgemein) |                                                                        |                                                                                              | |
| Vizefeldwebel                                                                           | Vizewachtmeister                                                       | Vizefeldwebel (Fußartillerie) / Vizewachtmeister (Berittene Art.)                            | Der Rang wurde 1846 in der preußischen Landwehr und in Ersatzformationen eingeführt, 1873 im gesamten Heer. In Kompanien mit nicht mehr als zwei Offizieren fungierten Vizefeldwebel (in berittenen Truppen: Vizewachtmeister) als Zugführer – eine Dienststellung, die allgemein einem Leutnant oder Oberleutnant oblag. |
| Feldwebel                                                                               | Wachtmeister                                                           | Oberfeuerwerker (Fußart.) / Wachtmeister (Berit. Art.)                                       | Höchster Unteroffiziersrang. Der Feldwebel war mit dem inneren Dienst und Verwaltungsaufgaben betraut und arbeitete eng mit dem Kompaniechef zusammen. |
| Offiziersstellvertreter                                                                 | Offiziersstellvertreter                                                | Offiziersstellvertreter                                                                      | Die Dienststellung wurde 1887 geschaffen. Dazu befördert werden konnten aktive Vizefeldwebel und Feldwebel nach mindestens vier Jahren tadelsfreier Führung. Im Ersten Weltkrieg wurden zwei Planstellen pro Kompanie eingerichtet. |
| Subalternoffiziere                                                                      |                                                                        |                                                                                              | |
| Fähnrich                                                                                | Kornett / Fähnrich                                                     | Stückjunker                                                                                  | Bis 1807 unterster Offiziersdienstgrad, danach Offiziersanwärter im Unteroffiziersrang. Führte die Regimentsfahne. (auch Freikorporal) |
| Feldwebelleutnant bzw. Feldwebellieutenant                                              | Feldwebelleutnant bzw. Feldwebellieutenant                             | Feldwebelleutnant bzw. Feldwebellieutenant                                                   | Seit 1877 unterster Offiziersdienstgrad, auch in berittenen Truppen (dort nicht etwa Wachtmeisterleutnant). Spitzendienstgrad der Unteroffizierslaufbahn, von Offizieranwärtern nicht zu durchlaufen. Besaß Leutnantsrang, jedoch kein Offizierspatent; rangierte daher stets hinter dem Inhaber des „wirklichen“ Dienstgrads. Zwitterstellung zwischen Offizier (formale Zugehörigkeit) und Unteroffizier (soziale Zugehörigkeit); bis 1917 von der Offiziermesse und Beisitz in Ehrengerichten ausgeschlossen.  |
| Leutnant bzw. Seconde-Lieutenant oder Sekondelieutenant                                 | Leutnant etc.                                                          | Feuerwerkslieutenant (Fußart.; nicht: F.-Seconde-Lt.) / Leutnant etc. (Berit. Art.)          | Stellvertreter des Capitaines, Kontrolle des praktischen Dienstes und der Unteroffiziere. |
| Oberleutnant bzw. Oberlieutenant oder Premier-Lieutenant                                | Oberleutnant etc.                                                      | Feuerwerks-Premierlieutenant bzw. Feuerwerksoberlieutenant / Oberleutnant etc. (Berit. Art.) | Stellvertreter des Capitaines, Kontrolle des praktischen Dienstes und der Unteroffiziere. |
| Hauptleute und Rittmeister                                                              |                                                                        |                                                                                              | |
| Capitaine / Hauptmann / Stabskapitän                                                    | Rittmeister / bei Dragonern bis ins 18. Jhd.: Capitaine bzw. Hauptmann | Feuerwerks-Hauptmann (Fußart.) / Rittmeister (Berit. Art.)                                   | Im 17. und 18. Jahrhundert verdrängte der Titel „Kapitän“ den „Hauptmann“ auf längere Zeit. In die preußische Armee wurde er wieder eingeführt durch König Friedrich Wilhelm IV. (1842) |
| Stabsoffiziere                                                                          |                                                                        |                                                                                              | |
| Oberstwachtmeister/Major                                                                | Oberstwachtmeister/ Major                                              | Feuerwerksmeister (Chef der Oberfeuerwerkerschule in Berlin) / Major                         | Sorgte für die Verpflegung und den Wachtdienst eines Regiments, meist Befehlshaber eines Bataillons. |
| Oberstleutnant bzw. Oberstlieutenant                                                    | Oberstleutnant etc.                                                    | Oberstleutnant etc.                                                                          | Vertreter des Regimentskommandeurs |
| Obrist / Oberst                                                                         | Obrist / Oberst                                                        | Obrist / Oberst                                                                              | Kommandeur eines Regiments |
| Generäle                                                                                |                                                                        |                                                                                              | |
| Generalmajor                                                                            | Generalmajor                                                           | Generalmajor                                                                                 | Führer eines aus 3–6 taktischen Einheiten bestehenden Verbandes |
| Generalleutnant bzw. Generallieutenant                                                  | Generalleutnant etc.                                                   | Generalleutnant etc.                                                                         | Kommandeur eines Flügels, mit Anspruch auf Anrede „Exzellenz“ |
| General der Infanterie                                                                  | General der Kavallerie                                                 | General der Artillerie                                                                       | Befehlshaber eines Treffens (Teil einer in Schlachtordnung aufgestellten Armee, normalerweise zwei Treffen in einer Schlacht) |
| Generaloberst                                                                           | Generaloberst                                                          | Generaloberst                                                                                | Seit 1854, Generaloberst war die Bezeichnung des höchsten regulär erreichbaren Generalsranges in der preußischen Armee. |
| Generalfeldmarschall                                                                    | Generalfeldmarschall                                                   | Generalfeldmarschall                                                                         | Titel für besondere Verdienste, zum Beispiel eine gewonnene Schlacht, eine erstürmte Festung oder einen erfolgreichen Feldzug. |

### Dienstgradabzeichen (ab 1789/1790)
Bis zur vernichtenden Niederlage von 1806 kannte das preußische Heer keine Dienstgradzeichen, die den individuellen Rang eines Militärangehörigen kenntlich gemacht hätten. Stattdessen waren gewisse Statusabzeichen üblich, die den Träger in eine der vier Ranggruppen Mannschaften, Unteroffiziere, Offiziere, Generale einordneten (siehe hier). Mit der Reorganisation des Heeres wurden ab 1808 erste Versuche unternommen, den Dienstgrad eines jeden Soldaten kenntlich zu machen. Gleichzeitig wurden markante Rangsymbole der alt-preußischen Armee abgeschafft: Die Offiziere verloren das Sponton und anfangs auch den Ringkragen, die Unteroffiziere das Kurzgewehr und den gefürchteten Korporalsstock.
Dieser schrittweise Prozess begann bei den Offizieren und war bei ihnen 1832 in seinem Kern abgeschlossen: mit der Kenntlichmachung des Dienstgrades anhand von Rangsternen und Epauletten mit bzw. ohne Fransen- oder Kantillenbesatz. Unteroffiziere und Mannschaften wurden erst mit Verspätung einbezogen, auch fand jener Prozess seinen Abschluss erst 1889, mit Einführung der doppelten Ärmeltressen für die etatsmäßigen Feldwebel bzw. Wachtmeister.

#### Offiziere, bis 1830
Eine AKO vom 23. Oktober 1808 verordnete allen Regimentsoffizieren (Ausnahme: Husaren) erstmals Rangabzeichen, in Gestalt ponceauroter Schulterklappen, deren unterschiedliche Betressung die jeweilige Dienstgradgruppe anzeigte: Stabsoffiziere, Hauptleute bzw. Rittmeister sowie Premier- und Sekondeleutnante. Abweichend erhielten sämtliche Offiziere der Leib-Ulanen- bzw. Garde-Ulanen-Eskadron Epauletten („Kavallerie-Achselklappe mit dem halben Monde“): die Halbmonde golden, die Felder zuerst weiß, dann rot. Das Unterfutter gleichfalls rot. Als Einfassung des Schiebers filigrane „Panzerketten“, erst später Tressen. Per AKO vom 9. Juli 1809 erhielten die Stabs- und Kompanieoffiziere der Linien-Ulanen Epauletten von gleicher Machart, die Felder in der Farbe der Achselklappen der Mannschaften. 1812 wurden auch den Kürassieroffizieren Epauletten genehmigt, 1813 ebenso den Dragoneroffizieren. Der Halbmond war silbern oder goldfarben, abhängig von der Knopffarbe. Bei der Infanterie, der Artillerie und den Husaren blieb es vorerst bei den betressten Achselklappen.

##### Kompanieoffiziere
Bis 1830 besaßen Sekonde- und Premierlieutenant identische Abzeichen: mittig längs der Schulterklappe bzw. des Epaulettenschiebers eine silberne, schwarz durchzogene Tresse bzw. ein Silberkettchen, die/das vom Schulterknopf zur Schulternaht bzw. zum Halbmond der Epaulette reichte. Bei Hauptleuten bzw. Rittmeistern waren stattdessen die beiden Seitenkanten der Schulterklappe bzw. des Epaulettenschiebers mit Tresse bzw. Kettchen gesäumt. Stabsoffizieren hatten die Schulterklappen ringsum eingefasst, jene der Kavallerie (Ausnahme: Husaren) die Epauletten seitlich und oben tressenbesetzt.
Per AKO vom 18. Juni 1812 übernahmen die Leutnante das bisherige Abzeichen der Hauptleute bzw. Rittmeister. Deren Schulterklappen waren nun seitlich und oben betresst, jedoch nicht längs der Schulternaht (wie bis dahin bei den Stabsoffizieren). Unter Beibehaltung des Tressenbesatzes, ersetzte eine AKO vom 28. Dezember 1813 die bisher mehrfarbigen Achselklappen der Offiziere durch Epauletten mit ponceauroten Feldern und Schiebern (Ausnahme: Husaren). Felder und Schieber folgten bald aber der Farbe der Achselklappen der Mannschaften.
Husarenoffiziere erhielten 1814 Schulterstücke aus nebeneinander liegenden, schwarz-silbernen Plattschnüren (Leutnante zwei, Rittmeister vier); die Rittmeisterschnüre lieferten 1889 die Grundform der neuen Feldachselstück-Version für Kompanieoffiziere, welche die erste Variante von 1866 ablösen sollte (siehe unten).

##### Stabsoffiziere
Die Stabsoffiziere aller Truppengattungen erhielten mit AKO vom 27. August 1813 gänzlich neue Epauletten (ohne Fransen): der Schieber jetzt mit silbernen Metallschuppen belegt, die Schieberkanten nun mit Panzerkettchen (statt vorher Tresse) eingefasst. Das Epaulettenfeld bestand aus ponceaurotem Tuch und silbernem Halbmond. Unterfutter und Passanten waren ebenfalls rot, letztere silberbetresst.
Mit AKO vom 28. Dezember 1813 erhielten Stabsoffiziere abermals neue Epauletten, Schuppenbelag und Panzerkettchen entfielen. Die Schieberkanten seitlich und oben betresst. Dazu nun silberner Fransenbesatz.
Husaren-Stabsoffiziere trugen seit 1814 geflochtene, schwarz durchzogene silberne Schulterstücke; diese nahmen bereits die Form jener Feldachselstücke vorweg, die 1866 für die Stabsoffiziere aller Truppengattungen eingeführt werden sollten.

##### Generale
In der Kavallerie (und nur dort!) erhielten alle Generalsränge 1789/1790 eine gemeinsame Uniform, die nahezu komplett in Dunkelblau gehalten war. Nur die Ärmelaufschläge und der hohe Kragen waren rot. Bei dem Generalmajor waren Kragen, Aufschläge und Schoßtaschen-Leisten goldbestickt, beim Generalleutnant zusätzlich die Rabatten, beim General auch die Einfassungen der Schoßumschläge. 1798 wurde der Rock einreihig, die Stickereien nun für alle Ränge gleich, an Kragen, Aufschlägen und Taschen.
Diese Uniform entfiel 1803, mit Einführung einer allgemeinen Generalsuniform. Zur Revue vor dem Monarchen waren die traditionellen Regimentsuniformen allerdings noch zu tragen (siehe oben). Der neue Interimsrock mit rotem Kragen und roten schwedischen Aufschlägen. Dazu, seit Ende 1813, Epauletten mit silbernem Feld, goldenem Halbmond und silbernen Kantillen. Zur Parade und Gala noch bis 1856 der vorn geschlossene Frack, mit goldbestickten Kragen und Aufschlägen, dann bestickter Waffenrock. Auf der rechten Schulter ein goldenes Achselband, links aber eine dicke, silberne Raupe aus Kantillenschnur.

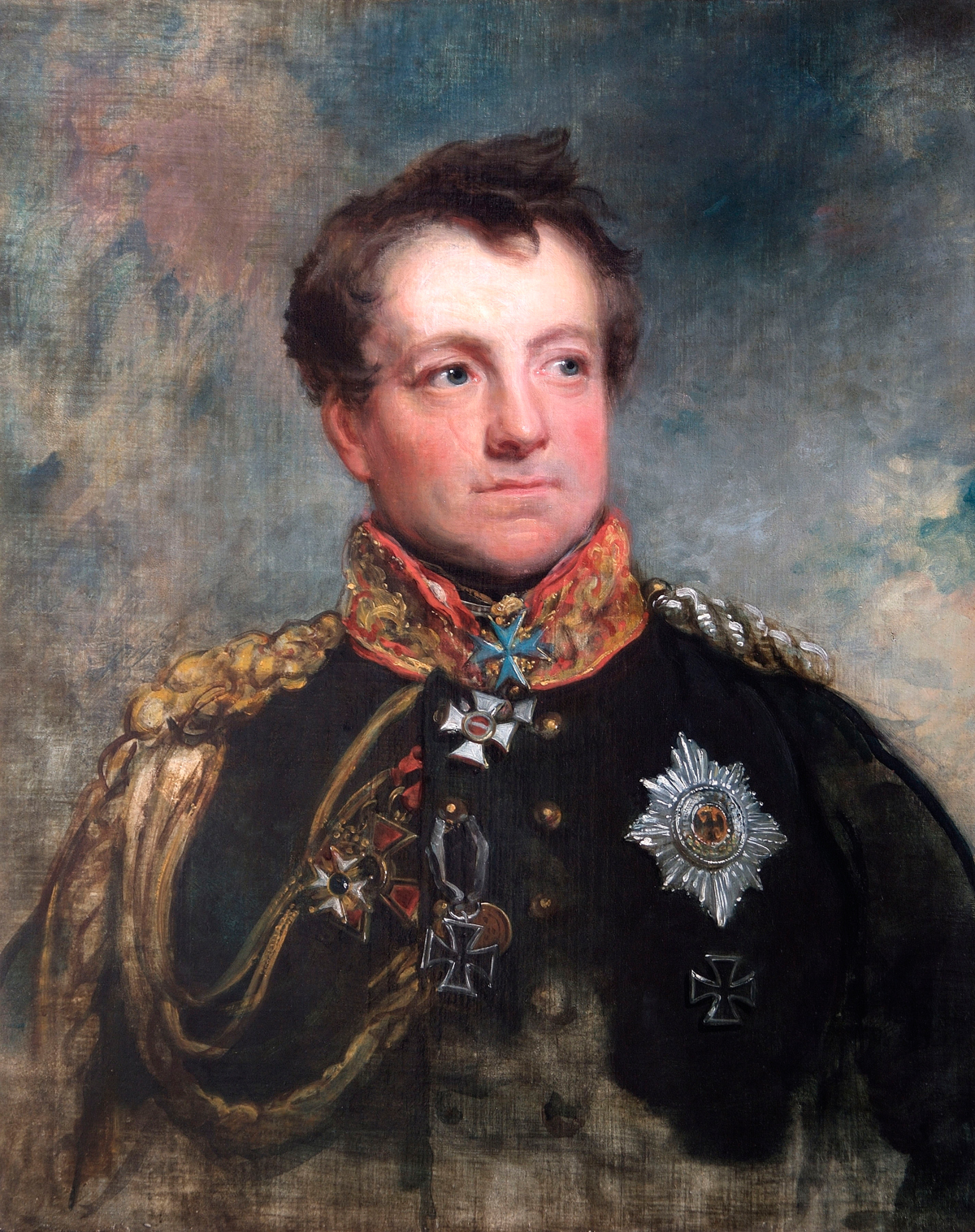
General der Infanterie Gneisenau, ca. 1818. Große Uniform;  Schultern: goldenes Achselband, silberne Raupe (Maler: George Dawe)
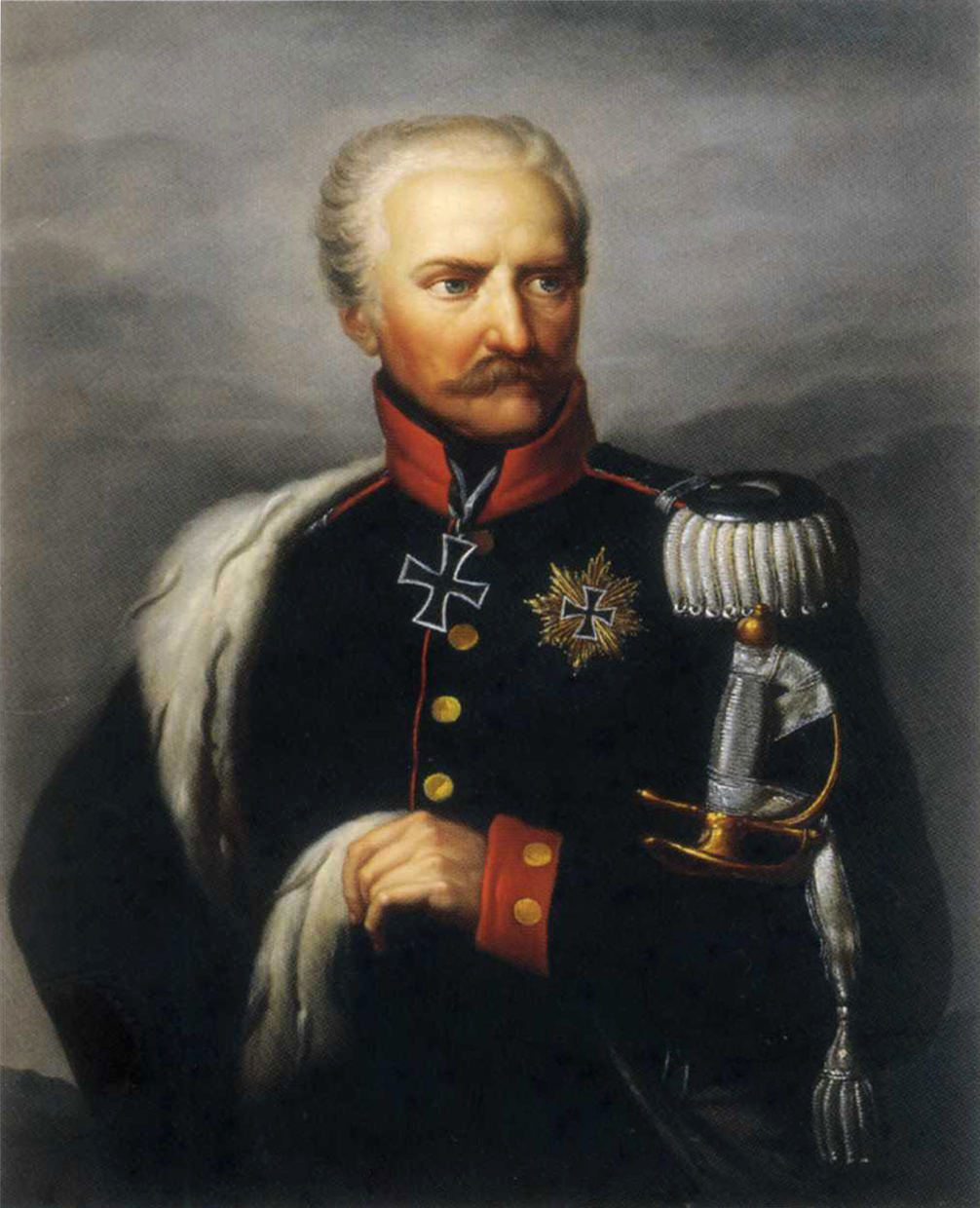
Generalfeldmarschall Blücher, in kleiner (Interims-)Uniform, mit Epauletten, um 1815
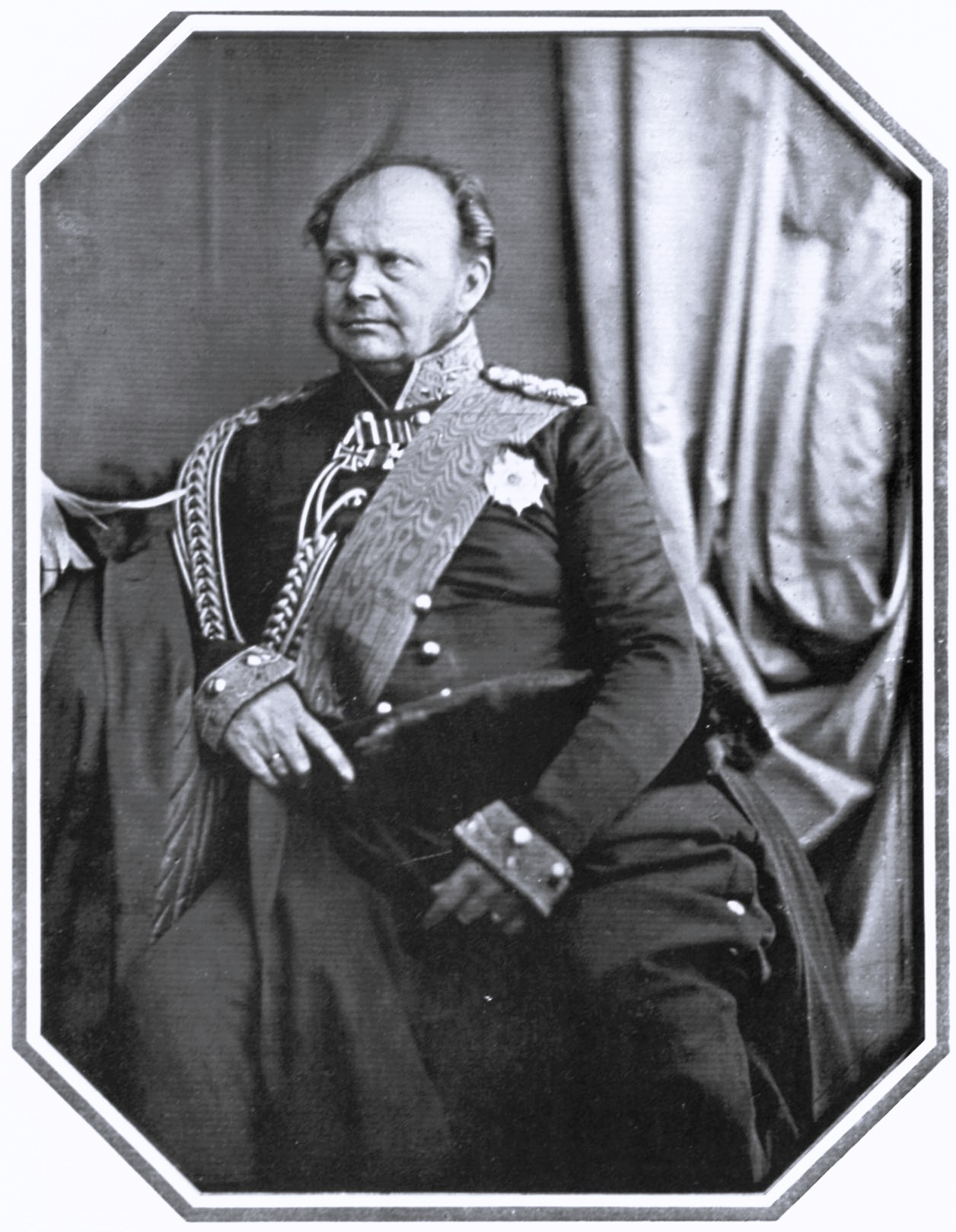
Friedrich Wilhelm IV. in Generalsuniform, Daguerreotypie von 1847

#### Offiziere, ab 1830

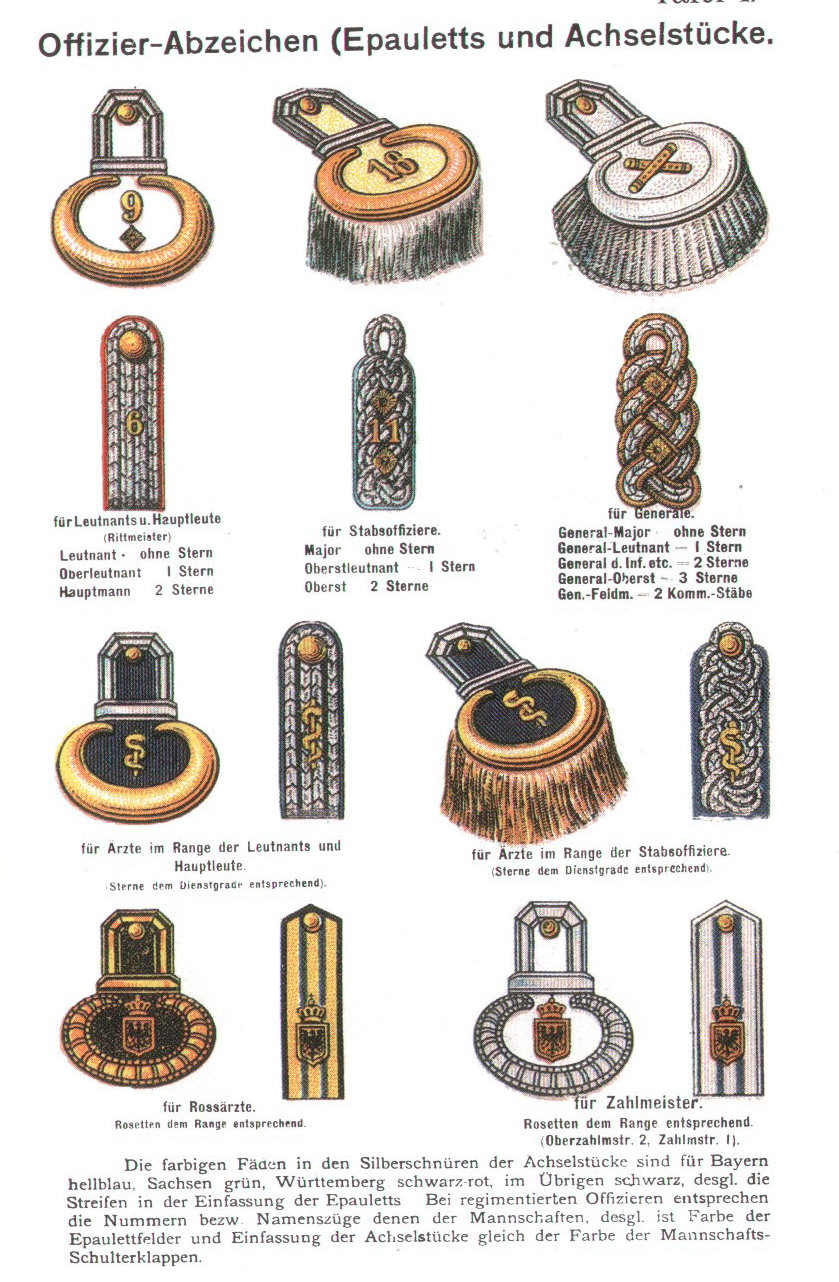
Epauletten und Achselstücke der Offiziere, um 1900

Eine AKO vom 27. Februar 1830 verordnete dem Premierleutnant einen viereckigen, goldfarbenen Rangstern im Epaulettenfeld. Ebenso der Oberstleutnant und Generalleutnant. Oberst und General führten zwei goldfarbene Rangsterne, der Generalfeldmarschall zwei gekreuzte, versilberte Marschallstäbe. Der 1854 eingeführte Generaloberst (bei der Artillerie General-Feldzeugmeister) sollte später drei vergoldete Sterne erhalten. Charakterisierte Generalfeldmarschälle trugen zu den silbernen Stäben zwei Goldsterne, Generalobersten mit dem Rang eines Generalfeldmarschalls führten drei Goldsterne und die gekreuzten Stäbe.
Per AKO vom 17. November 1832 bekam auch der Hauptmann bzw. Rittmeister zwei Rangsterne. Gleichzeitig erhielten alle Rangklassen den identischen dreiseitigen Tressenbesatz am Epaulettenschieber. Schon zuvor, per AKO vom 10. Januar 1831, war die einheitlich ponceaurote Färbung der Epauletten aufgehoben worden. Stattdessen war nun die Farbe der Truppengattung vorgeschrieben. Der nunmehrige Zustand sollte bis 1918 nahezu unverändert bleiben.
Daneben existierten seit Juni 1866 sog. Feldachselstücke (Schulterstücke), darauf die metallgeprägten Regimentsnummer oder Namenszüge, entsprechend der gewebten Abzeichen auf den Schulterklappen der Mannschaften. Zusätzlich die Rangsterne, wie bei den Epauletten. Für Kompanieoffiziere die Achselstücke zunächst aus Silbertresse, seit 1889 aus vier nebeneinander liegenden Plattschnüren. Höhere Dienstgrade geflochtene Schulterstücke, bei Stabsoffizieren silbern, bei Generalen golden, mit Silber durchzogen. Die Generale, seit den Befreiungskriegen, zusätzlich den Kragen und die Ärmelaufschläge mit Eichenlaubstickerei geschmückt.

#### Unteroffiziere und Mannschaften

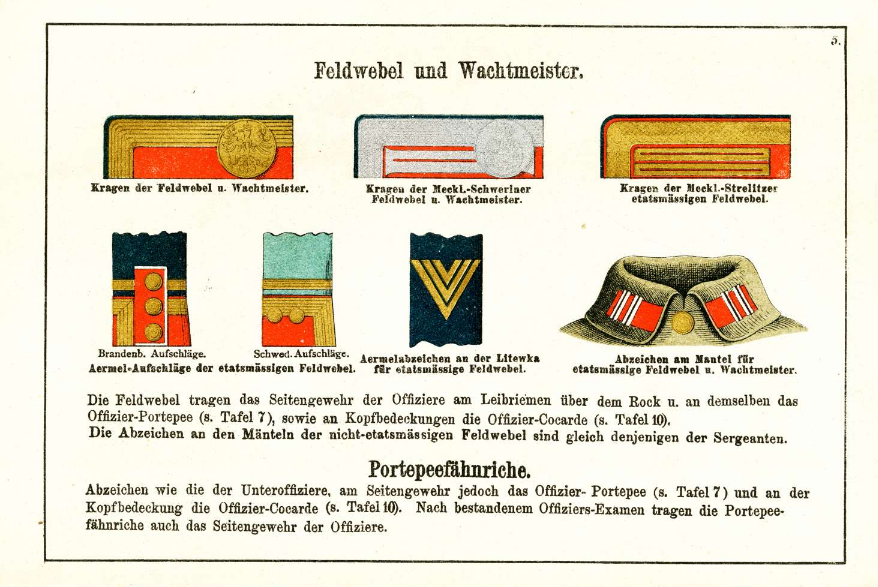
Abzeichen der Feldwebel (Wachtmeister) und Vizefeldwebel (Vizewachtmeister), um 1900

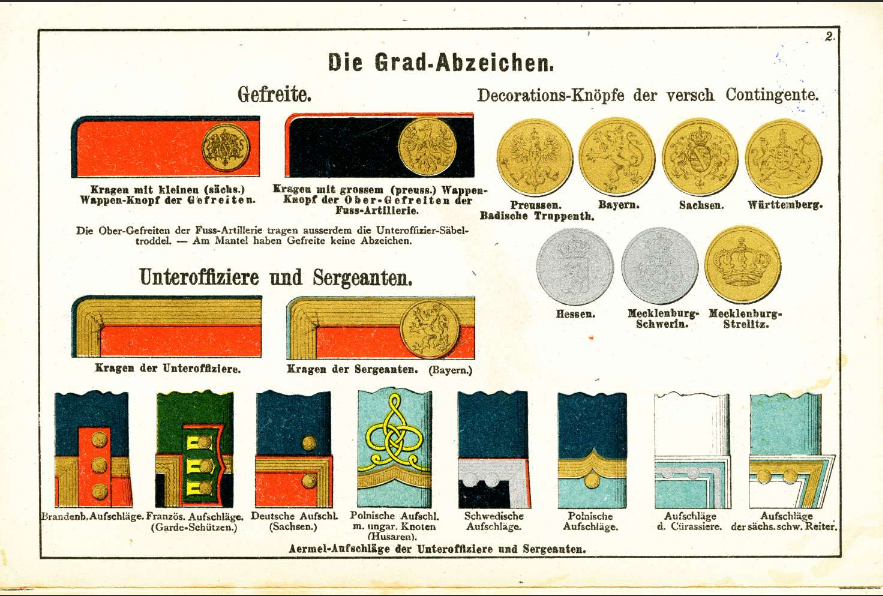
Abzeichen der Unteroffiziere und Mannschaften, um 1900

1808 erhielten alle Unteroffiziersdienstgrade goldene oder silberne Tressen entlang der Ränder des Kragens und der Aufschläge, der Knopffarbe folgend. Unteroffiziere mit Portepee (Feldwebel/Wachtmeister sowie der 1846 eingeführte Vizefeldwebel/Vizewachtmeister) trugen das silberne Offiziersportepee: seit 1789 am Mannschaftssäbel bzw. ab 1822 am Offiziersseitengewehr. Seit 1844 war ihnen die Offizierskokarde und die gesteifte Schirmmütze erlaubt (übrige Unteroffiziere die Mütze erst seit 1873).
Unteroffiziere ohne Portepee (Korporal bzw. Unteroffizier sowie der am 3. Oktober 1843 wieder eingeführte Sergeant) trugen Säbeltroddel oder Faustriemen mit einem Quast in den Landesfarben.
In der Artillerie existierte bis 1859 der Dienstgrad Bombardier, der eine Zwitterposition zwischen Mannschafts- und Unteroffiziersdienstgrad einnahm. Seine Ärmelaufschläge waren von Metalltresse eingefasst, nicht aber der Kragenrand (wie beiden Unteroffizieren Vorschrift). Außerdem führte er die Unteroffizierstroddel. Im 18. Jahrhundert hoben sich Bombardiere ferner durch eine Art Füsiliermütze von den Mannschaften und Unteroffizieren ab.
Die Gefreiten (bei der Kavallerie hießen sie bis 1808 Karabiniers) unterschieden sich optisch nicht von den Mannschaften. Gleiches galt für Sergeant und Unteroffizier. Diesen Zustand beendete am 6. Januar 1846 die Einführung des heraldischen Auszeichnungsknopfs. Der sog. Sergeantenknopf war hinten auf den beiden Kragenpatten zu tragen. Der mit dem aufgeprägten Preußenadler versehene Auszeichnungsknopf wurde am Ende von alle Dienstgraden unterhalb der Offiziersebene getragen, mit Ausnahme des Unteroffiziers und des einfachen Soldaten.
Für die 1846 geschaffenen Obergefreiten war zunächst ein Kragenknopf mit kleinerem Durchmesser vorgeschrieben, außerdem das Unteroffiziersportepee. Dieses führten ebenfalls die zwischen 1810 und 1853 existierenden Vizeunteroffiziere: Mannschaften und Gefreite, die bis auf Widerruf durch den Kompaniechef Unteroffiziersdienst verrichteten.
Nach Eingehen der Charge Obergefreiter im Jahr 1853, erhielt der Gefreite den kleinen Kragenknopf („Gefreitenknopf“). Nach der Reaktivierung des Obergefreiten, 1859 in der Artillerie, wo sie die Bombardier-Charge ersetzte, erhielt der Obergefreite die alten Abzeichen, nun aber den Auszeichnungsknopf der Sergeanten. In der Feldartillerie bestand der Dienstgrad bis zum 1. April 1889, blieb aber in der Fußartillerie erhalten.
Zur Unterscheidung von den Vizefeldwebeln hatten Feldwebel, per A.K.O. vom 28. Juli 1889, doppelte Ärmeltressen anzulegen.
Der nach dem Feldwebel rangierende Portepee-Fähnrich trug als Offiziersanwärter die Uniform des Unteroffiziers (stets ohne Kragenknopf). Dazu Schirmmütze und Portepee, dieses zunächst am Mannschaftsseitengewehr, seit dem 12. März 1846 nach bestandener Offiziersprüfung am Offiziersseitengewehr („Degenfähnrich“).
Die am 17. November 1887 eingeführten Offiziersstellvertreter besaßen die Abzeichen der Vizefeldwebel (beziehungsweise Vizewachtmeister), mit dem Unterschnallkoppel der Offiziere. Die Schulterklappen waren seitlich und oben mit Tresse eingefasst. So auch bei den Ulanen, statt der Einfassung aus Metallschuppen, die bei den übrigen Mannschaften und Unteroffizieren Vorschrift waren.
Der Ende 1877 etatisierte Feldwebelleutnant ähnlich, statt der Schulterklappen indes die Schulterstücke des Leutnants sowie das Gurt- und Lederzeug der Offiziere (nicht aber deren Schärpe).

## Bewaffnung
Die Bewaffnung der Soldaten der preußischen Armee war je nach Dienstgrad und Regiment verschieden.
Im 17. und 18. Jahrhundert bestand das Wehrmaterial aus Degen, Säbel, Pike, Bajonett, Muskete, Gewehr (Steinschlossflinte), Karabiner, Kanone, Haubitze und Mörser.
- Degen: In der Armee führte jeder Infanterist bis 1715 einen Stoßdegen. Ab 1732 gab es ein einheitliches Modell für die Kürassiere, ab 1735 auch für Dragoner.
- Säbel: Die 1721 errichteten Husaren erhielten aus der Potsdamer Gewehrfabrik einen Säbel nach ungarischem Vorbild.
- Pike: Unteroffiziere der preußischen Armee trugen erst Hellebarden, dann ein 2,35 m langes partisanenartiges Kurzgewehr, das nach 1740 bei den Regimentern, die für das erste Treffen der Schlachtordnung vorgesehen waren, durch ein über drei Meter langes Kurzgewehr abgelöst wurde. Nach dem Siebenjährigen Krieg wurden diese durch Bajonettgewehre ersetzt.
- Bajonett: Ab Ende des 17. Jahrhunderts kamen als neue Blankwaffen die Bajonette hinzu. Eigentlich Bestandteile des Feuergewehrs, gab ihr Erscheinen neben der technischen Verbesserung der Feuerwaffen den Ausschlag für das Aussortieren der Piken.

Seit dem 17. Jahrhundert waren Feuerwaffen die Hauptwaffen im Gefecht. Vor 1700 wurden Steinschlossgewehre eingeführt, die die Luntenschlossgewehre ablösten. Ein neues Muster wurde unter Friedrich Wilhelm I. eingeführt, als ab 1713 aus Lüttich Gewehre gekauft wurden. Nach gleichem Muster wurden dann ab 1723 in Potsdamer Gewehrfabrik eigene Gewehre mit der Bezeichnung Infanteriegewehr M/1723 gebaut. Damit wurde vorwiegend die eigene Armee versorgt. Das Muster von 1740 blieb maßgebend für die Zeit des Siebenjährigen Krieges und danach. Erst 1780 und 1787 wurden neue Modelle als M/1789 in die Bewaffnung aufgenommen. Nach Vorstellung eines neuen Infanteriegewehrs durch den Hauptmann von Nothardt sollte mit Kabinettsordre vom 14. Februar 1801 dieses neue Nothardt-Gewehr M1801 produziert und an die Infanterie, inklusive der Füsiliere, ausgeliefert werden. Bis zum Kriegsausbruch 1806 wurden jedoch nur etwa 45.000 Exemplare dieses Modells produziert, was den Gesamtbedarf für die gesamte Infanterie nur zu etwa 30 % deckte. Ein großes Manko des Feldzugs von 1806 stellte jedoch die Qualität der bei der Infanterie in Gebrauch befindlichen Gewehre dar. Teilweise waren noch Infanteriegewehre aus den Revolutionskriegen von 1792 bis 1795 in Verwendung, zudem wurden viele Gewehrläufe durch das häufige Putzen und Polieren ausgedünnt. Vor Kriegsausbruch war in vielen Berichten von unzulänglichem Material die Rede. 1811 wurde dann das Infanteriegewehr M/1809 eingeführt.
Die Feldartillerie bestand 1740 aus vier Kanonenkalibern (24-, 12-, 6- und 3pfünder), einer 18-pfündigen Haubitze und noch 50- und 75-pfündige Mörser, ab 1742 wurde noch eine 10-pfündigen Haubitze eingeführt.
Die Hieb- und Stichwaffen änderten sich wenig im Laufe des 19. Jahrhunderts. Bei der Kavallerie hatte jeder Mann eine Garnitur aus Feuerwaffen bestehend aus der Hauptwaffe, dem Karabiner und ein Paar Pistolen. Der Karabiner war leichter als das Infanteriegewehr und hatte auch ein kleineres Kaliber.
In der Mitte des 19. Jahrhunderts bestand die Bewaffnung der Infanterie fast ausschließlich noch aus den glatten Vorderladewaffen, wenn auch schon mit Perkussionszündung. Die Funktion solcher Schlösser war sehr zuverlässig. Bis 1853 wurden etwa 240.000 Stück gebaut und ab 1848 an die Truppe ausgegeben. Technische Fortschritte in der Waffenfertigung in der zweiten Hälfte des 19. Jahrhunderts nahm die preußische Armee eher verhalten und zögerlich auf. Zunächst kamen die sogenannten Zündnadelgewehre hinzu, Hinterlader, wovon 60.000 Stück im Auftrag von König Friedrich Wilhelm IV. im Jahre 1840 gefertigt wurden. Der Hinterlader hatte eine deutlich höhere Schussfolge als herkömmliche Vorderlader. Pro Minute waren fünf bis sieben gezielte Schüsse möglich. In der damaligen Sicht galt eine hohe Schussfolge aber nicht als Vorteil, sondern als Munitionsverschwendung und Zeichen von geringer Ordnung. Schlachtsiege wurden durch geschlossene Bajonettangriffe gesucht und nicht durch Feuerüberlegenheit angestrebt. Daher glaubten die damaligen Verantwortlichen, das die modernen gezogenen Vorderlader von Louis Étienne de Thouvenin und dem Miniégewehr, mit denen die meisten Armeen ausgerüstet wurden konkurrenzfähig waren. Zunächst geheim gehalten und nur an wenige Einheiten ausgeliefert, war es bis zum Zeitpunkt der allgemeinen Einführung des Zündnadelgewehrs 1859 fast schon veraltet. Damit waren erst nach fast 20 Jahren die meisten preußischen Truppen mit dem Zündnadelgewehr ausgerüstet worden. Für den Krieg gegen Österreich genügte es noch den Anforderungen, das österreichische Lorenzgewehr (M1862), ein Vorderlader, erreichte eine Schussfolge die nicht einmal halb so hoch wie die des Zündnadelgewehrs war. Doch im Krieg gegen Frankreich vier Jahre später, war das Gewehr dem modernen, viel weiter reichenden Chassepotgewehr der Franzosen hoffnungslos unterlegen. Noch schleppender verlief die Einführung gezogener Stahlgeschütze mit Hinterladung. Erst die völlige Hilflosigkeit der kurzreichenden preußischen Geschütze angesichts einer bereits mit gezogenen Geschützen ausgerüsteten österreichischen Artillerie führte nach 1866 zur Umrüstung auf gezogene Hinterlader.

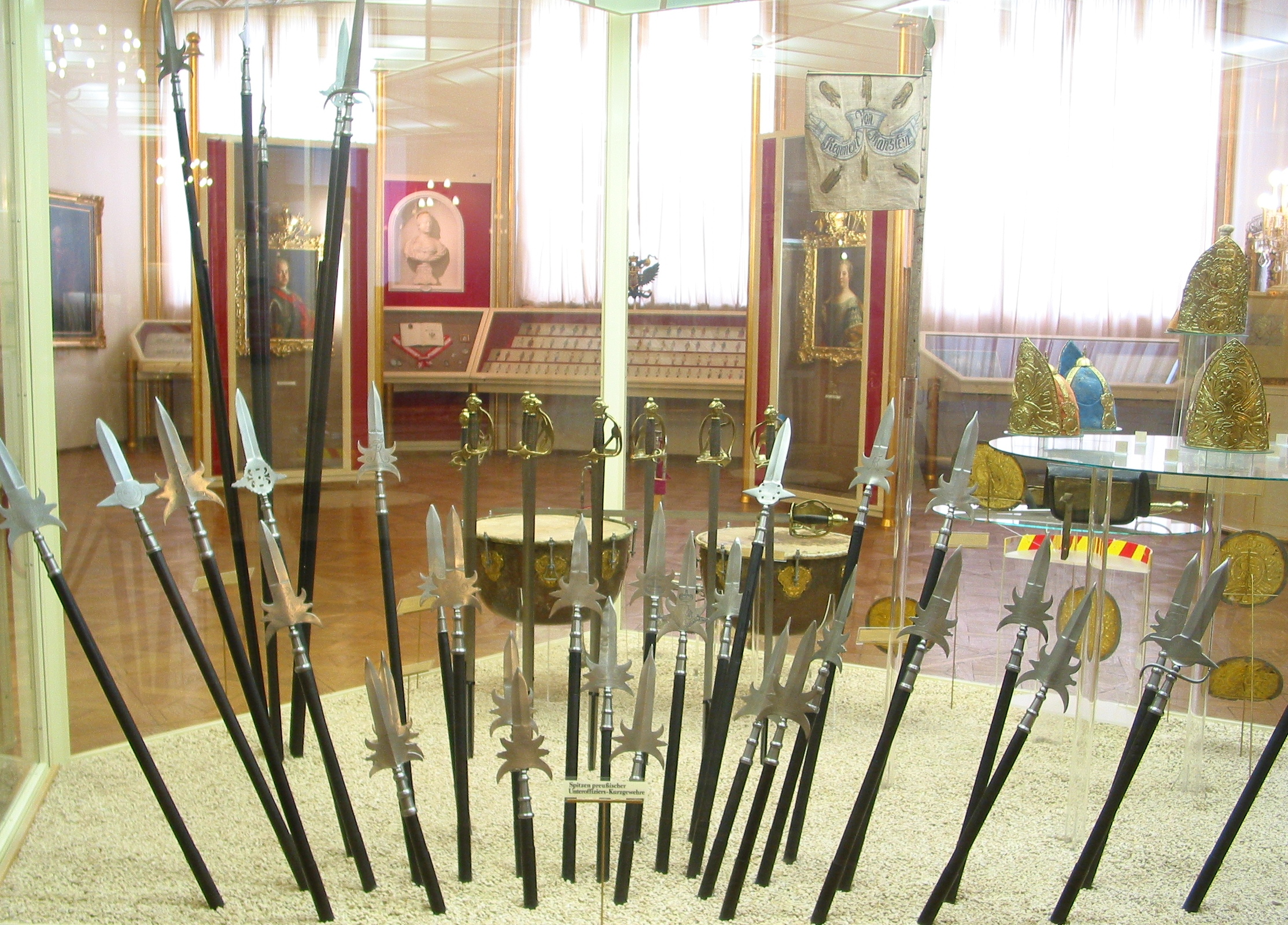
Preußische Waffen um 1760. Vordergrund: Unteroffiziers-Spontone (Kurzgewehre), Wiener Heeresgeschichtliches Museum
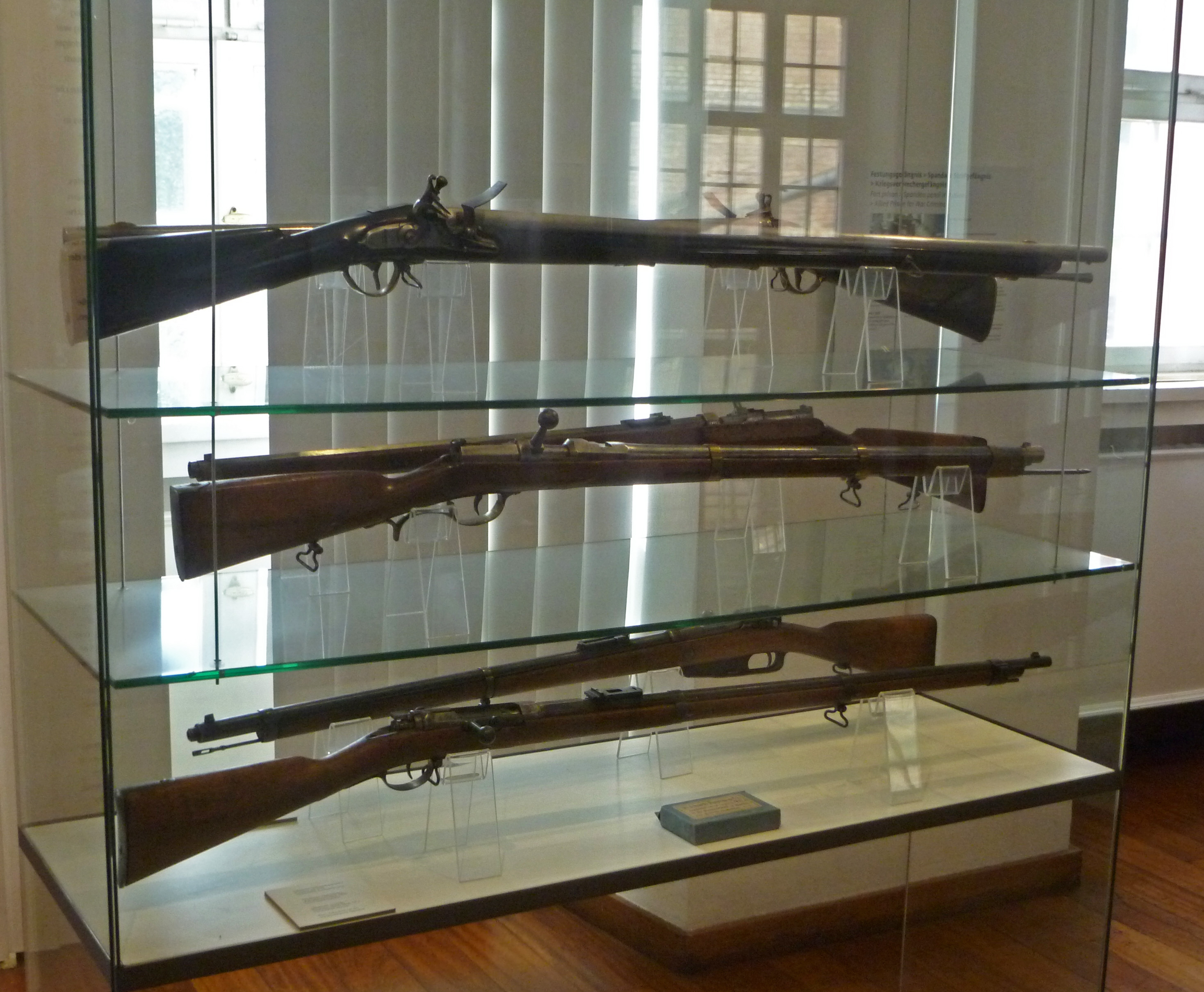
v. o. n. u.: Muskete 1770, Dreyse-Zündnadelgewehr 1854, Infanteriegewehr 1871. Zitadelle Spandau
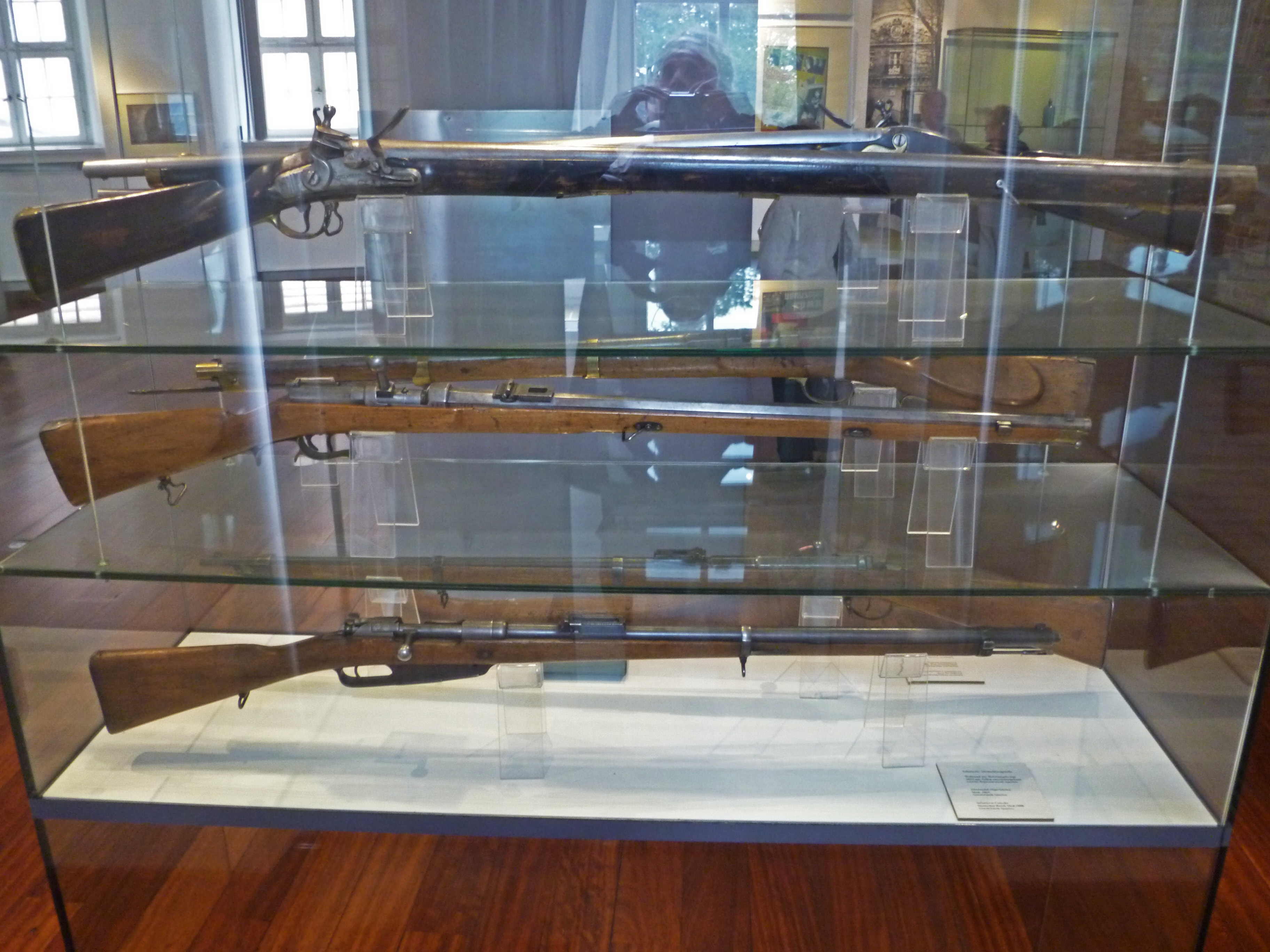
Oberstes: Infanteriegewehr M1809
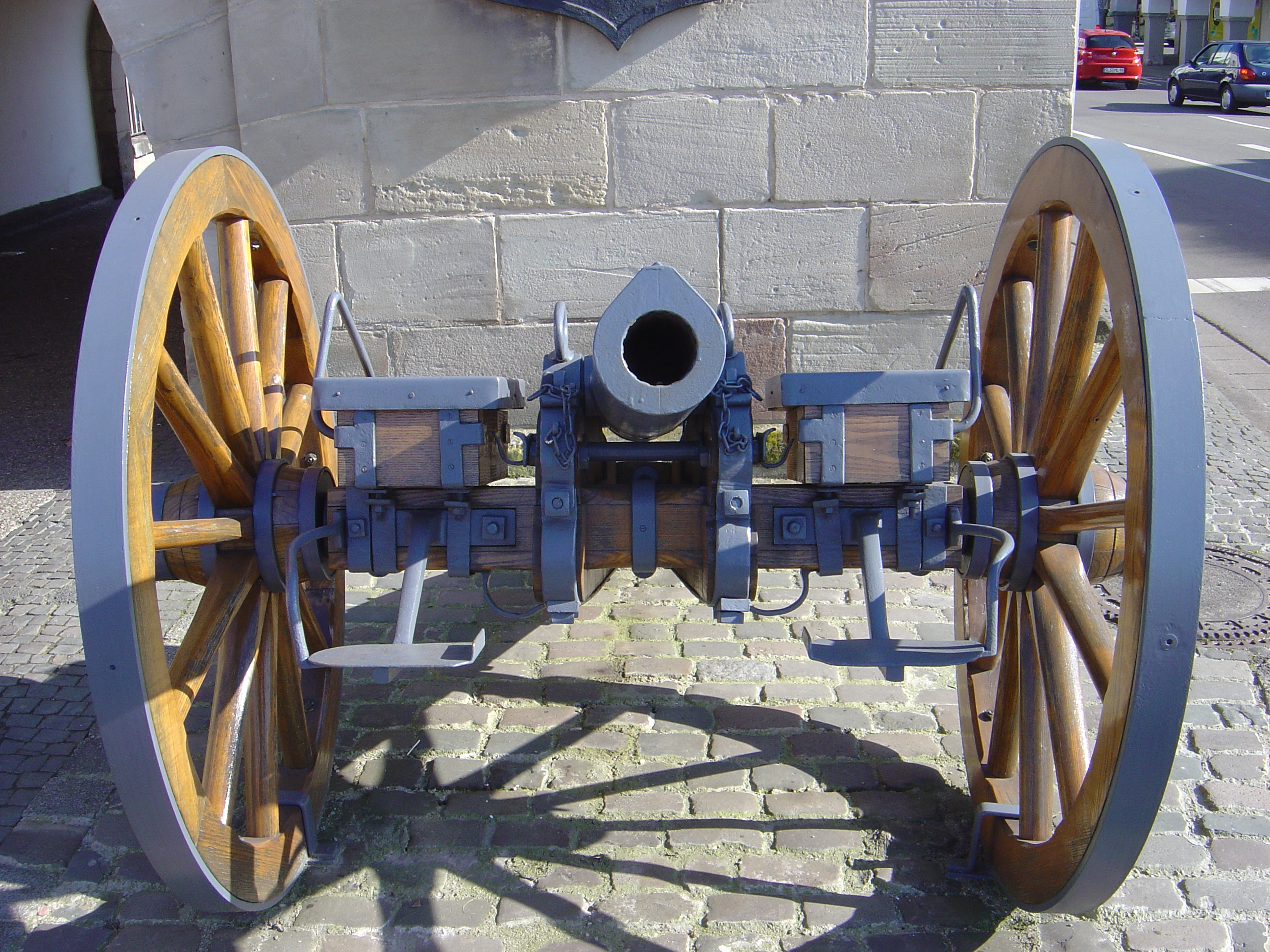
6-Pfünder-Feldkanone C/61, gebaut ab 1860

## Organisationswesen und Institutionen

### Altpreußische Armee
Wie alle Armeen in der Zeit von 1644 bis 1806 bestand die Armee aus den Waffengattungen der Infanterie und Kavallerie. Als eigenständige Waffengattung kam die Artillerie später hinzu. Die preußische Armee konzentrierte sich mehr auf die Infanterie. So stellten die beiden Waffengattungen Kavallerie und Artillerie wenig mehr als Unterstützungskräfte der Infanterie in der Ansicht der damaligen Befehlshaber dar. Dies äußert sich zum Beispiel in der sehr auf die Infanterie zentrierten Ausbildung der Artillerie oder der Dragoner. Wie der Anstieg der numerischen Größe der Armee im Verlaufe der Zeit vermuten lässt, so stieg die Zahl der neugegründeten militärischen Einheiten parallel mit an. Bei allen drei Waffengattungen stellte das Regiment die größte Organisationsform in der Armee dar. Die Stärke veränderte sich natürlich im Verlaufe der Zeit, so dass einheitliche Zahlenangaben nicht möglich sind.
Die Infanterie bildete bis 1806 nach und nach insgesamt 60 Infanterieregimenter aus.
Die Kavallerie hatte bis 1806 eine Anzahl von 35 Regimentern gebildet.
Die Artillerie bestand 1806 aus 4 Feldartillerieregimentern, einem reitenden Artillerieregiment und 17 Garnisonartilleriekompanien.
Neben diesen drei Waffengattungen gab es auch noch kleinere Gruppen in der preußischen Armee. Zu nennen wären die technischen Truppen (zum Beispiel Mineure und die Ingenieure), Spielleute, das rudimentäre Sanitätswesen und die Feldprediger.

### Neupreußische Armee
Die altpreußische Armee wurde im Krieg von 1806 durch Napoleon völlig zerschlagen, viele Soldaten gingen in Gefangenschaft. Die preußischen Generäle hatten 1806 schmerzlich erfahren, dass die bisherige Organisationsstruktur mit dem Regiment als größte Organisationsform, strikt getrennt nach den einzelnen Waffengattungen, nicht mehr zeitgemäß war. Mit der Neuaufstellung der Armee ab 1807 wurde beschlossen, die alten Regimenter in ihrer bestehenden Form aufzulösen und eine neue Struktur zu schaffen.
Die Reformer um Scharnhorst bildeten daraufhin gemischte Truppenverbände, in denen die verschiedenen Waffengattungen (Artillerie, Kavallerie, Infanterie) integriert waren. Diese Truppenverbände sollten in der Lage sein, sämtliche in einer Schlacht bzw. in einem Feldzug auftretenden Probleme/Aufgaben eigenständig zu lösen. So entstanden zusätzlich zu der bisherigen Gliederung folgende Großverbände: 1. das Armeekorps, 2. die Division, 3. die Brigade.
Die neue Gliederung der preußischen Armee war folgende: Armeekorps > Division > Brigade > Regiment > Bataillon > Kompanie

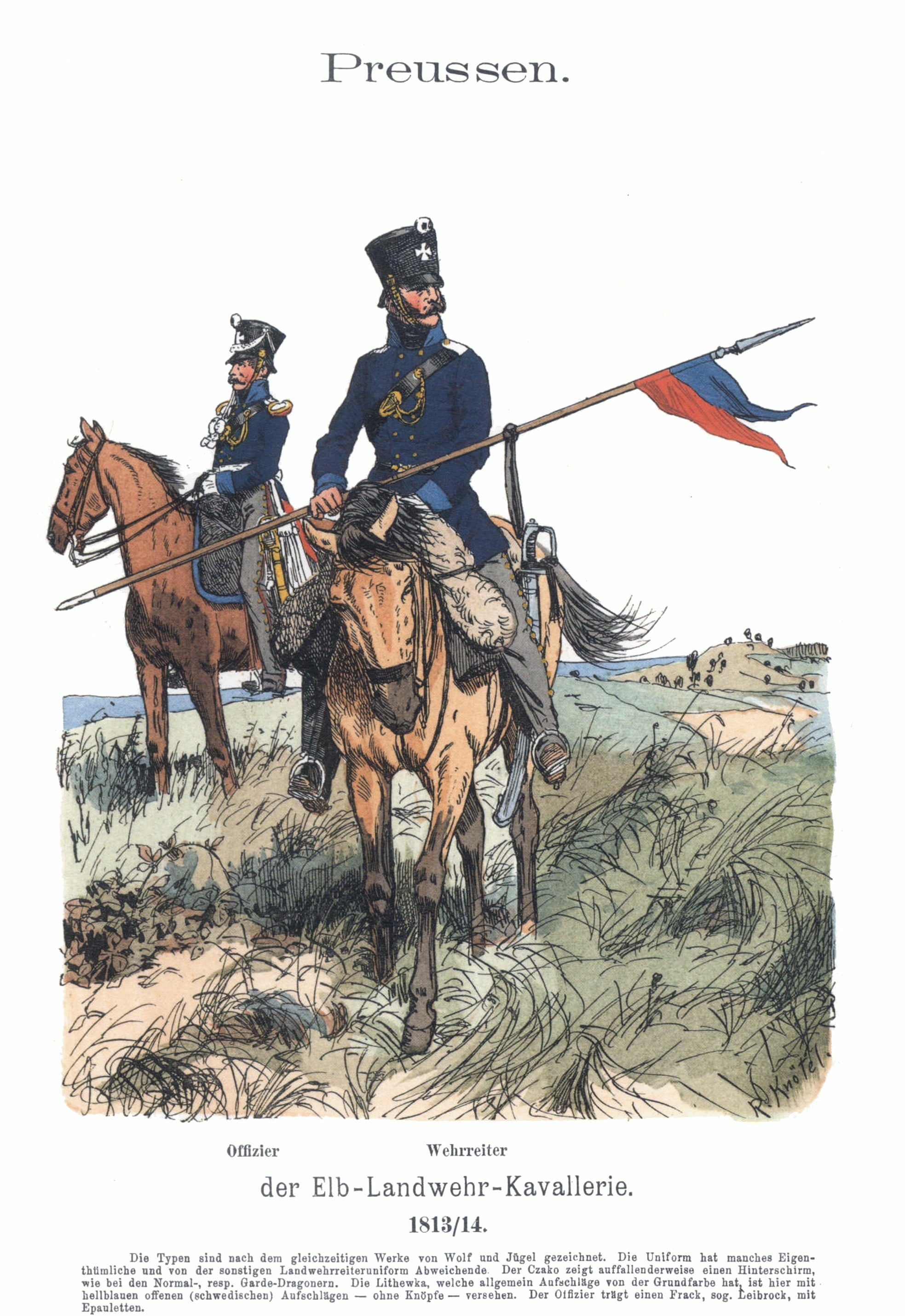
Landwehrkavallerie in den Befreiungskriegen (Künstler: Richard Knötel)

Nach der erfolgten Reformierung und der Einführung der allgemeinen Wehrpflicht 1814 entstand das typische Nebeneinander von Linienarmee und Landwehr in der Armee.
So wurde im Kriegsfall jedem Linienregiment ein Landwehrregiment zugeordnet, die zusammen eine Brigade bildeten. Eine weitere wichtige strukturelle Änderung stellte die Einrichtung des preußischen Kriegsministeriums ab dem 25. Dezember 1808 dar, anstelle der zuvor auf verschiedene Behörden verteilten Militärverwaltung.
Die preußische Infanterie gliederte sich ab 1807 in eine Linieninfanterie, Leichte Infanterie/Jäger und der Landwehrinfanterie. Die Linieninfanterie behielt weiterhin die alten Bezeichnungen Musketier, Füsilier, Grenadier, jedoch gab es außerhalb des Namensbereiches keinerlei Unterschiede mehr. Die Kavallerie gliederte sich ebenfalls in eine Linienkavallerie und die Landwehrkavallerie, letztere wurde jedoch 1866 aufgelöst. Die Linienkavallerie bestand weiterhin aus verschiedenen Kavallerietypen: den Kürassieren, Husaren, Dragonern und neu hinzugekommen die Ulanen.
Ein Sonderfall in der Armee stellten die Garderegimenter dar, die zusammen das Gardekorps bildeten (Armeekorps mit eigener Gliederung). Die preußische Armee bildete bis 1914 insgesamt acht Garde-Kavallerieregimenter und 11 Garde-Infanterieregimenter aus.
Von Ende 1815 bis 1859 blieb die Struktur der preußischen Armee weitgehend gleich. Eine größere Veränderung fand 1861 infolge der Heeresreform durch von Roon statt, als zusätzliche Linienregimenter gegründet wurden auf Kosten der Landwehr, die erheblich an Bedeutung verlor. Durch die Bildung des Norddeutschen Bundes wurden weitere Kontingente kleinerer Staaten in die Armee integriert. Von der Reichsgründung bis zum Ausbruch des Ersten Weltkriegs stieg die Stärke der preußischen Armee immer mehr an. Sie bildete bis zu 80 % der Reichsarmee.
1900 bestanden 17 preußische Armeekorps (daneben drei bayerische mit separater Nummerierung, zwei sächsische und ein württembergisches). Einem Armeekorps unterstanden in der Regel zwei Divisionen. Die Gesamtstärke eines Armeekorps betrug: 1.554 Offiziere, 43.317 Mann, 16.934 Pferde, 2.933 Fahrzeuge. Die Divisionen umfassten in der Regel zwei Infanteriebrigaden zu je zwei Regimentern, zwei Kavallerieregimenter zu vier Schwadronen und eine Feldartilleriebrigade zu zwei Regimentern. Ein Infanterie-Regiment bestand aus normalerweise aus drei Bataillonen, welche aus je vier Kompanien bestanden, pro Regiment also zwölf Kompanien.
Daneben standen einem Armeekorps als Korpstruppen ein bis zwei Fußartillerieregimenter, ein Jägerbataillon, ein bis zwei Pionierbataillone, ein Trainbataillon sowie teilweise verschiedene weitere Verbände, wie beispielsweise ein Telegraphenbataillon, ein bis zwei Feldpionierkompanien, ein bis zwei Sanitätskompanien, Eisenbahnkompanien usw. zur Verfügung. Ein Infanterieregiment hatte 1900 eine Friedensstärke von 69 Offizieren, sechs Ärzten, 1.977 Unteroffizieren und Mannschaften sowie sechs Militärbeamte, insgesamt also 2.058 Mann. Ein Kavallerieregiment kam auf 760 Mann und 702 Dienstpferde. Diese Stärke galt für Regimenter mit hohem Etat, Regimenter mit mittlerem oder niedrigerem Etat hatten eine geringere Stärke. Eine Infanteriekompanie mit hohem Etat hatte fünf Offiziere und 159 Unteroffiziere und Mannschaften, mit niedrigerem Etat vier Offiziere und 141 Unteroffiziere und Mannschaften.
1914 umfasste die preußische Armee 166 Infanterieregimenter, 14 Jäger-/Schützen Bataillone, 9 MG-Abteilungen, 86 Kavallerieregimenter, 76 Artillerieregimenter, 19 Fußartillerieregimenter (Festungsartillerie), 28 Pionierbataillone, 7 Eisenbahnbataillone, 6 Telegrafenbataillone, 4 Fliegerbataillone, 1 Kraftfahrbataillon, 19 Train-Abteilungen.

### Heeresverfassungen
Die Heeresverfassung des 18. Jahrhunderts beruhte zugleich mit wechselndem Anteil auf ein geworbenes Söldnerheer aus Ausländern und ein frühes wehrpflichtiges Kantonsheer nach schwedischem Vorbild aus Inländern. Alle leisteten einen Treueeid allein auf den König und damit war die Armee alleiniges Exekutivorgan des Monarchen und dessen politisches Hauptmachtmittel nach innen und außen. Darüber hinaus hatte die Armee keine verfassungsrechtliche Bindung in einem Staatswesen, das noch keine neuzeitlich-moderne Gewaltenteilung und auch keine kodifizierte Staatsverfassung besaß.
Diese Heeresverfassung verlor mit den Revolutionskriegen ihre Gültigkeit. Revolutionäre Volksheere verdrängten das Söldnerwesen. Eine allgemeine Wehrpflicht ließen das Volk stärker in das Zentrum des politischen Geschehens rücken.
Die preußische Armee des Wehrgesetzes von 1814 stand auf völlig anderen gesellschaftlichen Pfeilern als das altpreußische Heer. Die neue Ordnung hielt bis zum Ende der Existenz der Armee. Boyens Militärgesetz vom 3. September 1814 beruhte auf einem elitären Begriff der Nation. Es versuchte, das Bürgertum mit dem Heer zu versöhnen, und knüpfte an die in den Befreiungskriegen benutzte Wehrverfassung an. Es stellte eine Kodifikation zentraler reformerischer Ideen dar. Bürgerlich-Liberale, weniger demokratische Ideale prägten das neue System. Es war moderner als die steckengebliebene Staatsverfassung, aber die Armee blieb allein dem König vorbehalten. Ihre Institutionen blieben vom neuen Denken unberührt. Einerseits waren alle Schichten der Gesellschaft fortan zu etwa gleichen Anteilen an der Armee beteiligt, andererseits war ein Stück weit das Frideridzianische System konserviert worden, bedingt durch die einseitige Zuordnung der Kommandogewalt auf den König und der Herauslösung der Heeresverfassung aus der Staatsverfassung.

### Doktrinen, Kriegsbilder, Strategien und Taktiken
Die Angehörigen der preußischen Armee agierten niemals isoliert und losgelöst von äußeren Einflüssen, sondern blieben eingebettet in ein gesamteuropäisches Netz und folgten als Teilhaber dieses internationalen Verbunds den jeweiligen zeitgemäßen Veränderungen. Solche überpersonalen, transorganisationalen Prozesse wurden durch geistige Lehrkonzepte an Militärschulen und im Einsatz den Militärangehörigen vermittelt. Die zeitgemäß gültigen Doktrinen, hierarchisch nachfolgend Kriegsbilder, darunter folgend Kriegsstrategien und zuletzt Einsatztaktiken sind europaweit gültige Lehrkonzepte für Militärangehörige aller damaligen Armeen gewesen, die deren Handeln und Denken im aktiven Truppendienst maßgeblich lenkten und bestimmten.
Im Ergebnis des Einwirkens äußerer Einflüsse auf die Institution preußische Armee glich sich diese isomorphisch den Strukturen der anderen Armee jeweils, wenn auch bisweilen zeitverzögert, an. Die Doktrin der preußischen Armee, die Kriegsbilder der Generäle und deren entwickelten Kriegsstrategien und Einsatztaktiken waren letztlich immer nur abgeleitete Derivate von übergeordneten, europaweit wirkenden Vorgaben, die das Spektrum zulässigen Handelns, Entscheidens und Gestaltens eingrenzten. Im Militärwesen der Frühen Neuzeit wurde begonnen diese Vorgaben zunehmend zu verschriftlichen und zu reglementieren. Aufgebrochen wurden diese Organisationsregeln immer dann, wenn die Armee im internationalen Vergleich zurückfiel, weil neue Entwicklungen in anderen Armeen Veränderungen im Organisationswesen nach sich gezogen hatten. Bevor Organisationsmaßnahmen wie zum Beispiel Restrukturierungen oder Personalveränderungen greifen konnten, hatten sich zunächst Leitbilder und neue Konzepte der Kriegsführung im Diskurs und Austausch verbreitet und allgemeine Akzeptanz in der Armee gefunden. Diese Wirkprozesse konnten teilweise Jahrzehnte lang anhalten. Solche Zeitperioden waren in den 1790er Jahren oder auch in den 1840er Jahren maßgeblich. Ihnen folgten jeweils bedeutende preußische Heeresreformen, die letztlich zu fundamentalen Strukturänderungen führten.
Die zweite Hälfte des 18. Jahrhunderts wurde durch einen nachhaltigen Wandel im Bereich der Kriegsführung und entsprechende Veränderungen im Kriegsbild geprägt. Strategie im Absolutismus war defensiv bestimmt. Durch vorausschauendes Manövrieren des Heeres durch die Führung sollten feindliche Versorgungslinien und Magazine eingenommen werden, um die Operationsbasis des Gegners zu zerstören. Die in den Revolutionskriegen entwickelte Konzeption zielte auf die generelle Zerstörung der feindlichen Streitkraft ab. Bewegung und Feindkontakt gehörten gemeinsam zum Strategiekanon der Heeresführer. Hans Delbrück bezeichnete das eine als Ermattungs-, das andere als Niederwerfungsstrategie. Im taktischen Bereich entsprach der Defensivstrategie die Lineartaktik, dagegen wurde die Kampftaktik der französischen Revolutionsheere durch die Stoßkraft der relativ selbständigen operierenden Kolonnen der Tirailleurtaktik (Schützengefecht) bestimmt. Das Kriegsbild wandelte sich vom Kabinettskrieg zum Volkskrieg. Der Kleinkrieg gewann an Kontur und führte zur Aufstellung von der Armee losgelöster und autonom agierender Freikorps, z. B. Kleist (1760), Hirschfeld (1806), Krockow (1807) und Lützow (1813). Die preußische Armee hatte bei der Umstellung des alten Defensivsystems auf das offensivere System erhebliche Probleme. Dies führte zur Niederlage in der Schlacht bei Jena und Auerstedt 1806. Es bedurfte einer katastrophalen Niederlage um die Institution preußische Armee als ganzes auf das neue militärische Zeitalter auszurichten. Dies gelang im zweiten Anlauf vorbildlich und die Armee errang erneut ihre alte Geltungsstärke in Europa und konnte diese bis zum Ende der Existenz der Armee beibehalten.
Um die Mitte des 19. Jahrhunderts lieferte die industrielle Revolution in Westeuropa und den Vereinigten Staaten den damaligen Armeeführungen eine Fülle neuer Technologien. Hierdurch veränderten sich nicht nur das bestehende Kriegsbild, sondern auch die Armeen selbst. Ebenso wie die technischen Innovationen war die Methode ihrer massenhaften Produktion neu und revolutionär und erlaubte es, weitaus stärkere Armeen als bisher aufzustellen und auszurüsten. Bei Waterloo kämpften 1815 noch insgesamt 200.000 Mann dreier Armeen gegeneinander. Bei Königgrätz ein halbes Jahrhundert später zählten alle beteiligten Streitkräfte zusammen bereits über 480.000 Mann. Die neuen Technologien berührten zugleich die taktische wie die operativ-strategische Ebene der Kriegführung. Die erhöhte Reichweite von Geschützen und die höhere Feuerfrequenz der Infanteriewaffen zwang die Angriffskolonnen auf dem Gefechtsfeld zu weit ausholenden Bewegungen. Die Telegraphie wiederum beschleunigte die Nachrichtenübermittlung und schien auch ein geeignetes Instrument zur Erleichterung von Mobilmachungen und Truppenführung im Krieg. Besonders der Ausbau eines Eisenbahnnetzes schuf die Voraussetzungen einer umwälzenden Änderung der Kriegführung, die es dem Generalstab ermöglichte, präzise Aufmarschpläne anzufertigen und große Truppenmassen in einem Bruchteil der bisher benötigten Zeit pünktlich und genau an den Grenzen zu konzentrieren.

### Generalstab
Für die Aufgabenbereiche Kampfeinsatzplanung und praktische Führung im Feld kam es in den frühmodernen Armeen zunehmend zur Bildung eines Stabes zur Führung von unterstellten Einheiten, Verbänden, Großverbänden oder sonstigen Dienststellen der Streitkräfte. Diese bestanden aus Spezialisten und hochrangigen Offizieren. Kurfürst Friedrich Wilhelm schuf den Vorläufer des modernen Generalstabs, einen Generalquartiermeisterstab nach dem Muster der damals hochangesehenen schwedischen Armee. Die Aufgabe des Stabes war es, den Ingenieursdienst der Armee zu betreuen, die Marschrouten zu überwachen und Lager und befestigte Stellungen auszuwählen. Zur selben Zeit entstanden ähnliche Einrichtungen in England unter Oliver Cromwell, in der Habsburgermonarchie und anderen süddeutschen Staaten. Unter Friedrich II. waren die Generalstabsoffiziere von der Funktion her besser gestellte Adjudanten und Befehlsempfänger des Königs als ein autonomes Beratungsorgan.
Christian von Massenbach und Levin von Geusau entwickelten die Einrichtung 1803 weiter. Unter Gerhard von Scharnhorst wurde der Generalstab dann ab 1808 als Zentralorgan im neu gegründeten Kriegsministerium mit den Generalstabsoffizieren bei den ebenfalls neu formierten Truppenbrigaden institutionell verankert.
Der preußische Generalstab bewährte sich in den Befreiungskriegen gegen Frankreich und in den Einigungskriegen. Die militärischen Planungen basierten auf militärwissenschaftlichen Grundlagen.
Die größeren Heeresstärken zur Mitte des 19. Jahrhunderts bedingten eine Erweiterung der Operationsgebiete, vor allem, um die wachsenden Verpflegungsbedürfnisse sicherzustellen. Dies machte wiederum neue Führungsmittel und Strukturen erforderlich. In den meisten Armeen übernahmen die Generalstäbe, anfangs nur unbedeutende Hilfsorgane der Heerführer, mehr und mehr die Leitung der Operationen.

### Offizierkorps
Dem Offizierkorps kam eine besondere Aufmerksamkeit durch die Herrscher zu. Den Offizieren der Armee widmeten insbesondere der Soldatenkönig und Friedrich II. Zeit und Aufmerksamkeit bis in die Planung der individuellen Lebensläufe der Offiziere hinein. Der Ansatz der Könige war, eine geistige und moralische Elite der Nation zu formen. Die Rekrutierung hierfür entnahmen sie aus den besten und vornehmsten Familien des Landes, den Adel. Daraus ergab sich unmittelbar ein aristokratischer Charakter des Offizierkorps, dessen Haltung der Armee Stabilität versprach. Die Rekrutierung vollzog sich im 18. Jahrhundert häufig mit Gewalt und der Anwendung von Drohungspotenzialen. Der Adel wurde zwangsverpflichtet, durch den Dienst an der Waffe domestiziert und an die Anforderungen des Königs gewöhnt. Der allgemeine Hintergrund ist auch hier eine nichterklärte Machtauseinandersetzung des Adels mit den Monarchen, den Letzterer eindeutig entschied. Die Umerziehung des Adels war eine schwierige Angelegenheit. Die späteren berühmten Abkömmlinge der von Bismarck, Alvensleben, der Schulenburg aus der Altmark waren zu der Zeit in den Augen der Könige nach Gustav von Schmoller „renitente Querulanten, zudem ungebildet, roh und faul“.

### Heeresverwaltung
Von hoher Bedeutung für den Übergang zum miles perpetuus war eine leistungsfähige Heeresverwaltung die zunächst die Finanzzahlungen und das Personalwesen organisieren musste. Die Truppen mussten schließlich versorgt und bewaffnet werden. Der Prozess des Übergangs zum stehenden Heer lief neben der Verstetigung der Truppen auf eine stärkere Verstaatlichung hinaus. Die Verwaltung der Truppen vollzog sich bis 1655 autonom über die eigene Regimentsstruktur. Der Regimentsoberst war der eigentliche Verwalter, der Regimentsinhaber und kaufmännische Leiter. Erst mit Schaffung von Institutionen wie der Kriegskanzlei und der Generalität, wurden Organe geschaffen, die die straffe Lenkung nach den Vorgaben des Landesherren garantieren sollten. Kriegskommissare kontrollierten die Offiziere, regelten Unterbringung und Verpflegung der Truppen und trieben Steuern ein, die sie auch verwalteten. An weiteren Strukturen entstanden Getreidemagazine und Zeughäuser, deren Verwaltung ebenfalls den Kriegskommissaren unterstand. Daneben gehörte ein stetig zunehmender Liegenschaftsbestand zur Armee, der ebenso bewirtschaftet werden musste. Neben den Festungsanlagen der Garnisonen gehörten auch funktionale Einrichtungen wie Bäckereien, Fourage-Schuppen, Trainschuppen, Montierungs-Depots, Kasernen, Wachthäuser, Pferdeställe, Arsenale zum Bestand der Armee. Die Intendanturen der altpreußischen Armee war bis zu Beginn der Militärreformen Anfang des 19. Jahrhunderts ein Teil der Staatsverwaltung gewesen. Heer und Heeresverwaltung waren damit institutionell getrennt.

### Kadettenanstalten

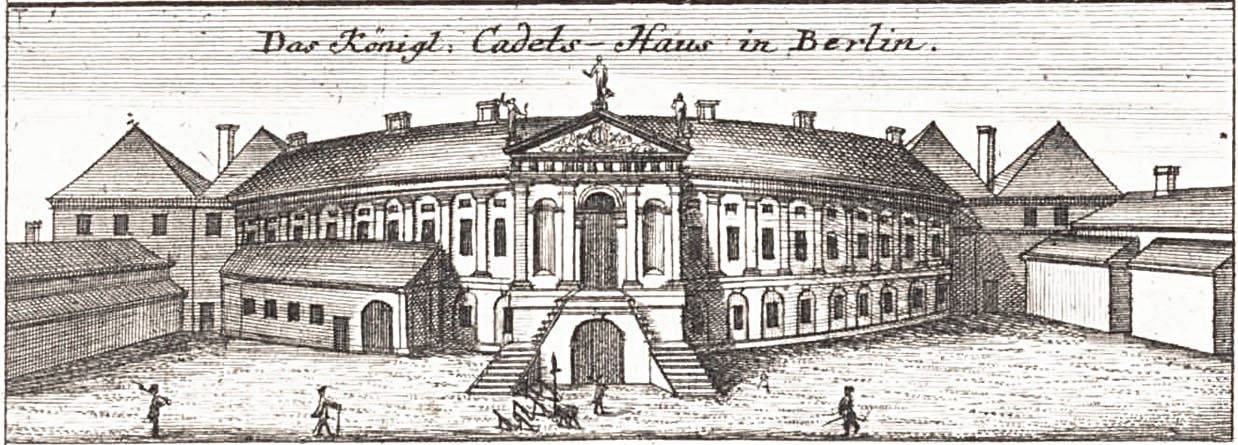
Berliner Kadettenhaus um 1757; abgerissen: 1777

Als Erziehungsanstalt für die Kinder verarmter Adelsfamilien dienten die preußischen Kadettenanstalten. Den Sprösslingen wurde so eine standesgemäße Ausbildung und Erziehung zuteil und die Armee konnte gleichzeitig einen Teil, nach Gerhard Ritter um 1850 „reichlich die Hälfte“ des Rekrutierungsbedarfs für das Offizierkorps decken.
Kurfürst Friedrich Wilhelm gründete das sogenannte Kadettenkorps mit den Anstalten in Kolberg, Berlin und Magdeburg. Das Kolberger Kadettenkorps bestand aus 60 bis 70 Kadetten und wurde 1716 in das neu gebildete „Königlich Preußische Kadettenkorps“ in Berlin verlegt und dort auf 110 Kadetten erhöht. Für dieses Korps bestand von 1717 an in Berlin ein eigenes Kadettenhaus. 1719 wurden auch die Kadetten von Magdeburg nach Berlin verlegt, und das Berliner Kadettenkorps bestand nun aus 150 Kadetten. 1776 erfolgte der Neubau des Berliner Kadettenhauses. 1790 bestand es aus 252 Kadetten.
Weitere Kadettenanstalten wurden in Stolp (1769), Kulm (1776) und in Kalisch (1793) gegründet. Die von Friedrich II. gestiftete Kadettenanstalt in Stolp war anfangs für 48 Kadetten ausgelegt worden und wurde im Jahr 1778 auf bis zu 96 Kadetten erweitert, die in sechs Klassen unterrichtet wurden. Das Kadettenhaus in Kulm war anfangs für 60 Kadetten ausgelegt und wurde im Jahr 1787 durch eine Bewilligung von König Friedrich Wilhelm II. auf 100 Kadetten erweitert. 1793 wurden in Berlin 260 Kadetten, in Potsdam 40 Kadetten, in Stolp 96 Kadetten und in Kulm und Kalisch je 100 Kadetten unterrichtet. Im Tilsiter Frieden wurden Kulm und Kalisch abgetreten, Stolp wurde 1811 aufgelöst und nach Potsdam verlegt. Nach dem Ende der Befreiungskriege wurde Kulm wieder errichtet, bevor die Anstalt dann 1890 nach Köslin verlegt wurde.
1902 bestand das Preußische Kadettenkorps insgesamt aus acht Kadettenhäusern und der Hauptkadettenanstalt.

## Lebensverhältnisse der Armeeangehörigen in der altpreußischen Armee (1644–1807)

### Wohnverhältnisse
Nach der Einführung des stehenden Heeres durch den Großen Kurfürsten Friedrich Wilhelm änderte sich das Leben der Soldaten grundlegend.
Zu Zeiten des Dreißigjährigen Krieges hatten die Landsknechte Anspruch auf Sold und die Beute bei Erstürmung und Plünderung einer eroberten Stadt. Einen sonstigen Anspruch auf Verpflegung gab es nicht. Ein einheitliches Rechts- und Bestrafungssystem hat es für die Soldaten ebenfalls nicht gegeben. Zur Sommerzeit verblieben die Truppen in temporären Lagern und zur Winterzeit wurden sie einquartiert.

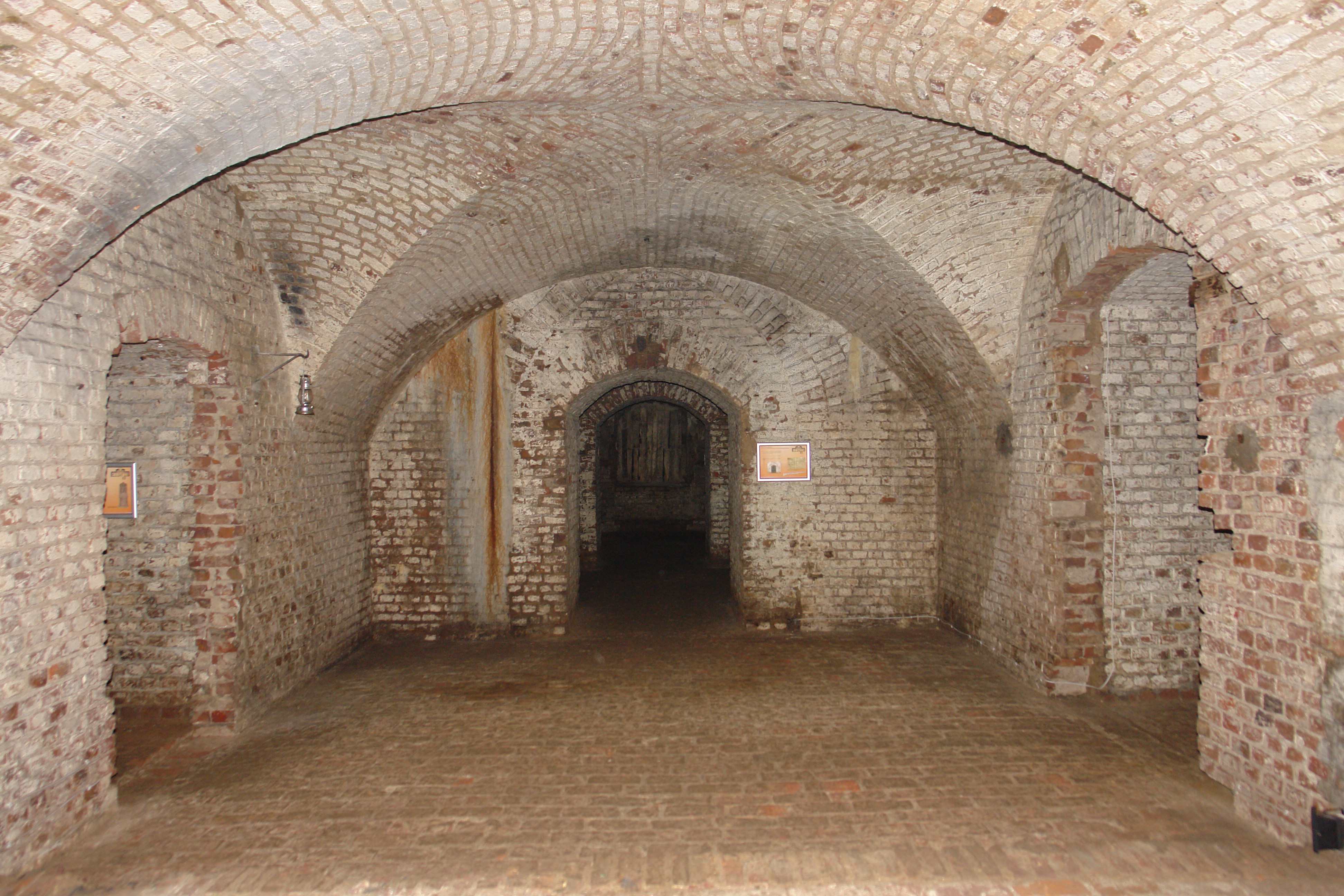
Mannschaftsraum mit angeschlossener Kaponniere des Zwischenwerk VIII b des Kölner Festungsrings

Diese Form der Einquartierung wurde nun für die stehenden Regimenter üblich. Das heißt, dass die Bürger den Soldaten eine Stube (zur Straße gelegen) in ihren Häusern zur Verfügung zu stellen hatten. Diese Einquartierungen verursachten bei den Wirten eine erhebliche Last (dies gilt besonders für verheiratete Soldaten). Als Ausgleich erhielten die Wirte für einen verheirateten Soldaten 14 Groschen, für einen unverheirateten 10 Groschen pro Monat. Die Kavallerieregimenter lagen zunächst in Dörfern auf dem Land, wurden dann aber auch in die Städte verlegt. Der Grund für die Verlegung lag in der besseren Kontrolle der Soldaten in der Stadt (die Stadt als abgeschlossenes System) und den ausufernden Disziplinlosigkeiten derselben gegen die ländliche Bevölkerung. Alle von der Einquartierung nicht betroffenen Hausbesitzer hatten eine Abgabe zu entrichten.
Die unverheirateten Soldaten mussten zusammen mit anderen Soldaten kameradschaftlich ihren Haushalt führen. Die täglichen Lebensmitteleinkäufe und die Zubereitung der Mahlzeiten geschahen eigenständig und ohne Bevormundung.
Nur in den Festungsorten Magdeburg und Kolberg lagen die Mannschaften in der Zeit vor dem Siebenjährigen Krieg in Baracken. Ansonsten dauerte es noch sehr lange, bis das gesamte Heer in eigenen Kasernen untergebracht wurde. Kurz nach dem Siebenjährigen Krieg wurde in Berlin die erste Kavalleriekaserne errichtet, der bald weitere folgten. Diese sollten in erster Linie die verheirateten Soldaten und ihre Familien aufnehmen. Die erste Infanteriekaserne wurde 1767 in Prenzlau gebaut. Sie war für 240 Mann gedacht. Weitere Kasernen folgten in Berlin, Spandau, Nauen, Neuruppin, Frankfurt/O und Königsberg. Auch in diesen Kasernen lag die Kapazität bei 240 Mann. Allerdings reichten die Kasernen bei weitem nicht aus, um alle Soldaten und deren Familien dort unterzubringen.
In den Kasernen teilte sich ein Verheirateter mit Frau und Kindern und zwei ledigen Soldaten eine Stube. Die Reinigung oblag der Frau des Verheirateten. Sie erhielt dafür von jedem Soldaten 6 Groschen im Monat. Diese beengten Wohnverhältnisse führten zu häufigen Konflikten und gewaltsamen Auseinandersetzungen.
Soldaten durften zum Teil heiraten, wenn das Verhältnis zu unverheirateten in einer Kompanie nicht 1/3 überstieg. Dazu benötigten sie die Erlaubnis des Kompaniechefs. Besonders bei den angeworbenen Ausländern wurde gern gesehen, wenn sie heirateten, da dann die Gefahr der Desertion erheblich verringert war.

### Verdienst und Unterhalt
Ein einfacher Fußsoldat erhielt nach Abzug von Brot- und Kleidungskosten einen Taler und acht Groschen im Monat (zum Vergleich: eine Mahlzeit mit Getränk kostete um 1750 etwa 2 Groschen, ein Taler bestand aus 24 Groschen). Das Quartier der Soldaten war dagegen frei und ein Soldat erhielt 1½ Pfund Kommissbrot täglich. Auch bedingt durch diese äußerst karge Entlohnung durften die Soldaten einem Beruf nachgehen, um einen Zuverdienst zu erhalten. So gab es Handwerksmeister, die Ungelernten arbeiteten bei den Tuchmachern, als Wollspinner oder als Handlanger im Baugewerbe. Während eines Feldzuges versorgte sich der Soldat von seinem Gehalt und den Zulagen, die er erhielt. Diese waren zwei Pfund Brot täglich und wöchentlich zwei Pfund Fleisch.
Was den Offiziersrang betrifft, so musste sich ein Offizier der unteren Ränge mit einem sehr niedrigen Gehalt von 9–13 Talern pro Monat zufriedengeben. Davon musste er das aufwendige standesgemäße Leben finanzieren, das von einem Offizier erwartet wurde. Somit war eine solche Position für eine längere Zeit ein Verlustgeschäft. Erst mit dem Kapitänsrang (Befehlshaber einer Kompanie), den man nach durchschnittlich 15 Jahren Dienstzeit erreichte, konnte der Offizier ein reichlicheres Einkommen erwarten. Dem Kommandierenden einer Kompanie oblag neben der militärischen Führung die wirtschaftliche Haushaltsführung einer Kompanie. Wirtschaftete der Capitain einer Kompanie gut, so konnte er durchaus 2000 Taler Überschuss pro Jahr erwirtschaften, welchen er für sich beanspruchen durfte. Der eigentliche Sold war allerdings immer noch knapp bemessen und lag bei etwa 30 Talern pro Monat.

### Rekrutierung und Desertion
Zu Beginn der Frühen Neuzeit waren drei Rekrutierungsverfahren bei der Infanterie üblich: Die Werbung von Freiwilligen, die Zwangsaushebung sowie die von Söldnerunternehmern vorgenommene Rekrutierung. Die letzte Methode war besonders im Dreißigjährigen Krieg die gebräuchlichste. Gegen eine Geldsumme stellten die Söldnerunternehmer den Fürsten ein fertiges Heer zusammen. Die Herrscher waren oft abhängig von diesen Unternehmern und zugleich von unzuverlässigen multinationalen Söldnertruppen.
Eine Veränderung der Rekrutierungsweise der Soldaten in Preußen erfolgte beim Übergang des Söldnerheeres zum stehenden Heer seit Ende des 17. Jahrhunderts. Das Ziel war, ein stehendes Heer von Berufssoldaten zu schaffen, das auch während der Friedenszeiten dienen würde. Durch den Spanischen Erbfolgekrieg war die Armee nicht mehr in der Lage, die hohen Abgänge in den Regimentern durch freie Werbung zu ersetzen, somit stellte nicht mehr das Finanzierungssystem, sondern das Aufbringungsproblem die Hauptsorge der preußischen Armee dar. So ging man zur Zwangswerbung als maßgeblichem Rekrutierungssystem über. In der Praxis wurden die Rekruten fortan unter Zuhilfenahme von Einwohnerlisten ausgelost. Trotz der dadurch entstehenden Probleme (Desertion) setzte sich das Verfahren durch, Teile der Bevölkerung zu Soldaten zu pressen. Im Laufe des Spanischen Erbfolgekrieges kam es zu regelrechten Menschenjagden. Die Werber bedienten sich dabei aller möglichen Listen und Verbrechen, um möglichst großer, wehrtauglicher Männer habhaft zu werden. So änderte der Spanische Erbfolgekrieg radikal den Soldatentypus innerhalb der preußischen Armee, vom freiwillig verpflichteten Söldner zum gepressten, zwangsdienenden Soldaten. Statt eines Lebensberufes war das Soldat-Sein zu einem lebenslangen Schicksal ohne Ausweg verkommen.
Nach dem Krieg und der Rückkehr der Regimenter in die Garnison setzte eine Desertionswelle ein, die alles bisher Dagewesene übertraf. Allein 1714 desertierten 3.471 Musketiere (fast drei komplette Regimenter). Der dadurch hervorgerufene Mangel an Soldaten rief eine erneute Menschenjagd hervor, indem die Werber wiederum brutal, rücksichtslos und willkürlich jeden Mann rekrutierten, dessen sie habhaft werden konnten. Dadurch kam es in einigen Provinzen des Landes zu Aufruhr in der Bevölkerung. Aus Furcht vor lebenslangem Militärdienst verließen viele junge Männer in dieser Zeit das Land.
Zu einem größeren Desertionskomplott kam es im Januar 1730 in Potsdam, als sich 40 Gardegrenadiere des besonders vertrauten Königsregiments Nr. 6 (lange Kerls) verabredeten, mordend und plündernd die Garnison zu verlassen. Die geplante Revolte, die im Kern wohl von basisreligiösen Sektierern ausging, flog noch vor ihrer Durchführung auf. Es folgte die Bestrafung der Haupträdelsführer nach zeittypischer Manier. Die Beteiligten wurden ins Verhör genommen, kriegsrechtlich verurteilt und öffentlich bestraft. Einer der drei Grenadiere, welche als Haupträdelsanführer galten, wurde mit glühenden Zangen verletzt. Danach hackte man ihm die Schwurfinger ab und hängte ihn. Der Zweite musste ebenfalls durch die Zangen-Folter durch, bevor man ihm die Nase und die Ohren abschnitt und danach halbtot ins Spandauer Festungszuchthaus brachte, wo er starb. Der Dritte wurde vom Scharfrichter geohrfeigt und ausgepeitscht und anschließend in Haft gebracht. Die Übrigen mussten den Spießrutenlauf hinter sich bringen, bevor sie eine Zeitlang nach Spandau kamen. Wenige Monate später erfasste auch die Königsfamilie ein Desertionsereignis. Im August 1730 kam es zum berühmtgewordenen Fluchtversuch des Kronprinzen mit seinem Begleiter Hans Hermann von Katte.
Die Anfälligkeit der Armee für Desertionen änderte sich erst mit der Einführung des Kantonssystems 1733. Dieses System machte die quasi vorhandene Wehrpflicht berechenbarer. Das Kantonsystem trug auch dazu bei, dass die Desertionen in Grenzen gehalten wurden. Insgesamt desertierten von 1713 bis 1740 30.216 preußische Soldaten. 1720 desertierten 820 Infanteristen, 1725 nur noch 400 Infanteristen. Diese Zahl blieb bis 1740 etwa konstant.
Während des Siebenjährigen Krieges war die Desertionsrate des preußischen Heeres nicht höher als in anderen europäischen Heeren. Ein guter Nachweis ist neben den Zahlen die Weigerung des allergrößten Teils der kriegsgefangenen preußischen Soldaten, in die österreichische Armee einzutreten. Dies obwohl sie nicht auf Rückkehr hoffen durften und die Haftbedingungen sehr schlecht waren. Selbst in den bittersten Momenten, zum Beispiel nach der Schlacht bei Kunersdorf 1759, verlor die preußische Armee, im Vergleich zu anderen europäischen Streitkräften, nur wenige Männer durch Desertion. Die im preußischen Diensten stehenden Nicht-Preußen hatten keine höhere Desertionsrate als die Preußen selbst.

### Militärische Ausbildung und Alltag
| Dienstvergehen                                          | Sanktion                                                  |
| ------------------------------------------------------- | --------------------------------------------------------- |
| nach dem 10. Antreten zum Appell in betrunkenem Zustand | Spießrutenlauf durch 200 Mann                             |
| unerlaubtes Entfernen von der Wache                     | 10× Spießrutenlauf durch 200 Mann                         |
| Schlafen auf der Wache                                  | 10× Spießrutenlauf durch 200 Mann                         |
| einem Vorgesetzten widersprechen                        | Spießrutenlaufen                                          |
| tätlicher Angriff gegen Vorgesetzte                     | Tod durch Erschießen                                      |
| Desertion                                               | 1. und 2. Mal Spießrutenlaufen, 3. Mal Tod durch Erhängen |
| verbotenes Glücksspiel                                  | Spießrutenlaufen                                          |
| Prügelei unter Soldaten                                 | Spießrutenlaufen                                          |
| Dienstvergehen unter Rauscheinfluss                     | Verdoppelung der Strafe des Grunddelikts                  |
| nachlässige Kontrolle der Pferde durch Unteroffiziere   | 4 Tage Krummschließen                                     |
| Unterschlagung von Pferdefutter                         | 12× Spießrutenlaufen durch 200 Mann                       |
| falscher Rapport durch Unteroffiziere                   | 4 Tage Krummschließen                                     |
| Selbstverstümmelung                                     | 2–3-jährige Karre, anschließend Landesverweisung          |
| versuchter Selbstmord                                   | Karre, bis zu Lebenslang                                  |
| Zusammenrottung                                         | Todesstrafe                                               |

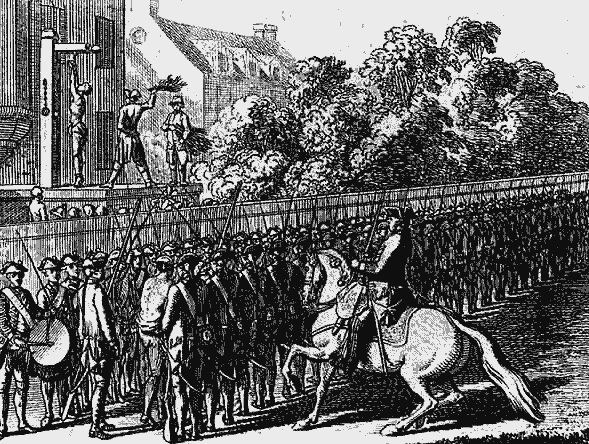
Spießrutenlauf (Künstler: Daniel Chodowiecki, 1776)

Für die damalige Linientaktik im Gefecht wurden Soldaten benötigt, die ihre Waffe und den Gleichschritt perfekt beherrschten und auch unter dem enormen Stress des Gefechts zuverlässig funktionierten.
So entstand ein System, in dem der Soldat zum willenlosen Vollstrecker der Befehle seiner Vorgesetzten erzogen wurde.
Der militärische Alltag während der eineinhalbjährigen Ausbildung bzw. der jährlichen zweimonatigen Dienstzeit bestand aus bis zu fünfstündigen Exerzier- und Drillübungen auf Exerzierplätzen und anschließendem Putzen und Reinigen der Ausrüstung. Dienstantritt war bereits um 5:30 Uhr, allerdings war gegen Mittag in der Regel schon Dienstschluss. Bei den Exerzier- und Drillübungen bediente man sich auch der Prügelstrafe (galt bis 1812), die allerdings rechtlich begrenzt war. So wurde laut Militärstrafenkatalog derjenige bestraft, der einen Mann bei der Prügel blutig schlug.
Zu den drakonischen Körperstrafen hingegen zählte der Spießrutenlauf, der in den neuen Kriegsartikeln von 1713 mehrmals angedroht wurde. In Fällen extrem möglichen Durchlaufes – bis zu 30-mal – kam diese Strafe einem Todesurteil gleich. Trotz der teilweise sehr harten Strafen muss auch der Kontext gesehen werden, dass die Gewalt in den Regimentern zum Charakter der damaligen Zeit gehörte. So war es auch normal, dass der Bauer von seinem Gutsherren geprügelt wurde. Strafen wie Spießrutenlaufen oder Hängen waren dagegen im Dreißigjährigen Krieg viel schlimmer ausgeprägt als in späteren Zeiten. Der Unterschied zwischen den Strafen der preußischen Armee und denen anderer europäischer Armeen lag dann auch nicht in der Härte, sondern in der Rechtmäßigkeit. So wurde die traditionelle Härte und Misshandlung des gemeinen Soldaten in der ganzen Armee nach gleichen Regeln, nach Rechtsgrundsätzen und nicht mehr nach persönlicher Willkür durchgeführt.
Durch Friedrich Wilhelm II. wurde die Prügelstrafe eingeschränkt, nach der Reorganisation der Armee 1807 quasi abgeschafft und nur für strafweise in die zweite Klasse des Soldatenstandes versetzte Personen beibehalten. Durch das Militärstrafgesetzbuch von 1872 wurden alle Körperstrafen aufgehoben.
Ab 1714 wurde ein Beurlaubungssystem eingeführt, bei dem die etwa 18 Monate lang ausgebildeten Soldaten jedes Jahr nach einer zweimonatigen Exerzierzeit für zehn Monate beurlaubt wurden.
Diese Regelung galt allerdings nicht für die geworbenen Ausländer (1740: 1/3 Anteil am Heer), die als Wach- und Ausbildungsposten durchgehend ihren Dienst in der Garnison verrichteten.
Die Beurlaubten mussten während ihrer Urlaubszeit immer ein militärisches Kleidungsstück tragen (vermutlich die Stiefeletten). Damit waren sie äußerlich gekennzeichnet und auch vor der Willkür der Gutsherren geschützt, denn sie unterlagen nur der Militärgerichtsbarkeit.
Der Dienst in der Armee war theoretisch lebenslang bis zur Dienstuntauglichkeit. In der Praxis diente aber die Mehrheit der Soldaten 10–15 Jahre. Erst ab 1787 gab es offizielle Richtlinien, wonach Soldaten bei der Kavallerie 12 Jahre und Soldaten der Infanterie 10 Jahre dienen und danach entlassen werden sollten.

### Alters- und Invalidenversorgung

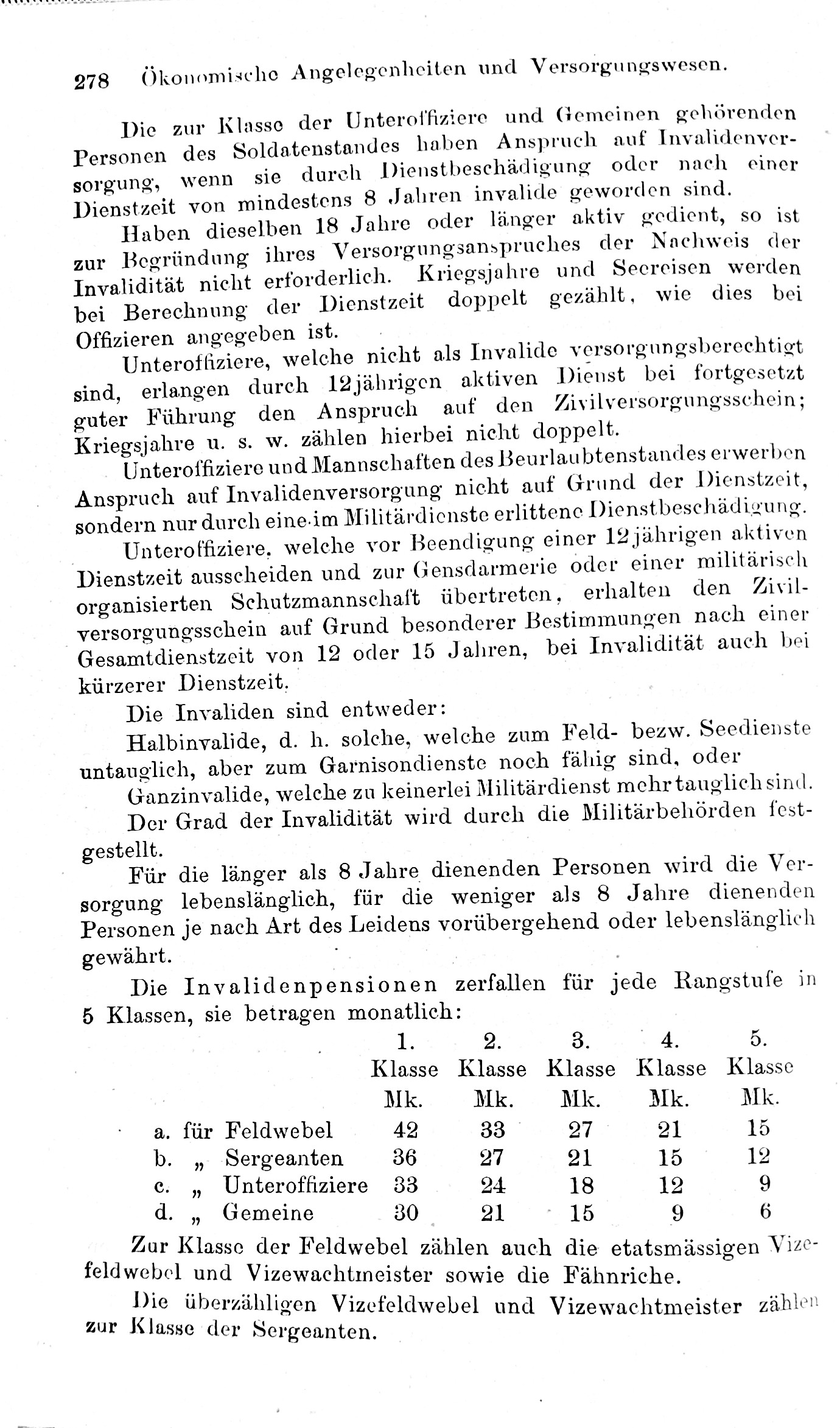
Versorgung der Militärpersonen vom Feldwebel abwärts und ihrer Hinterbliebenen

Da Preußen ein im internationalen Maßstab gesehen großes stehendes Heer unterhielt und dieses häufig in Kriegen eingesetzt wurde, gab es folglich eine große Zahl an Kriegsversehrten und das Problem mit dem Umgang dieser sozialen Gruppe hatte demnach eine hohe Priorität.
Die Praxis, wonach versehrte Söldner überwiegend ihrem Schicksal überlassen wurden und sich im besten Falle Armenhäuser, kirchliche Einrichtungen oder mildtätige Einzelpersonen um die Betroffenen kümmerten, begann sich Ausgang des 17. Jahrhunderts langsam zu wandeln. Es hatte ein Mentalitätswandel stattgefunden, der aus den Söldnern Soldaten gemacht hatte, die nur dem Staat und in Person dem absoluten Fürsten dienten. Aus diesem gewandelten Dienst- und Treueverhältnis zwischen Militärangehörigem und Kriegsherren ergab sich für den Fürsten eine gesteigerte Fürsorgepflicht, so dass dieser geschädigte Soldaten nicht mehr einfach ihrem Schicksal überlassen konnte. Der in Preußen stark einwirkende Hallesche Pietismus prägte hierzu um 1700 die Vorstellungen der Herrscher und Bediensteten. Es entwickelten sich mehrere Formen staatlicher Fürsorge, in denen vor allem der elementare Versorgungsgedanke im Mittelpunkt stand, der verhindern sollte, dass sich die Betroffenen der großen Masse an Vagabunden und Bettlern anschloss.
Für die preußische Führung hatten gut ausgebildete und kriegserfahrene Soldaten einen hohen Wert. Deshalb wurden sie so lange wie möglich in der Truppe gehalten. Eine klassische Dienstzeitbegrenzung hatte es im 18. Jahrhundert nicht gegeben. So galt der Dienst theoretisch lebenslang. Nur wenige konnten jedoch im Alter die Rolle eines ehrwürdigen Vorbilds für die jungen Rekruten erfüllen. Die meisten wurden lediglich aus sozialen Gründen bei der Truppe belassen. Solche zweitklassigen Soldaten, die nicht mehr für einen Feldzug herangezogen werden konnten, erhielten vor allem Aufgaben im Garnisonsdienst. Ab 1717 waren in Preußen eigenständige Garnisonsregimenter gebildet worden. 1726 zählten die Garnisonseinheiten bereits eine Stärke von 7.000 Mann (Invaliden).
Veteranen, die nicht mehr in der Lage waren, Posten zu verrichten, gewährte man hingegen die oft als Gnadengehälter bezeichneten Invalidenpensionen aus speziell dafür eingerichteten Invalidenkassen, die zum Teil nach dem Versicherungsprinzip funktionierten. Solche Zahlungen konnten als einmalige Zuwendungen oder wiederkehrende Leistungen erfolgen, wobei sie im letzteren Falle an den Verbleib im Lande selbst gekoppelt blieben.
Ende des 17. und in der ersten Hälfte des 18. Jahrhunderts begann die Institutionalisierung der Invalidenversorgung. Invalidenhäuser für Schwerbeschädigte und Pflegefälle wurden europaweit gebaut, zum Beispiel 1682 das Royal Hospital Chelsea in London und 1708 das Hôtel des Invalides on Paris. In Lüneburg-Celle ließ Herzog Georg Wilhelm als erster Fürst im Reich zwischen 1679 und 1684 ein Invalidenhaus errichten. Im Jahre 1703 wollte Friedrich I. in Berlin ein Invalidenhaus errichten lassen, was jedoch an den fehlenden Geldmitteln scheiterte. Die hohen Verluste nach den beiden Schlesischen Kriegen, ließen Friedrich II. die Idee des Invalidenhauses wieder aufnehmen. Friedrich II. gab die Anweisung zum Bau von Invalidenhäusern in Berlin, Stolp und Carlshafen für ausgediente, kriegsinvalide Soldaten.

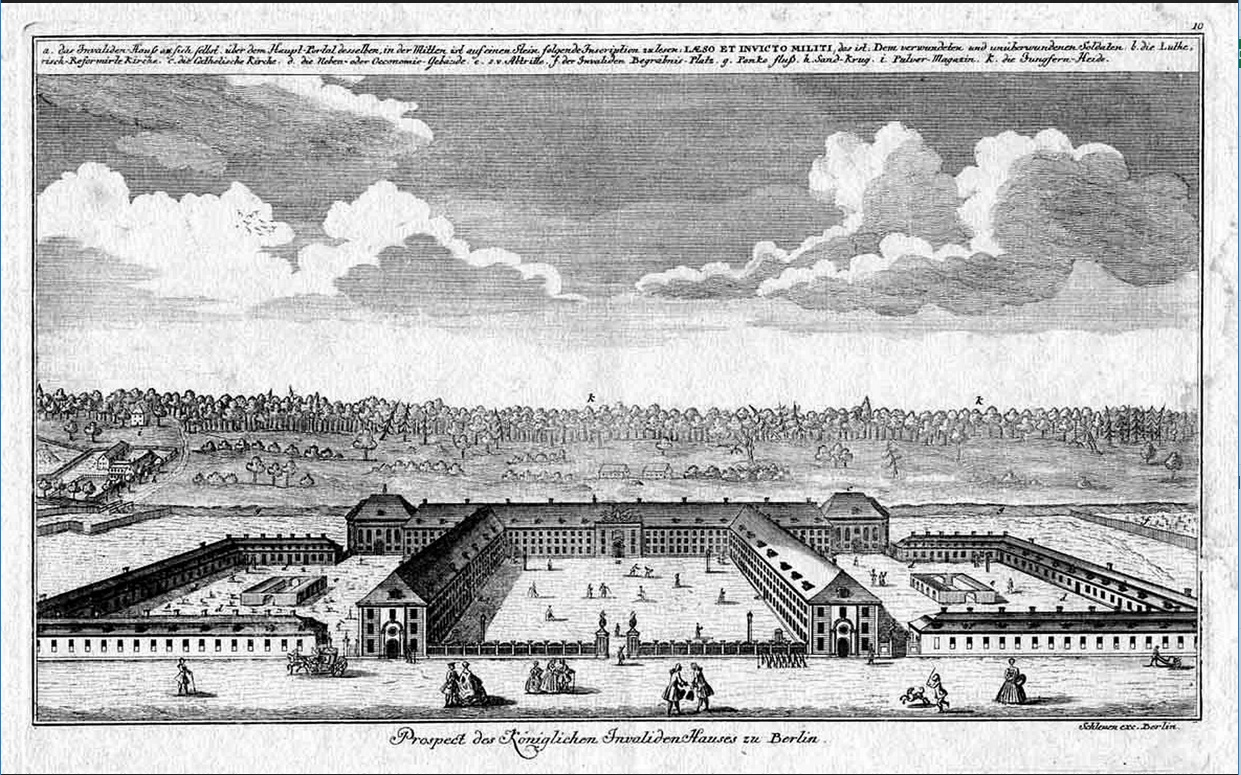
Das Königliche Invalidenhaus im 18. Jahrhundert (nach Matthias Seutter)

Am 15. November 1748 wurde das Invalidenhaus in Berlin eröffnet. In dieser Einrichtung waren insgesamt Plätze für 631 Personen, davon 13 Offiziere und 126 Frauen, vorgesehen. Der geringen Zahl der Invalidenplätze in dem Haus standen viel höhere Verwundetenzahlen auf dem Schlachtfeld gegenüber. Aufgrund des begrenzten Entwicklungsstands der Gesellschaft im 18. Jahrhundert erhielt nur ein kleiner Bruchteil der Verwundeten eine medizinische Nahversorgung. Die Transportsterblichkeit der Verwundeten lag bei 30 %. Auch die Sterblichkeit in den Lazaretten war sehr hoch. Die kleine Zahl der Genesenen stellten die Invaliden. Die geringe Aufnahmekapazitäten dürften in Kriegszeiten jedoch nicht immer ausgereicht haben. Aufgabe der Invalidenhäuser war es, kriegsbeschädigten Offizieren, Unteroffizieren und Mannschaften ein Unterkommen, Verpflegung, Kleidung und ärztliche Betreuung kostenlos zur Verfügung zu stellen. Die Invalidenhäuser hatten ein ausgesprochen militärisches Gepräge, so hatten die Invaliden neben Wachdiensten auch außerhalb des Dienstes Uniform zu tragen.
Die dienstuntauglichen Offiziere erhielten bei Bedürftigkeit Gouverneur- oder Kommandantenposten in den Festungen. Fehlten freie Stellen, zahlte der König den Generälen eine einmalige Pension von 1.000 bis 2.000 Talern, Stabsoffizieren einige hundert, Kapitänen und Leutnanten weit weniger. Ein Anspruch darauf bestand allerdings nicht. Jede Versorgung war reine Gnadensache, und einen rechtlich einklagbaren Versorgungsanspruch hat es nicht gegeben. Die Fürsten erkannten höchstens eine moralische und sozialethische Verpflichtung für die in ihren Diensten beschädigten Soldaten an.
Um die Not der häufig mittellosen Witwen mit oft zahlreichen Kindern zu lindern, ließ Friedrich aktive Offiziere deren Patenschaft übernehmen oder stellte die Söhne bei entsprechendem Alter vorrangig in die Armee ein. Friedrich Wilhelm I. sorgte durch das von ihm im Jahre 1724 gestiftete Große Militärwaisenhaus für die zahlreichen Kriegswaisen. Dieses war zunächst nur für die Kinder seines Leibregimentes, der Langen Kerls, gedacht. Später fanden dort auch die Kinder anderer Soldaten Unterkunft und der Platzbedarf wuchs, so dass das Haus bereits 1742 erweitert und 1771 durch einen Neubau ersetzt werden musste. Im Jahre 1758 beherbergte das Haus 2.000 Waisen.
Mit der schrittweisen Abkehr von der Heeresverfassung des Absolutismus ab dem Ende des 18. Jahrhunderts vollzog sich gleichzeitig der allmähliche Übergang zu einem gesetzlichen Pensionsanspruch Kriegsversehrter. Preußen machte hierzu mit Artikel 19 des Reglements für die ausländische Werbung vom 1. Februar 1787 früh den Anfang.

## Lebensverhältnisse der Armeeangehörigen in der neupreußischen Armee (1807–1919)
1860 kamen 65 % der Offiziere aus dem Adel; nur ein gutes Drittel waren Bürgerliche. 1913 waren es noch 30 % Adlige und 70 % Bürgerliche.

### Verdienst und Unterhalt (um 1900)
Das Einkommen (Löhnung) der Mannschaften und Unteroffiziere bestand aus der Löhnung, Brotgeld, dem Beköstigungsgeld und der Bekleidung und Wohnung mit Heizung, Beleuchtung usw. In besonderen Fällen wurde hierfür eine finanzielle Entschädigung gezahlt. Dazu kamen kostenlose ärztliche Behandlung und Arzneien. Verheiratete Unteroffiziere bekamen auch für ihre Familie kostenlose ärztliche Behandlung und Arzneien. Einige Unteroffiziere (wie zum Beispiel Wallmeister, Zeugfeldwebel) bekamen auch ein Gehalt.

| Dienstgrad                                                  | Gehalt oder Löhnung | Beköstigungsgeld bzw. Servis | Wohnungsgeldzuschuss                                     |
| ----------------------------------------------------------- | ------------------- | ---------------------------- | -------------------------------------------------------- |
| Mannschaften und Unteroffiziere – Löhnung monatlich in Mark |                     |                              |                                                          |
| Gemeine                                                     | 6,60                | ca. 9,—                      | Unterkunft wird gestellt                                 |
| Gefreiter                                                   | 8,10                | ca. 9,—                      | Unterkunft wird gestellt                                 |
| Unteroffizier                                               | 21,60               | ca. 13,—                     | Unterkunft wird gestellt                                 |
| Sergeant                                                    | 32,10               | ca. 13,—                     | Unterkunft wird gestellt                                 |
| Vizefeldwebel                                               | 41,10               | ca. 13,—                     | Unterkunft wird gestellt                                 |
| Feldwebel                                                   | 56,10               | ca. 13,—                     | Unterkunft wird gestellt                                 |
| Offiziere – Gehalt jährlich in Mark                         |                     |                              |                                                          |
| Zeugfeldwebel (kein Offizier, aber Gehaltsempfänger)        | 1.104,— bis 1.404,— | 300,—                        | Dienstwohnung                                            |
| Leutnant                                                    | 900,— bis 1.188,—   | 288,— bis 420,—              | 216,— bis 420,— (unverheiratete Leutnante 6,— Tischgeld) |
| Hauptleute und Rittmeister II. Klasse                       | 2.700,—             | 432,— bis 972,—              | 360,— bis 900,—                                          |
| Hauptleute und Rittmeister I. Klasse                        | 3.900,—             | 432,— bis 972,—              | 360,— bis 900,—                                          |
| Stabsoffiziere (kein Regimentskommandeur)                   | 5.850,—             | 594,— bis 1.314,—            | 540,— bis 1.200,—                                        |
| Stabsoffiziere (als Regimentskommandeur)                    | 7.800,—             | 594,— bis 1.314,—            | 600,— bis 1.500,—                                        |
| Kommandierender General                                     | 12.000,—            | 1.188,— bis 2.520,—          | Dienstwohnung mit Einrichtung                            |

Dazu im Vergleich:
- 1910 verdiente ein Metallarbeiter (Dreher, Schlosser, Eisenbieger, Schleifer usw.) wöchentlich zwischen M 20,– bis M 40,–.[57]
- 10,00 M würde heute einer Kaufkraft von 70,71 Euro entsprechen.
- In Euro umgerechnet wären das heute...
- ...39,12 €/Monat für Gemeine.
- ...48 €/Monat für Gefreite.
- ...128,02 €/Monat für Unteroffiziere.
- ...190,26 €/Monat für Sergeants.
- ...243,6 €/Monat für Vizefeldwebel.
- ...332,51 €/Monat für Feldwebel.
- ...545,2-€-693,46 €/Monat für Zeugfeldwebel.

### Lebensumstände des Offiziers
Obwohl Offiziere einen deutlich höheren Sold als die Unteroffiziere und Mannschaften bezogen, waren die finanziellen Verhältnisse insbesondere der Leutnante beengt. Von Offizieren wurde zwingend erwartet, einen ihrem gesellschaftlichen Stand entsprechenden Lebenswandel zu führen. Wer gegen diesen Codex verstieß, riskierte soziale und auch berufliche Sanktionen, bis hin zum Verlust des Offiziersrangs. Andererseits war die Aufnahme von Krediten verboten. Wer sich dennoch heimlich verschuldete und aufflog, musste seinen Abschied nehmen.
Als Selbstausrüster hatten Offiziere bereits hinsichtlich der Einkleidung regelmäßig erhebliche Kosten zu gegenwärtigen. Die Teilnahme am gesellschaftlichen Leben der Garnisonstädte galt ebenfalls als obligatorisch und geriet mitunter sehr kostspielig. Das war vor allem in Großstädten der Fall: Der regelmäßige Besuch von Theater, Tanzgesellschaften und anderen „gehobenen“ Vergnügungen entfaltete seinen eigenen Reiz, forderte aber auch seinen finanziellen Tribut. Der Besuch von weniger kostspieligen Kneipen, Tanzböden, Spielhallen oder sonstigen Etablissements, in denen kleinbürgerliches oder gar proletarisches Publikum verkehrte, war verpönt oder tw. sogar verboten. Im Übrigen hatten aktive Offiziere generell ihren Umgang mit den sog. „niederen“ Kreisen auf das privat Notwendigste zu beschränken.
In exklusiven Regimentern pflegten die Offiziere darüber hinaus einen luxuriösen Lebensstil, der ihrer Herkunft aus dem höheren Adel oder den wohlhabenden „besseren Kreisen“ entsprach. Der betriebene Aufwand überstieg hier die Möglichkeiten eines Offiziersgehalts bei weitem. Zwar war das Leben für die Offiziere entlegener Provinz-Garnisonen erheblich günstiger, doch auch hier lauerten finanzielle Gefahren. Zu nennen ist hier vor allem das, entgegen häufiger und strenger Verbote, betriebene Glückspiel mit den Kameraden des Offizierskasinos.
Darum bleiben Subalternoffiziere dauerhaft auf Zulagen von zu Hause angewiesen. Je nach Exklusivität des Regiments und des daraus resultierenden Lebensstiles waren Zulagen von M 50,– bis M 200,– monatlich notwendig. Erst mit der Ernennung zum Hauptmann nahm ein Offizier eine auch finanziell wichtige Hürde. Erst jetzt galt das eigene Gehalt als genügend für den eigenen Lebensunterhalt, aber auch für eine Heirat und die Gründung einer Familie. Bis zu dieser Beförderung, sofern sie überhaupt erfolgte, vergingen in der Regel aber mindestens zehn Jahre. Die niedrigen Gehälter der Leutnante waren von den Verantwortlichen in Politik und Militär bewusst kalkuliert. Dem Ideal nach sollte der Offiziersberuf nicht „Brotberuf“, sondern Berufung sein. Tatsächlich aber dienten die finanziellen Schranken auch als soziale Schranken, die die soziale Homogenität des aus Adel und gehobenem Bürgertum bestehenden Offizierskorps bewahrten.
Für eine Ehe wurde ein Jahreseinkommen von wenigstens M 4000,– als notwendig angesehen, was erst der Hauptmann erreichte. Vorher konnte der Offizier nur heiraten, wenn die Braut genügend Geld mit in die Ehe brachte. Um zu heiraten, musste die Heiratserlaubnis vorliegen, die vom Vorgesetzten erteilt wurde. Die finanzielle Frage spielte bei der Erteilung der Heiratserlaubnis eine wichtige Frage, genauso wie die Herkunft der Braut. Erst ab Hauptmann aufwärts wurden die Offiziersgehälter denen der höheren Beamten vergleichbar.
Die nächste Beförderung, zum Stabsoffizier, stand erst nach weiteren 15 Jahren an. Den wenigsten Offizieren gelang es, die sog. „Majorsecke“ zu nehmen, sie blieben Hauptmann. Wer Alternativen sah, konnte jedoch problemlos seinen Abschied nehmen, da es keine Verpflichtungszeiten gab.

### Militärische Ausbildung, Alltag und Rekrutierung
Jedes Armeekorps hatte seinen eigenen Ersatzbezirk, um seinen Personalbedarf zu decken. Die allgemeine Wehrpflicht hat sich aus heutiger Sicht als Integrationsfaktor bewährt. Mit rund 200.000 bis 300.000 jährlich eingezogenen Männern wurden längst nicht alle Wehrpflichtigen gezogen. Die jungen Männer erlebten eine Organisation mit großer Disziplin, in der versucht wurde, Gerechtigkeit zu praktizieren, wenn auch nicht immer mit Erfolg. Unzulänglichkeiten und einzelne Übergriffe wurden sogar im Reichstag diskutiert und die obere Führung war bemüht, drastisch durchzugreifen. Die Menschenführung war aber deutlich besser als zu Zeiten vor den Reformen der Befreiungskriege und auch vielen ausländischen Heeren in ihrer Zeit voraus. Der Dienst im Heer wurde im Laufe des 19. Jahrhunderts deutlich attraktiver, und so meldeten sich 1912 bereits 64.000 Männer freiwillig zum Dienst.
Die Masse der Unteroffiziere ging aus den Reihen der Kapitulanten hervor, Wehrpflichtigen, die ihren zweijährigen Wehrdienst freiwillig um ein Jahr verlängert hatten. Ein Aufstieg zum Offizier war in der Regel nicht möglich, so dienten die meisten zwölf Jahre und wechselten dann wegen fehlender Aufstiegsmöglichkeiten in die zivile Verwaltung.
Bei dem Offiziersnachwuchs wurde immer mehr auf nichtadlige Bevölkerungsschichten zurückgegriffen. Voraussetzung war in Preußen für den Offiziersbewerber die Primareife, vor dem Ersten Weltkrieg hatten aber bereits 2/3 der Offiziersbewerber das Abitur. 1913 waren 70 % der Offiziere bürgerlicher Abstammung. Das Offizierskorps gewann in Preußen nach 1815 eine dominierende gesellschaftliche Stellung, so dass das Bürgertum den Lebensstil der militärischen Elite nachahmte. Jeder Offizier war verpflichtet, die Standesehre zu wahren und zu verteidigen. Die Standesehre beinhaltete Treue gegenüber dem Monarchen und Volk und Vaterland, das „preußische Pflichtbewusstsein“ unter dem Überbegriff des Dienens, aber auch Treue nach unten, eine persönliche Fürsorgepflicht für seine Untergebenen. Diese Standesehre führte zu einem homogenen, geschlossenen Offizierskorps, welches über einheitliche konservative Normen und Wertvorstellungen verfügte.

„Dem 19. Jahrhundert gelang nur eine ethische Konstruktion großen Stils: das preußische Offizierskorps.“

### Wehrpflicht in der Preußischen Armee 1815–1918

#### Allgemeine Wehrpflicht
Im Jahr 1871 dehnten die Artikel 57 ff. der Reichsverfassung die in Preußen seit 1814 geltende allgemeine Wehrpflicht auf ganz Deutschland aus. So hatte nun „jeder Deutsche“ mit vollendetem 20. Lebensjahr 7 Jahre lang dem Heer oder der Marine anzugehören. Um im Allgemeinen wissenschaftliche und gewerbliche Ausbildung so wenig wie möglich durch die allgemeine Wehrpflicht zu stören, war es jedem jungen Mann überlassen, schon nach dem vollendeten 17. Lebensjahr, wenn er die nötige moralische und körperliche Qualifikation hatte, freiwillig in den Militärdienst einzutreten. Alle Wehrpflichtigen waren, wenn sie nicht freiwillig in die preußische Armee eintraten, vom 1. Januar des Kalenderjahres an, in welchem sie das 20. Lebensjahr vollenden, der Aushebung unterworfen (militärpflichtig). Sie hatten sich zu diesem Zwecke bei den zuständigen Ersatzbehörden regelmäßig zu melden, bis über ihre militärische Verwendung entschieden wurde, jedoch höchstens zweimal jährlich. Jedes Armeekorps hatte mit Ausnahme des Gardekorps und der Marine einen eigenen Ersatzbezirk, aus welchem es seine Soldaten bezog. Das Gardekorps bezog seine Soldaten aus allen preußischen Provinzen und einzelnen Bundesstaaten, die Marine aus dem ganzen Reich. Die Garde konnte sich die geistig und körperlich besten Wehrpflichtigen aussuchen mit mind. 1,70 m Körpergröße (die Hälfte des Gardekorps musste mind. 1,75 m groß sein).
Gemäß der Reichsverfassung galt, die 7 Jahre Wehrpflicht aufzuteilen in eine 3-jährige Grundwehrdienstzeit und eine 4-jährige Ersatzreservepflicht in der Ersatzreserve 1. Klasse, die der Ergänzung des Heeres für den Fall einer Mobilmachung und zur Bildung von Ersatz-Truppenteilen diente. Dieser Grundsatz ließ sich aufgrund der schnell wachsenden Bevölkerung und damit auch der wehrfähigen Männer nicht voll umsetzen. In vielen Fällen wurden die Wehrdienstleistenden nach zwei Jahren von ihrer aktiven Wehrpflicht beurlaubt (sog. Dispositionsbeurlaubungen) und in die Ersatzreserve 1. Klasse geschickt, in der sie statt vier dann fünf Jahre blieben. Ab 1890 wurde schließlich eine 2-jährige Wehrpflicht gesetzlich festgelegt (Gesetz vom 15. Juli 1890). Sie begann im Oktober eines jeden Jahres mit dem Verlesen der Kriegsartikel und der Vorbereitung durch die Priester der eigenen Konfession, die zur Vereidigung auf den jeweiligen Landesherrn und den Kaiser mit der Hand auf der Fahne (bei der Artillerie mit der Hand auf der Kanone) führten. Elsässer und Lothringer wurden nur auf den Kaiser vereidigt.
Nach dem 7. Jahr in der Preußischen Armee wurde jeder Preuße in die Ersatzreserve 2. Klasse versetzt, in der er in Friedenszeiten von militärischen Verpflichtungen befreit war, im Falle der Mobilmachung jedoch bis zur Vollendung des 31. Lebensjahrs ebenfalls der Ergänzung der Preußischen Armee zur Verfügung zu stehen hatte (§§ 23 ff. Reichsmilitärgesetz). Nach der Vollendung des 31. Lebensjahres gehörte man einer Einheit der Landwehr an.
Darüber hinaus war in Preußen nach dem Landsturm-Edikt vom 21. April 1813 die gesamte nicht in die stehende Armee oder in die Landwehr eingereihte wehrbare männliche Bevölkerung vom 17. bis zum vollendeten 60. Lebensjahr verpflichtet, dem Aufgebot des Landsturms Folge zu leisten. Er bildete gewissermaßen die letzte Landesreserve.
Das Höchstalter wurde 1875 nach der Gründung des Deutschen Reiches auf das 42. Lebensjahr herabgesetzt. Mit dem Gesetz, betreffend Änderungen der Wehrpflicht vom 11. Februar 1888 gab es zwei Aufgebote: Der Landsturm I umfasste alle Männer bis zum 39. Lebensjahr, der Landsturm II alle Älteren. § 24 des Gesetzes verlängerte die Landsturmpflicht bis zum 45. Lebensjahr. Mit der Mobilmachung am 1. August 1914 wurden viele Landsturm-Verbände aufgestellt und mobilgemacht, im Laufe des Ersten Weltkriegs noch weitere.
| Wehrdienstart                       | Beschreibung |
| ----------------------------------- | --- |
| Grundwehrdienst                     | Dauer: bei der Infanterie und allen übrigen Truppen 2 Jahre; bei der Kavallerie und der reitenden Artillerie 3 Jahre; beim Train 1 oder 2 Jahre und bei der Marine 3 Jahre. Einjährig-Freiwillige Junge Männer mit dem Nachweis der wissenschaftlichen Befähigung oder welche eine Prüfung bestanden und die in der Lage waren, sich selbst einzukleiden, konnten ihrer Dienstpflicht als sogenannte Einjährig-Freiwillige genügen. Sie mussten sich zwischen dem vollendeten 17. und 20. Lebensjahr freiwillig melden. Die Prüfung erstreckte sich auf drei Sprachen (deutsch und zwei Fremdsprachen) sowie Geographie, Geschichte, Literatur, Mathematik, Physik und Chemie. Die Einstellung erfolgte zum 1. Oktober eines jeden Jahres, ausnahmsweise auch zum 1. April eines Jahres. Die Einjährig-Freiwilligen durften, sofern möglich, sich den Truppenteil selbst aussuchen und dienten nur ein Jahr. Die Einjährig-Freiwilligen wurden, sofern sie sich eigneten, zu Offizieren der Reserve und der Landwehr ausgebildet, ansonsten zu Unteroffizieren der Reserve und Landwehr. |
| Ersatzreserve 1. Klasse / 2. Klasse | Die aus dem Grundwehrdienst Entlassenen wurden zur Ersatzreserve 1. Klasse versetzt. Hier blieben sie solange, bis zusammen mit der Grundwehrdienstzeit 7 Jahre erreicht waren. In der Ersatzreserve waren sie in Friedenszeiten zur Teilnahme an Übungen von acht Wochen Dauer verpflichtet. |
| Landwehr                            | Es gab bei der Landwehr das erste und das zweite Aufgebot. Nach der Ersatzreserve 2. Klasse wurde man die Landwehr I versetzt. Bei bis zu zweijährig geleistetem Wehrdienst dauerte die Dienstpflicht in der Landwehr I 5 Jahre; Männer mit mehr als dreijährig geleistetem Wehrdienst dienten 3 Jahre in der Landwehr I. Die Männer des ersten Aufgebotes konnten zu Übungen herangezogen werden. Danach traten sie zum zweiten Aufgebot über (Landwehr II). Die Landwehrpflicht endete am 31. März des Jahres, in welchem sie das 39. Lebensjahr vollendeten. Für diejenigen, die vor dem 20. Lebensjahr mit dem Dienst begonnen hatten, endete die Landwehrpflicht entsprechend früher. |
| Landsturm                           | Alle Männer vom 17. bis zum vollendeten 45. Lebensjahr, welche nicht zu den obigen Gruppen gehörten und wehrfähig waren, gehörten zum Landsturm. Übungen gab es in Friedenszeiten nicht. |

#### Wehrpflicht auf Zeit (Berufssoldat)
Neben den allgemeinen Wehrpflichtigen bestand die Preußische Armee selbstverständlich aus Berufssoldaten und Soldaten, die sich für eine bestimmte Zeit verpflichteten. Diese Freiwilligen schlossen eine so genannte Kapitulation ab und wurden danach als Kapitulanten bezeichnet. Man konnte sie auch an einem besonderen Abzeichen an der Schulterklappe der Uniform und an der sogenannten Kapitulanten -Troddel am Seitengewehr erkennen. Als Kapitulant konnte sich nur verpflichten, wer seinen 3-jährigen (ab 1890 2-jährigen) Grundwehrdienst absolviert hatte, sich zum Vorgesetzten eignete und dessen Führung einwandfrei war. Die Kapitulanten konnten sich für 1 bis 2 Jahre verpflichten und wurden bevorzugt zu Unteroffizieren rekrutiert. Bei Verpflichtung für 3 Jahre erhielten die Kapitulanten ein so genanntes Kapitulationshandgeld in Höhe von 50,- Mark. Wer sich bereits bei der ersten Kapitulation für 4 Jahre verpflichtete, erhielt ein Handgeld in Höhe von 100,- Mark. Der Kapitulant wurde nach ungefähr 5 ½ Dienstjahren zum Sergeanten und nach 9 Dienstjahren zum Vizefeldwebel. Besonders befähigte Soldaten konnten zum Feldwebel befördert werden. Nach Ableistung von 12 Dienstjahren hatten die Soldaten Anspruch auf den Zivilversorgungsschein und eine Dienstprämie von 1.000,- Mark.

## Verhältnis zwischen Armee und Zivilgesellschaft (1644–1871)
Das Verhältnis der Armee zur Zivilgesellschaft unterlag im Zeitverlauf verschiedenen Deutungswandeln, die auch abhängig vom Außenbild der Preußischen Armee als Ganzes war. Die im In- und Ausland entwickelten stereotypen Bilder von der Armee waren Zuschreibungen starker Eigenschaftsausprägungen
unterworfen. Insbesondere die Kriegspropaganda der alliierten Siegermächte aus beiden Weltkriegen versuchte die Stärke des Militarismus in Preußen hervorzuheben. In der Nachbetrachtung nach Auflösung des preußischen Staates 1947 galt Preußen in den Augen der Alliierten und etwas später auch in der Betrachtung durch die Deutschen als militaristischer Staat mit einer militarisierten Gesellschaft. Die lange Zeit gültige Argumentationskette der Nachkriegshistoriker sah eine historische Kontinuität der Entwicklung, die zwangsläufig in die Geschehnisse des Zweiten Weltkriegs münden musste. Demnach soll schon im 17. Jahrhundert die vom Hohenzollernherrscher geförderten Symbiose zwischen ostelbischer Gutsverfassung (Junkertum) und der altpreußischen Offiziersklasse den Nährboden für die spätere Katastrophe in sich getragen haben. Der Argumentationskette folgend, entstand aus dieser Symbiose im 18. Jahrhundert eine stabile staatliche Machtgrundlage, die im 19. Jahrhundert eine starke Reaktionstendenz gegen gesellschaftspolitische Strömungen entwickelte und ihren konservativen Wertebezug mit Erfolg auf die Bevölkerung übertragen konnte.
Die geschichtswissenschaftlichen Lehrmeinungen des Westlichen Bündnisses und des Ostblocks vertraten und lehrten bis Ende der 1980er Jahre die Auffassung, dass die rechtskonservative Grundhaltung der Bevölkerungsmehrheit des preußischen Staates den Aufstieg Hitlers begünstigte.
Das Wesen des Staates wich im Urteil der Siegermächte des Zweiten Weltkriegs von dem seiner umgebenden Nachbarn ab und ermöglichte so eine Sonderentwicklung, die erst durch die Auflösung Preußens und seiner Institutionen beendet werden konnte. Die Geschehnisse von damals, als auch die einseitigen Bewertungen der Nachkriegszeit werden mit zunehmendem zeitlichen Abstand in der Geschichtswissenschaft reflektierter und objektiver betrachtet und bewertet. Dabei werden die Zwischentöne hervorgehoben, die das Bild im Ergebnis nicht Weiß oder Schwarz färben, sondern ganzheitlich und ausgewogen erscheinen lassen. Die preußische Armee war letztlich eine zunehmend die Gesellschaft durchdringende Institution und bestimmte ihr Verhältnis mit, genau wie die Zivilgesellschaft, namentlich das Bürgertum auf die Armee im Positiven wie Negativen einwirken konnte. Charakteristisch für die Preußische Armee in Bezug auf die Zivilgesellschaft wurde das Bonmot von der „Armee als die Schule der Nation“.

### Zur Zeit der altpreußischen Armee (1644–1806)
Bis zur Einführung des stehenden Heeres 1644 war das Verhältnis zwischen Armee und Zivilisten ähnlich schlecht wie in anderen Ländern zur damaligen Zeit. Die Angeworbenen hatten keine Bindung an das Land, das sie verteidigen sollten. Dadurch waren die eigenen Söldner mindestens genauso gefürchtet wie die Feinde, vor denen sie es schützen sollten. Nach der Einrichtung eines stehenden Heeres wurde das Ansehen der Soldaten nur langsam verbessert. Der Grund dafür lag in den großen Belastungen der Zivilisten. Sie waren es, die die finanziellen Belastungen zu tragen hatten und ständig von Zwangswerbungen bedroht waren. Allerdings wurde durch das stehende Heer die Disziplin der Soldaten verbessert und die Übergriffe auf Zivilisten verringerten sich.
Durch die Einquartierung der preußischen Soldaten waren sie der Zivilbevölkerung näher als die Soldaten anderer Armeen. Die Abkapselung der Soldaten fand erst durch die Errichtung und Einquartierung der Soldaten in ummauerten Kasernen ab der zweiten Hälfte des 18. Jahrhunderts statt. Durch das Kantonssystem war eine Trennung zwischen Zivilisten und Militär nur schwer möglich gewesen, da die preußischen Soldaten in der Zeit des 18. Jahrhunderts in Friedenszeiten nur zwei Monate im Jahr zum Dienst verpflichtet waren. In der Zeit von 1644 bis nach Ende des Siebenjährigen Krieges 1763 gab es noch keine strukturellen Konfliktpunkte zwischen Zivilisten und Militär. Die Auseinandersetzungen, die stattfanden, waren persönlicher Natur. Ab den 1770er Jahren gab es vermehrt Kritik aus dem Bildungsbürgertum. Gründe waren insbesondere die niedere soziale Herkunft der Mannschaften, die ausgeklügelten Vorkehrungen gegen Desertionen und das mittlerweile als barbarisch empfundene Strafsystem. 1795 wurde aufgrund dieser Kritik, die mittlerweile auch von Offizieren geäußert wurde, eine Kommission eingesetzt. U. a. forderte der Stabsoffizier v. Boyen (später Kriegsminister und Reformer) eine Abschaffung der entehrenden Körperstrafen und Sold- und Broterhöhungen. Diese wurde von der Kommission auch anerkannt.
Friedrich der Große verstärkte den Anteil des Adels im preußischen Offizierskorps, da er von ihrem besonderen tadellosen Geist überzeugt war. Bis dahin gab es auch vielfach bürgerliche Offiziere in der Armee (zum Beispiel Derfflinger). Diese Veränderung der Offiziersstruktur wirkte sich auch auf die soziale Entwicklung und die Klassenstruktur der preußischen Gesellschaft aus. Mit der Verdrängung der bürgerlichen Offiziere setzte die Abkapselung der Armee von der Gesellschaft ein.
Die Bezeichnung der preußischen Armee als «Staat im Staat» wurde von dieser Zeit an Wirklichkeit. Das Offizierskorps (zugleich die Elite im Staat) bildete eine fest abgeschlossene mit festen Grenzen versehene Einheit. Ebenso bildeten sie den späteren Hort der Reaktion im 19. Jahrhundert. Der Historiker Hans Rosenberg urteilte dazu, dass letztlich die bildliche Nähe der Armee zur strengen Junkerherrschaft und der Unfreiheit der Bauern sich nachteilig auf die Entwicklung der politischen und sozialen Verhältnisse in Preußen auswirkte. Der anerkannte Historiker Wolfgang Neugebauer stimmte dieser Einschätzung in seinem Standardwerk zur preußischen Geschichte zu.
Durch die auch im internationalen Vergleich hohe Mannschaftsstärke der Armee ergab sich für die Zeitgenossen der Eindruck, dass alle Anstrengungen der Bürger und des Staates auf den Erhalt der Armee gerichtet schien. Tatsächlich hatte seit dem Soldatenkönig und seinem Nachfolger Friedrich II. die Armee die höchste Priorität um das Hauptziel, den Erhalt und die Sicherung des Staates nach innen und außen zu gewährleisten. Preußen befand sich seitdem im „Dauerstress kontinuierlicher Überanstrengung“ für die Armee. Diese wurde zu einem Selbstzweck. Darauf bezieht sich das nachfolgende berühmt gewordene Zitat eines Zeitzeugen.

„Die preußische Monarchie ist nicht ein Land, das eine Armee hat, sondern eine Armee, die ein Land hat, in welchem sie gleichsam nur einquartiert steht“

Alles in allem bot Preußen gegen Ende der Regierungszeit von Friedrich Wilhelm I. und Friedrich II. das Bild einer durchorganisierten militärischen Gesellschaft. Anders wäre die überdimensionale Militärmacht nicht aufzubauen gewesen. Furcht vor militärischen und staatlichen Autoritäten und Unterordnung wurden auch Muster der zivilen Gesellschaft. Die Rolle des Volkes im 18. Jahrhundert beschränkte sich darauf, für die Versorgung der Armee, also die Ausstattung mit Nahrungsmitteln, Uniformen, Geld, Wohnraum für die Soldaten und natürlich für Rekrutennachschub zu sorgen. 1806 bestand das Offizierskorps aus 7.000 Offizieren. 6.300 davon entstammten den Adel.

### Während der Napoleonischen Zeit (1807–1815)

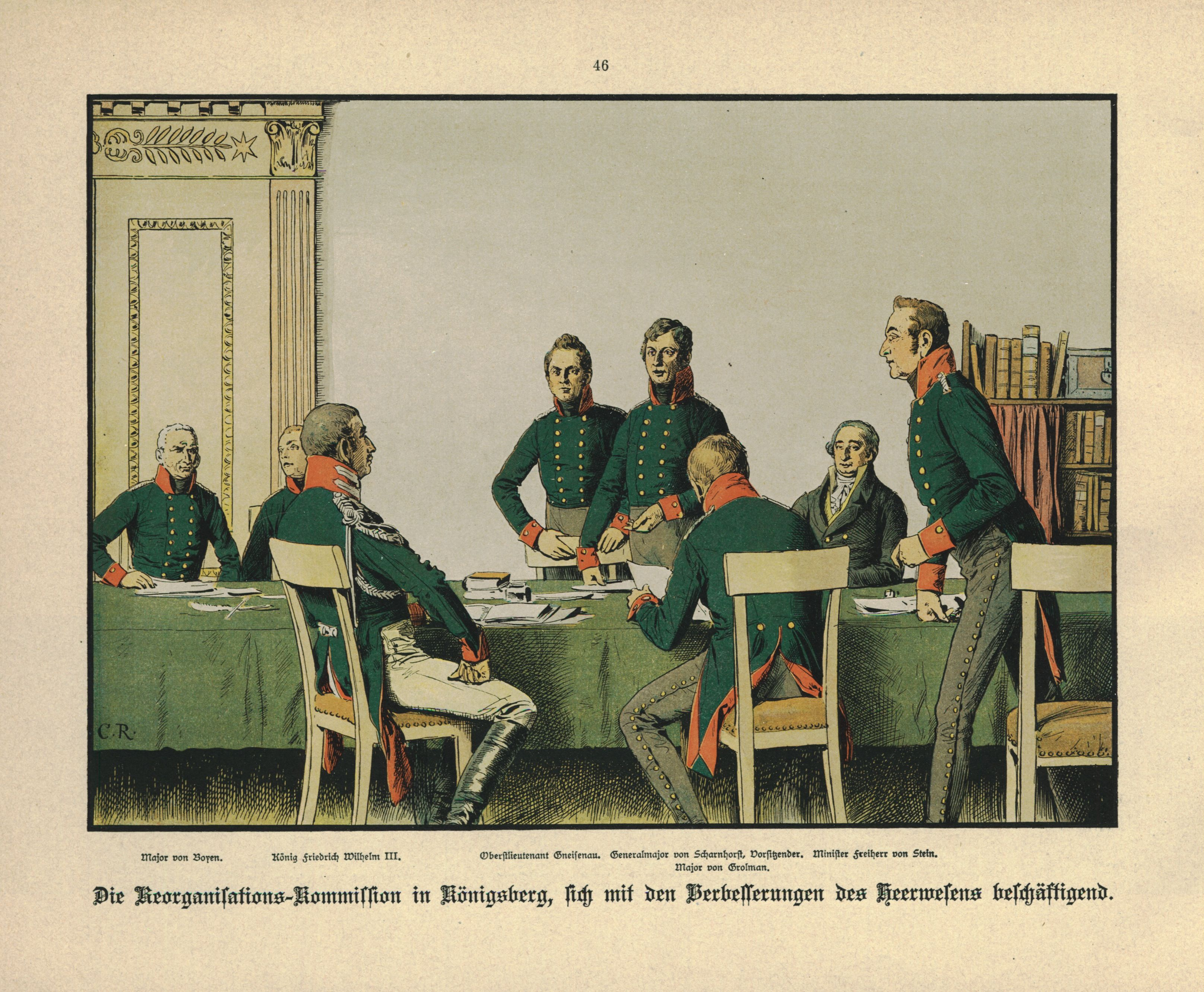
Militär-Reorganisationskommission, Königsberg 1807

Die Grundüberlegungen der preußischen Reformer waren nicht originär in Preußen, sondern fanden auch in anderen deutschen Staaten, wie in Österreich, Bayern und den Rheinbundstaaten statt. Allerdings musste in Preußen mehr gegen den Widerstand des Adels gerungen werden, dafür waren die Reformen dann dauerhafter als in anderen Ländern und wurden 1814 Bestandteil der preußischen Heeresverfassung. Nach der Niederlage 1807, bis nach den Befreiungskriegen, entwickelte sich die bis dahin nach außen geschlossene Armee zu einer Volksarmee, wenn auch nur für eine kurze Zeit.
Bis 1806 setzte sich die Armee aus den Wehrpflichtigen der nicht-allgemeinen Wehrpflicht (Kantonreglement) und den nichtpreußischen geworbenen Söldnern zusammen. Im Zuge der Reformen wurden die Ungerechtigkeiten bei der Rekrutierung durch die Einführung der allgemeinen Wehrpflicht beseitigt. Unter anderem deswegen entstand in dieser Zeit eine Volksarmee, bei der für alle Männer die gleichen Maßstäbe galten. Das Ziel der preußischen Reformer war es, das Volk durch den Dienst in der Armee zu einem neuen vaterländischen Geist zu erziehen. Der Bürger sollte den Staat und seine Strukturen und Prinzipien (und damit auch die Armee) innerlich und freiwillig annehmen.
Im Reglement am 6. August 1808 wurde folgendes erlassen (Brechung des Adelsprivilegs):
„Einen Anspruch auf Offiziersstellen sollen von nun an in Friedenszeiten nur Kenntnisse und Bildung gewähren, in Kriegszeiten ausgezeichnete Tapferkeit und Überblick. Aus der ganzen Nation können daher alle Individuen, die diese Eigenschaft besitzen, auf die höchsten Ehrenstellen im Militär Anspruch machen. Aller bisher stattgehabte Vorzug des Standes hört beim Militär ganz auf und jeder hat gleiche Pflichten und gleiche Rechte.“ Von diesem Zeitpunkt an erhöhte sich der Anteil der Bürgerlichen im Offizierkorps bis auf 70 % Anfang des Ersten Weltkrieges. Auch außerhalb des Militärs wurden die Standesschranken zwischen Adel, Bürgertum und Bauernschaft sowie die Gutsuntertänigkeit aufgehoben und die Beteiligung der Bürger an der Selbstverwaltung der Städte eingeführt. Dies waren wichtige Voraussetzungen, für ein „Volk in Waffen“. In der Verfassung der Reserve-Armee hieß es 1807: „Alle Bewohner des Staates sind geborne Verteidiger desselben“.
Die preußische Regierung kündigte 1808 an, dass auch Männer aus dem Bürgertum eingezogen werden können. Da der gemeine Soldat bis dahin keine „bürgerliche Ehre“ besaß, lehnte das Besitz- und Bildungsbürgertum dies ab. Die Hoffnung der Reformer, dass das Bürgertum seine Einstellung bis zu den Planungen bis 1810 geändert haben würde, waren Illusion. Erst 1812/13, nach jahrelangem Druck der französischen Willkürherrschaft, begann im Bürgertum der Wille zum militärischen Widerstand die früheren Vorbehalte zu überwiegen. Allerdings spielten auch Zugeständnisse des Königs eine Rolle. Wer in der Lage war, sich selbst einzukleiden und zu bewaffnen, konnte mit weitreichenden Privilegien bei den Jägern dienen. Auch der Adel wandte sich gegen die Öffnung für Bürgerliche, weil er um sein Anrecht auf die Besetzung von Offiziersstellen fürchtete.

### Vom Wiener Kongress bis zur Revolution von 1848 (1815–1849)
Nach dem Wiener Kongress standen sich in Preußen zwei Lager gegenüber. Auf der einen Seite die Reformer wie der Kriegsminister Boyen, die ein modernes Volksheer auf Milizbasis schaffen wollten und dazu das Bürgertum gewinnen mussten. Das Offizierskorps sollte sich, dem liberalen Zeitgeist entsprechend, aus dem Bürgertum rekrutieren, sozial angesehen sein und ein hohes militärfachliches und allgemeines Wissen haben. Auf der anderen Seite standen der König und der Adel. Der König fürchtete um seinen Einfluss auf die Streitkräfte und lehnte eine Außenkontrolle ab. Auch der Adel stand den Reformen ablehnend gegenüber, weil er um seine Privilegien und Sonderstellung im Staate fürchtete. Die folgenden Auseinandersetzungen drehten sich um die beiden Gegensätze liberales Volksheer oder diszipliniertes Kampfheer, welches in der Gesellschaft einen besonderen Stand einnimmt. Dies spitzte sich in der Kontroverse zu, ob die Armee an die Verfassung gebunden sei oder an den König und auf wen der Eid abgelegt werden soll.

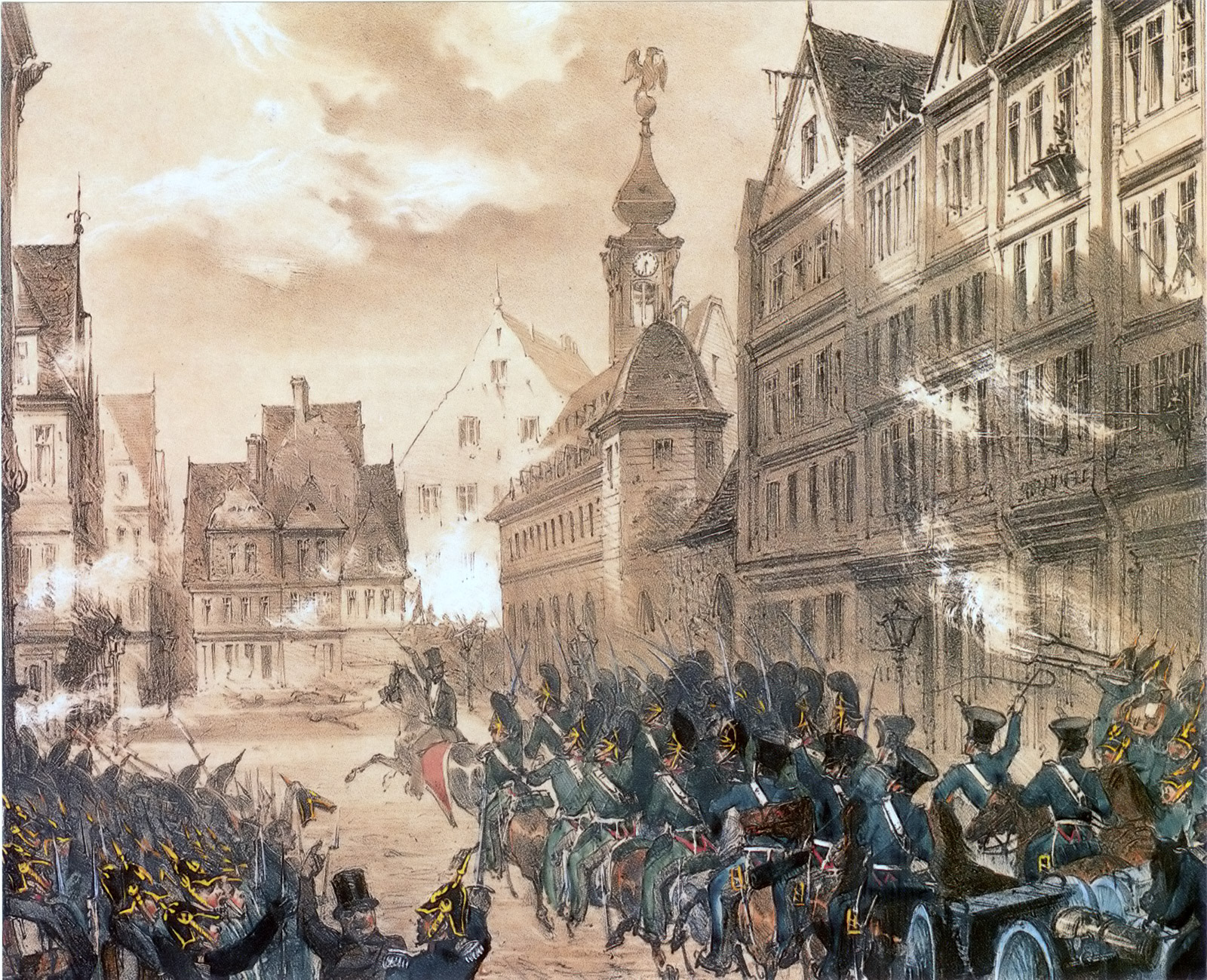
Erstürmung der Barrikade an der Konstablerwache in Frankfurt am Main am 18. September 1848 durch preußisches Militär (Künstler: E.G. May, Historisches Museum Frankfurt a. M.)

Durch den Abschied sämtlicher Reformer (Boyen trat 1819 von seinem Amt als Kriegsminister zurück) wandelte sich nun das Bild des Bürgersoldaten, zu einem außerhalb der Gesellschaft stehenden Soldaten. An der Tagespolitik wollte und sollte ein Offizier nicht teilnehmen. Die Kluft zwischen Bürger und Militär verstärkte sich. Die restaurativen Elemente gewannen in den Jahren bis 1840 die Oberhand. Die von diesen Kreisen gewünschte Abschaffung der Wehrpflicht gelang aber nicht.
So veränderte die preußische Armee ihr inneres Gesicht. Die neue Offiziersschicht, die in diesen Jahren entstand, war weit vom humanistischen, universellen Geist der Reformer wie zum Beispiel Scharnhorst, Gneisenau oder Boyen entfernt. Es entstand ein Offiziersnachwuchs, der enger aufs Fachliche begrenzt und in der Truppenführung geschult wurde. Der Anteil des Adels sank insgesamt, aber die Bürgerlichen kopierten die Formen des „höheren Standes“, dadurch entstand ein Offiziersstand von großer innerlicher Geschlossenheit und mit festen Traditionen. Mit der Thronbesteigung Friedrich Wilhelm IV. stieg die Hoffnung auf eine Liberalisierung. Unter anderen wurde Boyen wieder Kriegsminister.
Diese Hoffnung endete als im Zuge des Pauperismus der einsetzenden Industriellen Revolution, die Armee nach 1846 immer häufiger zu blutigen Polizeieinsätzen gegen innere Unruhen eingesetzt wurden. Die Ordnungseinsätze verstärkten die zunehmende Entfremdung zwischen Zivilbevölkerung und Militär weiter. Bei einer Ansprache des Königs am 18. März 1848, in welcher er Zugeständnisse versprach, nahm das Volk die Zusagen mit Begeisterung auf. Die bereitstehenden Truppen jedoch deuteten die Freudenäußerungen falsch und eröffneten aus Angst vor dem Beginn einer Revolution das Feuer in die Menge, wobei dreizehn Menschen starben. Während der Revolution von 1848 sah sich die Armee als einziger Garant gegen die Revolution. Das Offizierskorps sah seine Grundlagen gefährdet und hielt sich bereit, auch ohne königlichen Befehl, nötigenfalls selbst in die inneren Wirren einzugreifen. Nach dem Eingreifen stärkerer preußischer Verbände gegen die Volksaufstände in großen Teilen des deutschen Bundes gelang es der preußischen Armee, den Aufstand in blutigen Kämpfen schließlich niederzuschlagen. Mit dem Ende der Revolution 1849 scheiterten endgültig alle Versuche, Armee und Zivilgesellschaft zu versöhnen.

### Von 1849 zur Reichsgründung 1871 und im Zweiten Kaiserreich

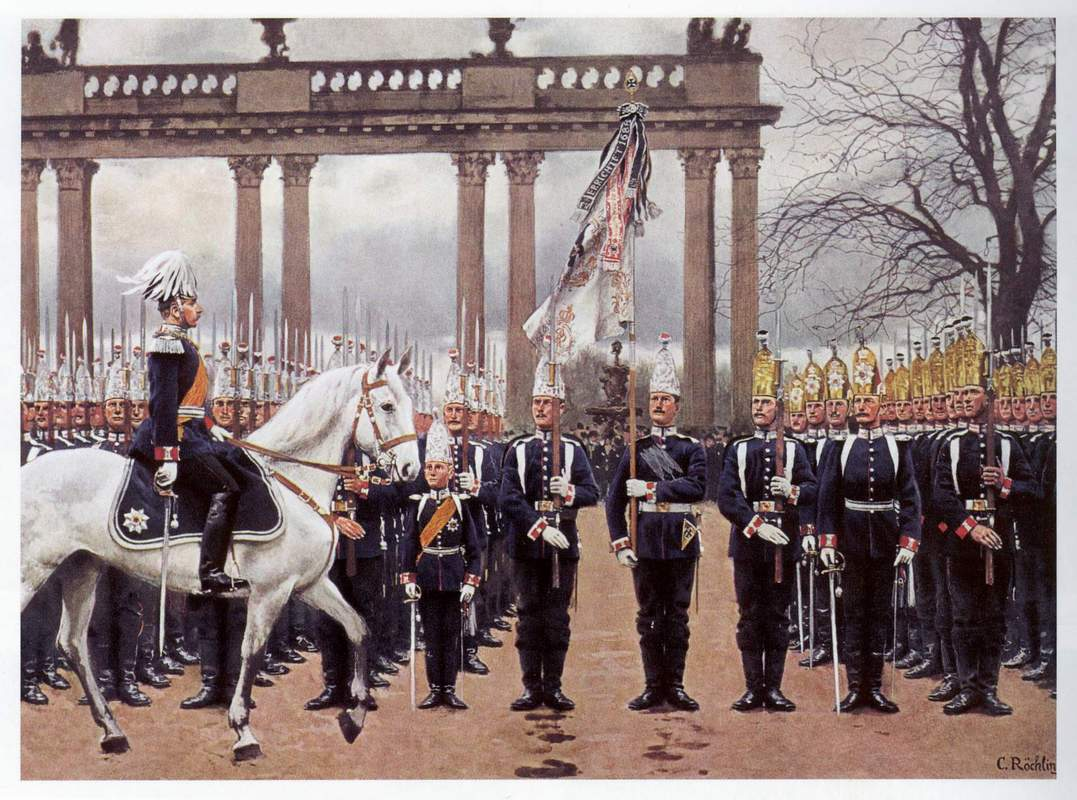
Militärparade mit Kaiser Wilhelm II., 9. Februar 1894 (Potsdam). (Künstler: Carl Röchling)

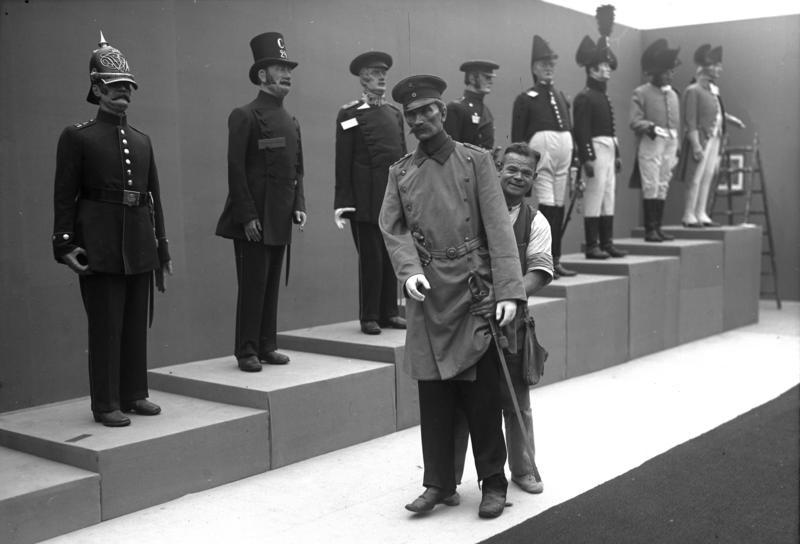
Wachsfigur des Hauptmanns von Köpenick in der Ausstellung Altes Berlin (1930), als Symbol für den überbordenden Uniformismus im Deutschen Kaiserreich

Seit der Einführung der oktroyierten Verfassung im Jahr 1849 bestand verfassungsrechtlich die militärische Kommandogewalt des Königs. Das Parlament hatte demgegenüber die Budgetgewalt und bestimmte über die gesamten Militärausgaben. Während des preußischen Verfassungsstreites (1862–66) (Heereskonflikt) setzte sich der König in der Frage der militärischen Kommandogewalt gegenüber dem Parlament durch.
Die Reichsgründung im Spiegelsaal von Versailles vollzog sich schließlich als rein militärisches Schauspiel, symbolisch steht dies für die treibende Kraft die zur Bildung des Zweiten Kaiserreichs führte und letztlich auch das Wesen dieses Staates stark mitprägte.
Durch die Heeresreform konnte die Armee schließlich ihre Sonderstellung als monarchistisches Machtinstrument (es unterstand nur dem König) festigen. Die Armee wurde zum Erziehungsinstitut des Volkes und rückte völlig ins Zentrum staatlicher Anstrengungen. Auch politische Entscheidungen wurden von militärischen Aspekten geprägt. Militärische Normen und Wertvorstellungen hielten immer stärker Einzug in den Alltag. Die militärischen Tugenden Pünktlichkeit, Ordnungsliebe und Disziplin wurden zu zivilen Tugenden. Das Leben in Deutschland wurde militarisiert und in dieser Zeit begann die Gesellschaft sich in ihrem Alltagsleben von anderen europäischen Gesellschaften zu unterscheiden. Paraden, Kaisermanöver und Stapelläufe wurden zu gesellschaftlichen Ereignissen und begeisterten die Bevölkerung. Uniformträger erhielten eine besonders angesehene Stellung in der Gesellschaft, Exempel des besonderen Zeitcharakters ist der Vorfall des Hauptmanns von Köpenick. Für das Militär war dieses Ereignis allerdings medial ein zweites Jena, eine publizistische Katastrophe. Die Entlarvung der Auswirkungen des latenten Militarismus wurde allgemein diskutiert. So konstatierte die Berliner Morgenpost am Tag nach dem Überfall:

„Daß ein ganzes Gemeinwesen mit allen seinen öffentlichen Funktionen, ja daß eine Abteilung Soldaten selbst auf so überwältigend komische und dabei doch völlig gelungene Art von einem einzigen Menschen düpiert wurde, das hat in unserem Lande der unbegrenzten Uniform-Ehrfurcht ein militärisches Gewand getan, mit dem sich ein altes, krummbeiniges Individuum notdürftig behängt hatte.“

Es folgte eine nationale und internationale Welle des Spotts über die Folgen des Militärwesens und insbesondere die Amtsanmaßungen der Militärangehörigen auf zivile Stellen. Folglich gab es in dieser Zeit eine offene und zivile Diskussionskultur, die frei ihre Meinung äußern konnte. Dieser Umstand spricht eher für eine öffentlich wirksame und ausgeprägte Zivilkultur, die es so z. B. im Dritten Reich nicht gegeben hatte. Wie stark sich die Zivilgesellschaft in den Folgejahren weiter entwickeln konnte, zeigte der zivile Umgang mit der Zabern-Affäre kurz vor Beginn des Ersten Weltkriegs. Trotz militaristischer Strömungen war parallel zu diesen eine starke Zivilströmung entstanden, die zumindest die Einflüsse des Militärs begrenzen, möglicherweise auch bei Bedarf einschränken konnte.
In die gleiche Richtung wie der Vorfall des Hauptmanns von Köpenick zielte das bekannte literarische Werk Der Untertan von Heinrich Mann, das typenhaft die Charakter- und Persönlichkeitsausprägung der (männlichen) Individuen in der damaligen Zivilgesellschaft zeigt. Die Buch- und Filmdarstellung zeigt einen stark angepassten und unterwürfig denkenden und handelnden Protagonisten.
Rede des Deutschen Kaisers Wilhelm II. in Potsdam am 23. November 1893 bei einer Rekrutenvereidigung:

„Rekruten! Ihr habt jetzt vor dem geweihten Diener Gottes und angesichts dieses Altars Mir die Treue geschworen. Ihr seid noch zu jung, um die wahre Bedeutung des eben Gesprochenen zu verstehen, aber befleißigt euch zunächst, dass ihr die gegebenen Vorschriften und Lehren immer befolgt. Ihr habt Mir die Treue geschworen, das – Kinder Meiner Garde – heisst, ihr seid jetzt Meine Soldaten, ihr habt euch Mir mit Leib und Seele ergeben. Es gibt für euch nur einen Feind, und das ist Mein Feind. Bei den jetzigen sozialistischen Umtrieben kann es vorkommen, dass ich euch befehle, eure eigenen Verwandten, Brüder, ja Eltern niederzuschießen – was ja Gott verhüten möge –, aber auch dann müsst ihr Meine Befehle ohne Murren befolgen.“

### Mythos und Wirklichkeit
Preußens Geschichte und sein Wesen war auch durch militärische Anteile geprägt, die in der Gesamtbetrachtung zu Pauschalurteilen führten, hier in der Annahme, dass das Militärische den Staat Preußen überformte und die Zivilgesellschaft nach Belieben einengte.
Der Mythos vom Militarismus in Preußen steht dabei in einer Reihe von Allgemeinmythen, die sich im Alltags- und wissenschaftlichen Diskurs der Zeitzeugen bildeten. Weitere Beispiele sind:
- Der Mythos der besonderen Geistigkeit des preußischen Staates.
- Die preußischen Tugenden
- Der Mythos der Unbestechlichkeit der preußischen Beamten
- Der Mythos der preußischen Rechtsstaatlichkeit
- Der Mythos von der preußischen Toleranz

Mythen sind soziale Konstruktionen über die historische Wirklichkeit, die die Traditionen einer sozialen Gemeinschaft verdichten und vereinfachen und auf diese Weise soziale Konventionen schaffen, die nicht mehr bewiesen und begründet werden müssen. Sie neigen in der Regel zur Vereinfachung und Verkürzung. In dem Sinn ist auch die Militarisierungslegende über Preußen eine Konvention, die Allgemeingültigkeit erlangt hat, in ihren Aussagen nicht grundfalsch sind, aber durch pauschale Urteile die Tendenz zu einer verfälschenden Vereinfachung und Verkürzung aufweisen.
Diese Tendenz liegt auch bei der Militarisierungsthese zu Preußen vor. In die Argumentationsmuster passen diverse Annahmen bei näherer Betrachtung nicht mehr zusammen. Zum Beispiel das Wirken der Militärreformer im Zuge der Befreiungskriege. Diese hatten einen zutiefst freiheitlich-progressiven Kernansatz in ihrem Reformprogramm. Die Disziplinierung durch Einsatz des Knüppels im 18. Jahrhundert in Armee und Gesellschaft wurde von den Vertretern der Militarismusthese als Beweis für den kasernenhaften Umgangston in der Gesellschaft gewertet, doch bewirkte die Sozialdisziplinierung keine gesellschaftliche Knebelung, sondern ermöglichte Fortschritte in die durch den Dreißigjährigen Krieg völlig enthemmte Gesellschaftsstruktur, so dass zivilisiertere und komplexere Institutionen – von oben zwar – aufgebaut werden konnten. In Preußen gab es zu jeder Zeit die gleichen gesellschaftlichen Institutionen und Debatten in ähnlicher Dichte und Häufigkeit wie in den maßgeblichen westeuropäischen Staaten wie England oder Frankreich. Die Gesellschaft hat letztlich auch jede von England oder Frankreich ausgehende Modeerscheinung adaptiert und aufgenommen. All das spricht einer Sonderwegthese und der Annahme des Vorhandenseins einer schwachen Zivilgesellschaft entgegen.
| Nummer | 17. Jahrhundert | 17. Jahrhundert                    | 18. Jahrhundert | 18. Jahrhundert            | 19. Jahrhundert | 19. Jahrhundert                  |
| ------ | --------------- | ---------------------------------- | --------------- | -------------------------- | --------------- | -------------------------------- |
|        | Jahre           | Krieg                              | Jahre           | Krieg                      | Jahre           | Krieg                            |
| 1      | 1618–1648       | Dreißigjähriger Krieg              | 1701–1713       | Spanischer Erbfolgekrieg   | 1806–1807       | Vierter Koalitionskrieg          |
| 2      | 1656–1660       | Zweiter Nordischer Krieg           | 1715–1719       | Großer Nordischer Krieg    | 1813–1814       | Befreiungskriege                 |
| 3      | 1663–1664       | Türkenkrieg 1663/1664              | 1740–1742       | Erster Schlesischer Krieg  | 1815            | Sommerfeldzug von 1815           |
| 4      | 1674            | Holländischer Krieg                | 1744–1746       | Zweiter Schlesischer Krieg | 1848–1849       | Schleswig-Holsteinische Erhebung |
| 5      | 1675–1679       | Schwedisch-Brandenburgischer Krieg | 1757–1763       | Siebenjähriger Krieg       | 1864            | Deutsch-Dänischer Krieg          |
| 6      | 1683–1686       | Großer Türkenkrieg                 | 1776–1777       | Bayerischer Erbfolgekrieg  | 1866            | Deutsch-deutscher Krieg          |
| 7      | 1688–1697       | Pfälzischer Erbfolgekrieg          | 1792–1793       | Erster Koalitionskrieg     | 1870–1871       | Deutsch-Französischer Krieg      |
| 8      |                 |                                    | 1794            | Kościuszko-Aufstand        |                 |                                  |

Ein quantitativer Vergleich der Armee mit vergleichbaren europäischen Armeen auf Basis der Anzahl und der Länge der Kriegseinsätze zeigt, dass die preußische Armee nicht häufiger in Kriege verwickelt wurde als zeitgleich die französische, englische, kaiserliche oder russische Armee. Initiative Angriffskriege verstanden als militärischer Überfall auf einen im Prinzip friedfertigen Nachbarn wurden nur unter Friedrich II. gegen Österreich oder mit Abstrichen auch Polen geführt. Ansonsten waren die Kriege Ergebnis diplomatischer Bündnisaktivitäten und Verpflichtungen und im Rahmen eines gesamthaften europäischen Vorgehens eingebettet. Auch dies spricht gegen den besonderen militärisch-kriegerischen Charakter des Staates und seiner Armee im Vergleich zu seinen zeitgleichen europäischen Nachbarn.

## Erinnerungskultur

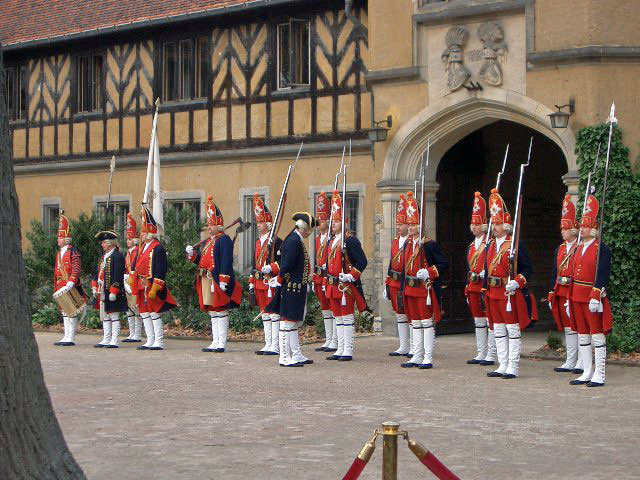
Verein zur Förderung und Pflege der Tradition der Potsdamer Riesengarde „Lange Kerls“ e. V. beim Besuch der Königin Elisabeth II. in Cecilienhof, 2004

Die vielfachen Verbildlichungen preußischer Armeeangehörigen in Zeichnungen, Aquarellen, Kupferstichen und Ölgemälden sind bis heute bedeutende sichtbare Andenkenformen als Sammlungen in privaten Händen oder in öffentlich zugänglichen Museen. Bekannteste Maler dieses Genres mit Bezug zur preußischen Armee im 19. Jahrhundert waren Richard Knötel und Carl Röchling. An filmischen Verarbeitungen des Geschichtsstoffs überwiegt die Zeit Friedrichs des Großen. Die meisten Filme stammen aus der Vorkriegszeit (Fridericus-Rex-Filme), insbesondere aus der Zeit des Nationalsozialismus. Neuere Filmverarbeitungen sind selten geworden und werden eher als Dokumentationsfilm statt als Spielfilm produziert. Es gibt einen großen Bestand an Breitenliteratur, die sich der preußischen Militärgeschichte widmet und keinen wissenschaftlichen Anspruch erhebt. Diese Werke vermitteln interessierten Lesern häufig mit regionalen Bezug, überblicksartig und reichlich bebildert die militärischen Entwicklungen mit Schwerpunkten der Militärtechnik und -organisation, des militärischen Brauchtums, der Darstellung individueller Lebensläufe bedeutender Personen und bestimmter Einzelereignisse bis hin zu einzelnen Feldzugsdarstellungen.
In der Militärmusik halten sich bis heute viele Originalmärsche der preußischen Armee. Insbesondere der Militärmusikdienst der Bundeswehr nutzt den Musikbestand aktiv im Rahmen des aktiven Truppendienstes.
Bereits früh setzte europaweit die Tradition ein, zur Ehrung und zur Erinnerung der Teilnehmer von Einsätzen als auch ehemaligen Gedienten Kriegsauszeichnungen zu verleihen. In der preußischen Armee wurden eine ganze Reihe solcher Medaillen geprägt und verliehen. So gab es unter anderen ein Militärehrenzeichen I. und II. Klasse, eine Rettungsmedaille, ein Allgemeines Ehrenzeichen, ein 25-jähriges Dienstauszeichnungskreuz, das Düppeler Sturmkreuz, das Alsenkreuz, eine Kriegsgedenkmünze für 1813/15, eine Hohenzollern Denkmünze für Kämpfer 1848–1849, eine Erinnerungsmedaille von 1863, ein Erinnerungskreuz für 1866, eine Kriegsdenkmünze für die Feldzüge 1870–71, eine Kriegsdenkmünze für 1864 und eine Krönungsmedaille. Die bedeutenderen Abzeichen waren das Militärverdienstkreuz, das aufgrund seiner niedrigen Verleihungszahl bezogen auf die Gesamtzahl der Soldaten, als „Pour le Mérite“ für Unteroffiziere und Mannschaften bezeichnet wurde und der Militärverdienstorden Pour le Mérite als solches.
In der heutigen Zeit werden in Deutschland im Rahmen von organisierten Reenactmentveranstaltungen Schlüsselszenen der preußischen Armee aus den verschiedenen Epochen nachgespielt. Thematischer Vorgänger dieser Bewegung waren die örtlichen Kriegervereine des 19. Jahrhunderts.

### Ansichten verschiedener Erinnerungsanlässe zur preußischen Armee

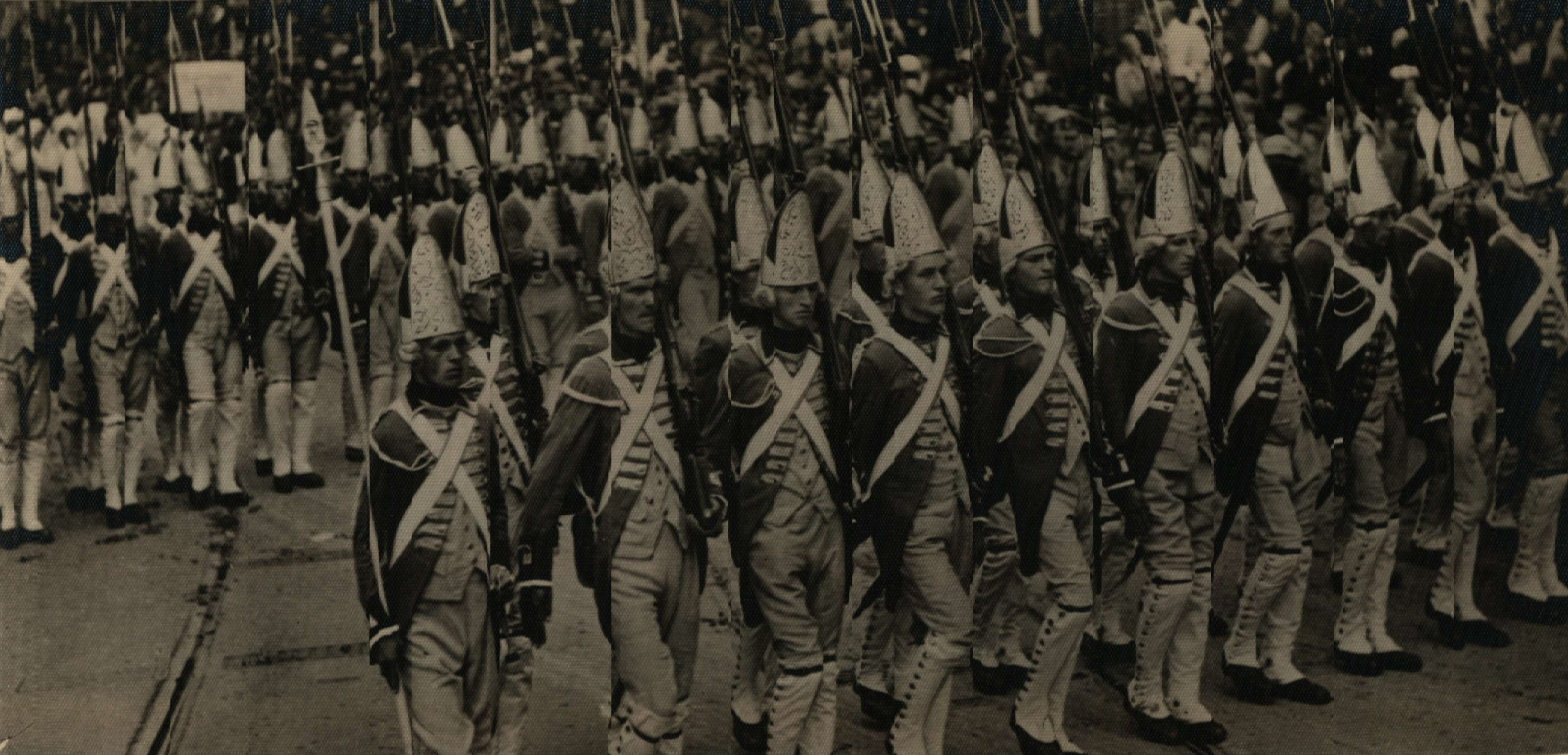
Parade der Langen Kerls auf dem Weltkongress für Freizeit und Erholung, 23.–30. Juli 1936 in Hamburg
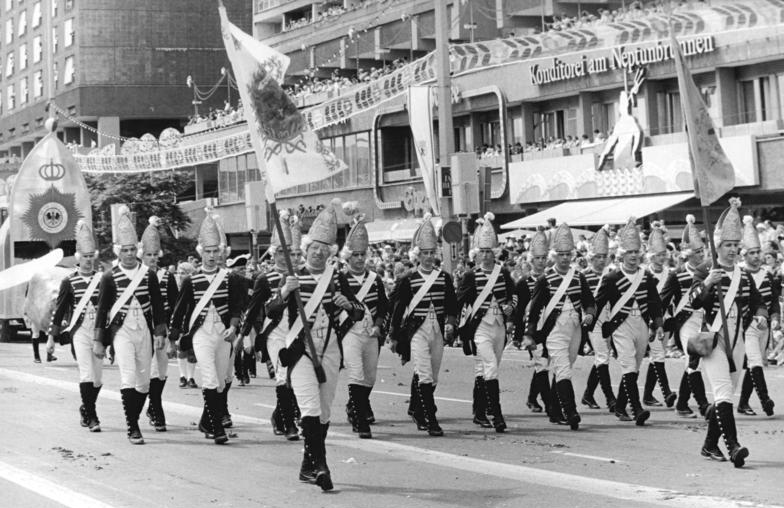
Festumzug der Langen Kerls zur 750-Jahr-Feier in Ost-Berlin
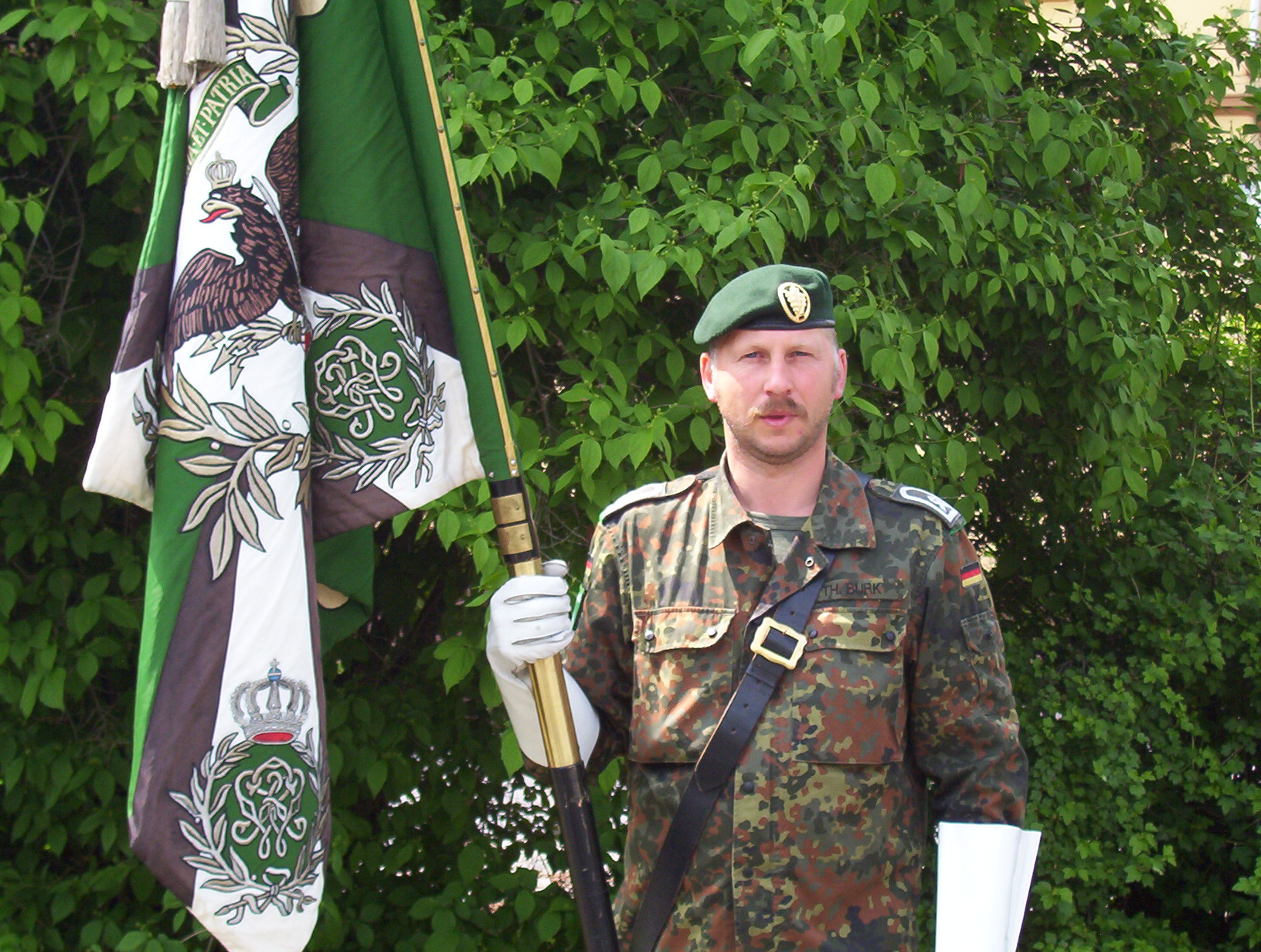
Hauptfeldwebel mit Nachbildung der Truppenfahne der Rheinischen Jäger (Rheinisches Jäger-Bataillon Nr. 8) HSchBtl 56

### Kasernenbauten
Sichtbare bauliche Hinterlassenschaften der preußischen Armee sind die Kriegerdenkmäler und Kasernenbauten in vielen deutschen Städten geworden. In Einzelfällen sind auch Befestigungsanlagen wie die Spandauer Zitadelle erhalten geblieben und werden heutzutage für touristische und Freizeitaktivitäten genutzt. Die Bundeswehr beruft sich seit ihrem Aufbau auch auf preußische Traditionslinien, darunter vor allem die Zeit und die Akteure der Preußischen Militärreformen von 1807–1813. Das Ziel der preußischen Militärreformer, eine Institution zu schaffen die den denkenden Staatsbürger in Uniform schafft, ist deckungsgleich mit dem Wertefundament der Bundeswehr und begründet die Erhaltung dieser Traditionslinie in der heutigen deutschen Armee.
Ein bedeutendes Heeresmuseen in Deutschland ist das Deutsche Historische Museum in Berlin, das einen Sammlungsschwerpunkt für Uniformen und Ausrüstungsgegenstände der preußisch-deutschen Armeen setzt.
In die Zeit des Kaiserreichs fallen umfassende Kasernenneubauten, die in den Innenstädten für die Linieneinheiten errichtet wurden und bis heute sichtbare Hinterlassenschaft dieser Epoche sind. Heute werden diese Funktionalbauten häufig von Behörden als Bürohäuser verwendet oder wurden als Mietshäuser umgebaut.

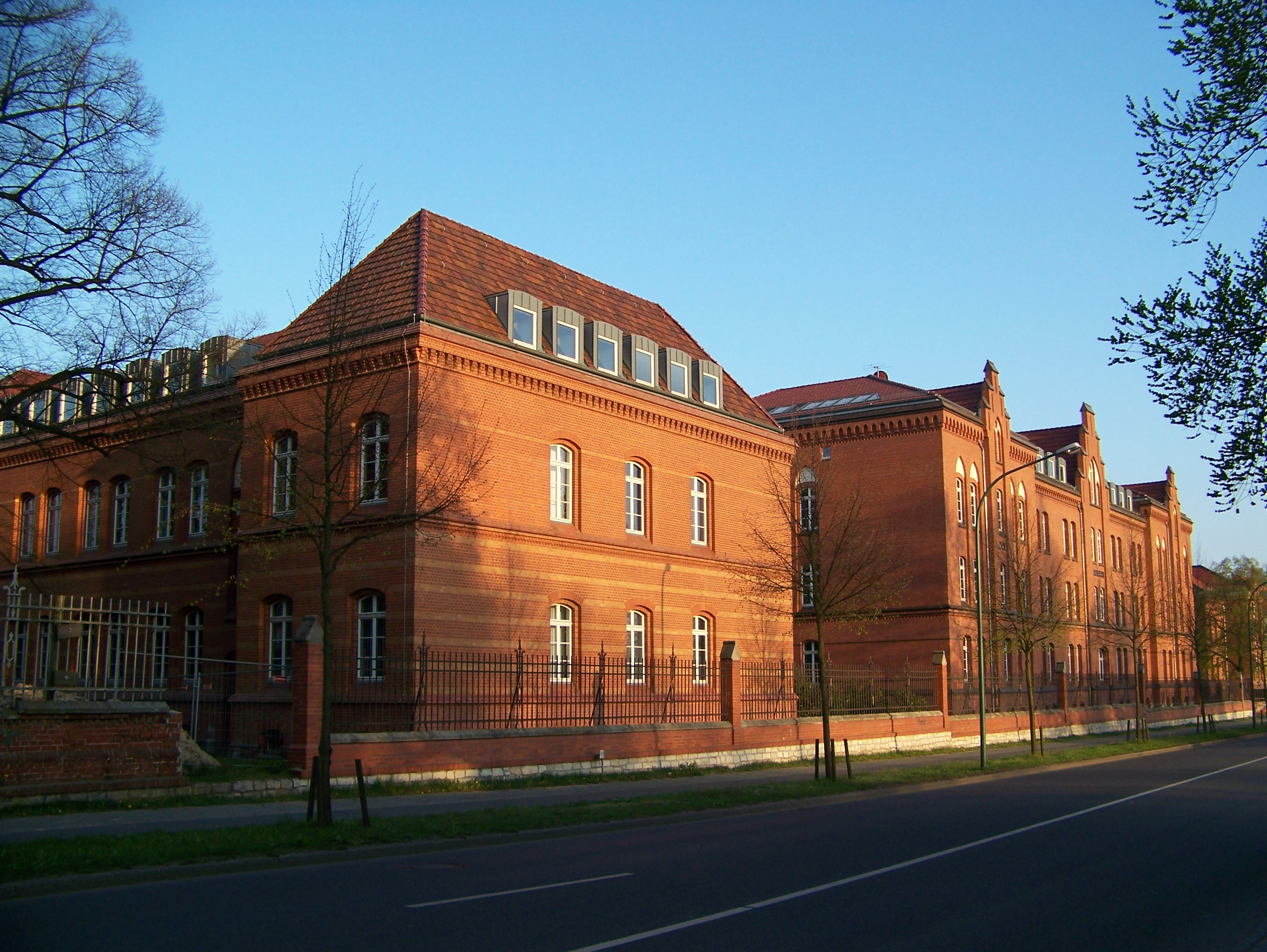
Rote Kaserne (Potsdam)
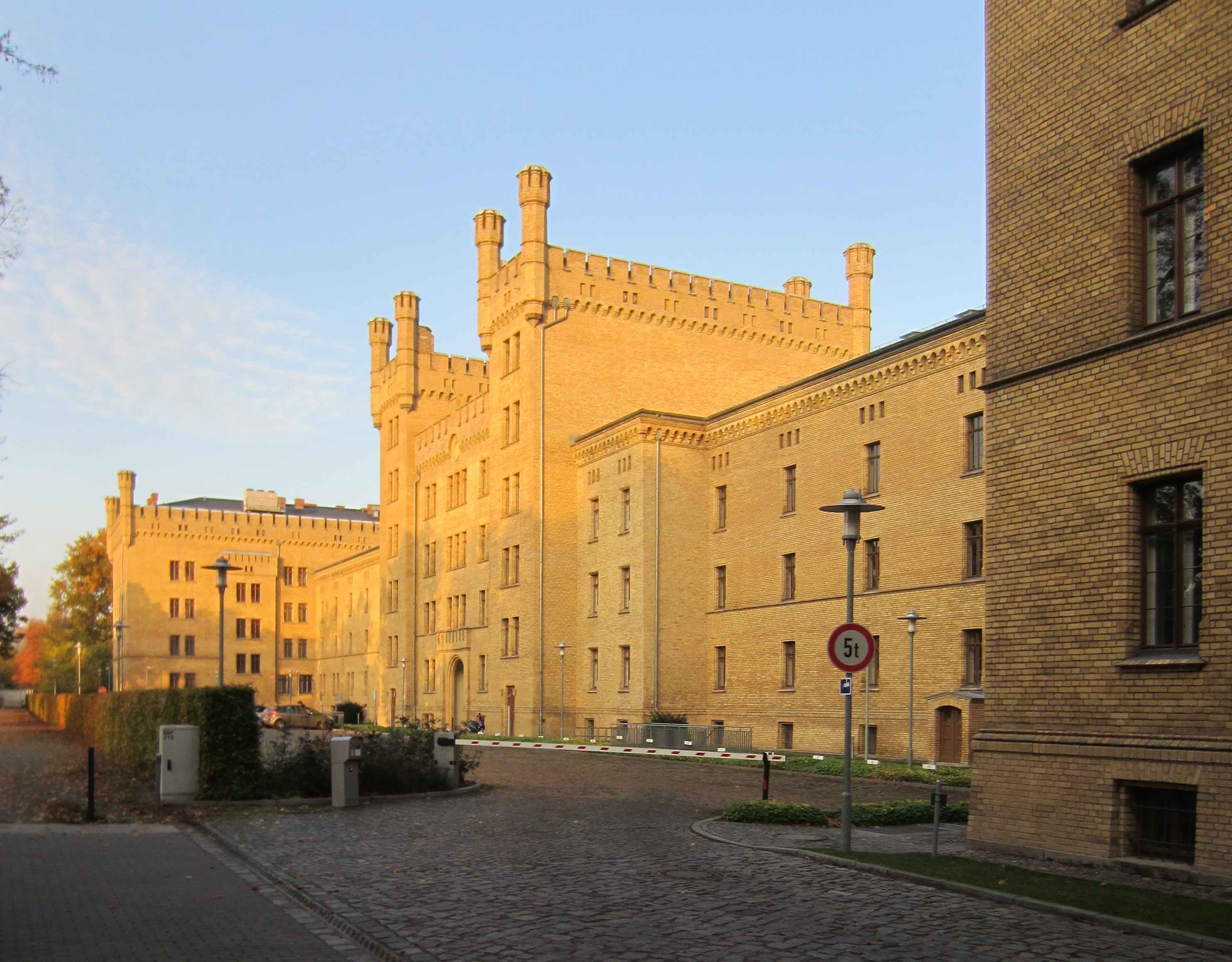
Garde-Ulanen-Kaserne (Potsdam)
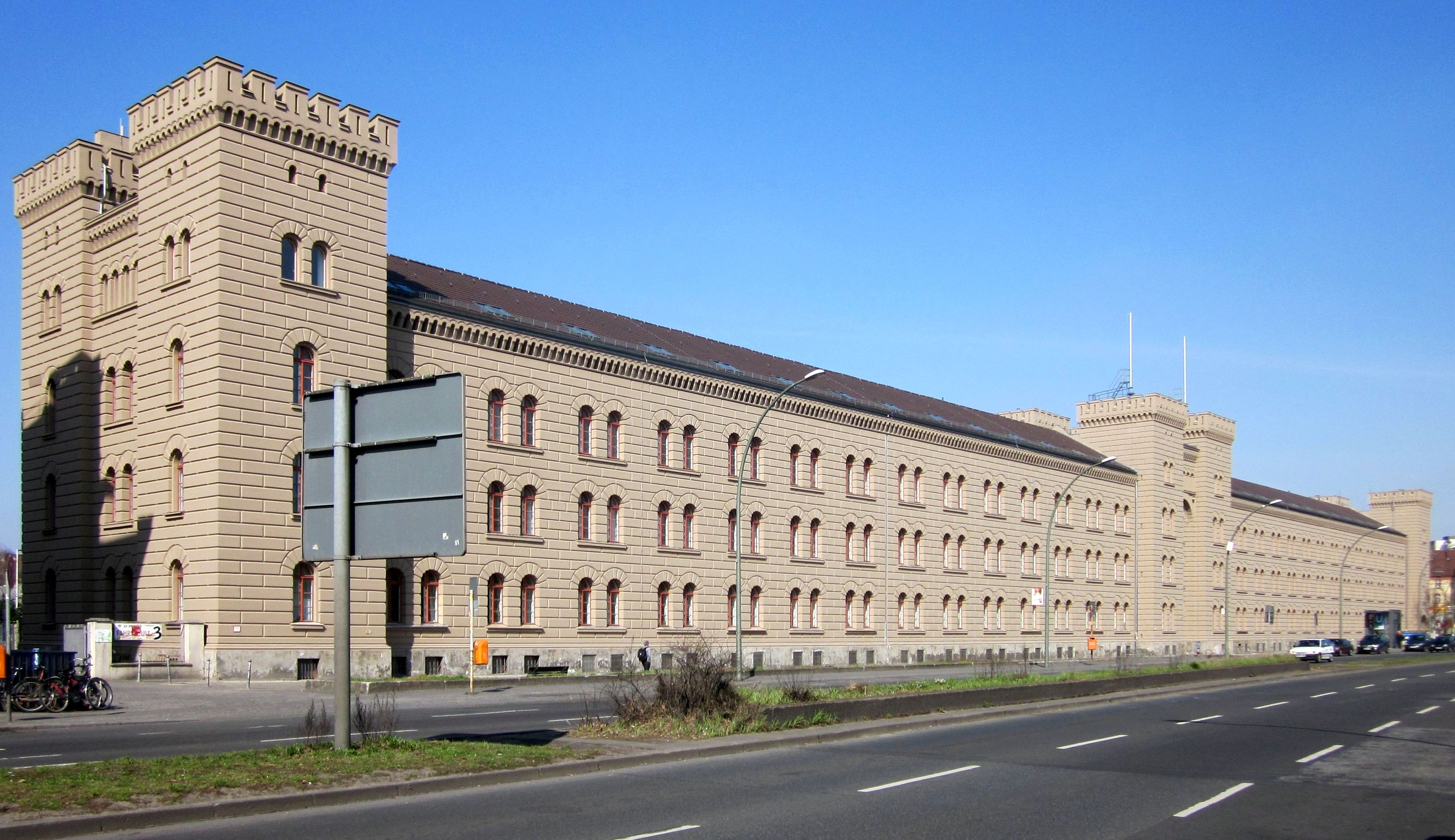
Garde-Dragoner-Kaserne (Berlin)
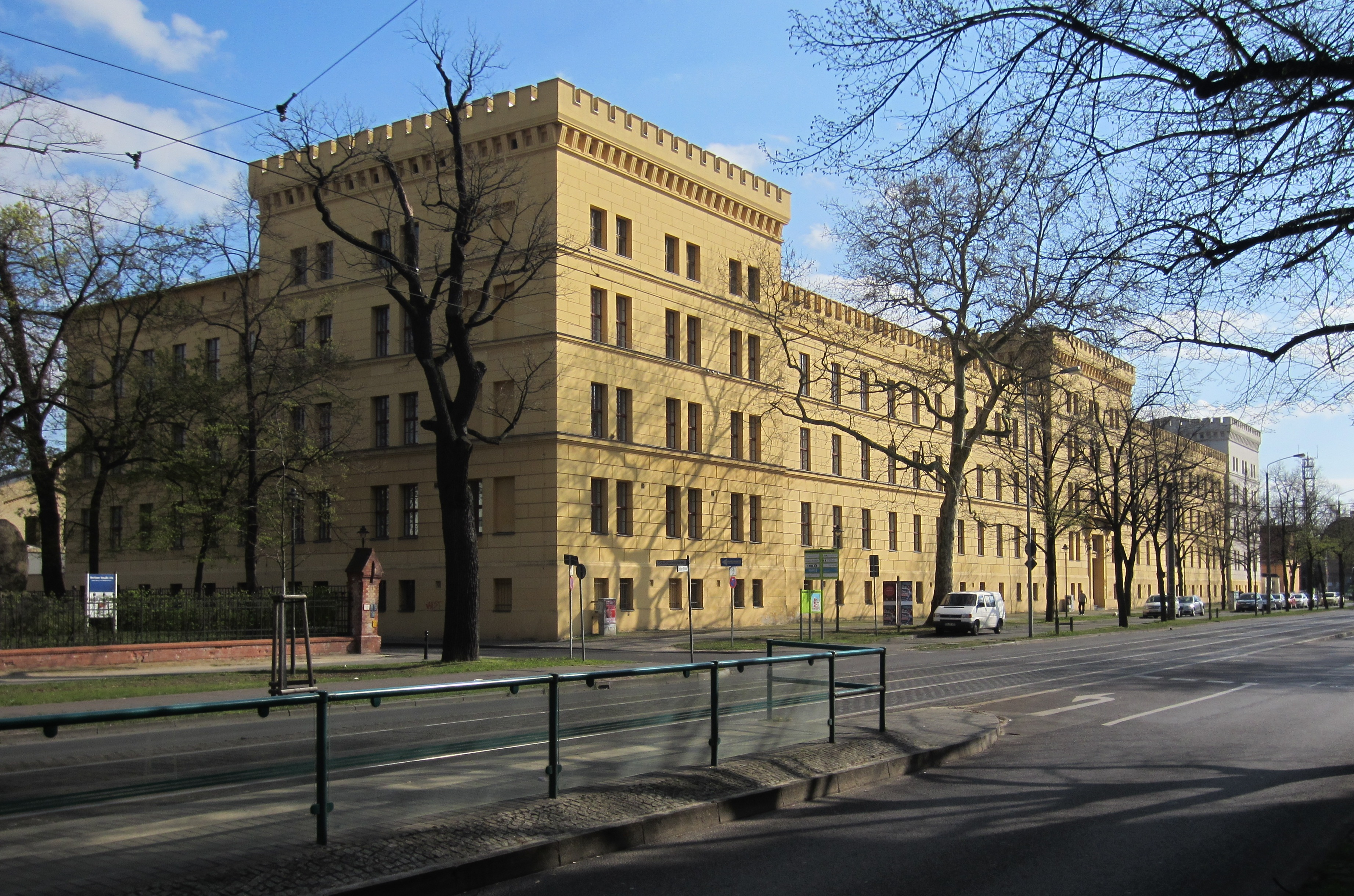
Denkmalgeschützte Leibgarde-Husaren-Kaserne (Potsdam)

## Forschungsgeschichte
Zur preußischen Armee existiert seit dem 18. Jahrhundert ein umfangreicher Literaturapparat. Bedeutender Autor dieses Jahrhunderts war der preußische König Friedrich II. selbst (vgl. Liste der literarischen Werke Friedrichs des Großen). Die klassischen Forschungsschwerpunkte neueren Datums liegen in der Sozialgeschichte und darin vor allem die Untersuchungsfelder Besoldung, Verpflegung, Unterbringung, Bekleidung, Sanitäts-, Justiz- und Verwaltungswesen. Ein weiterer Untersuchungsgegenstand ist das Militär als Beruf, die Stellung des Einzelnen zur Armee (Motivation zum Eintritt, wirtschaftliche und soziale Lage, Zukunftsaussichten).
Militärgeschichtsforscher untersuchen zudem das preußische Militär als Organisation und deren Adaption bei taktischen Veränderungen wie zum Beispiel der Einführung neuer Kampf- oder Waffentechnik. Insbesondere englischsprachige Geschichtsschreiber widmen sich der Untersuchung der Militärtaktik der preußisch-deutschen Armee unter der Prämisse der als ur-preußisch angesehenen Blitzkriegsführung im preußischen Kriegsansatz. In Deutsch publizierende Autoren halten sich weiterhin bei dem Thema Kriegsführung zurück.
Folkloristische Publikationen befassen sich detailliert mit der Ausschmückung und der Ausstaffierung von Uniform- und Gebrauchsteilen und der Wiedergabe der einzelnen Regiments- und Formationsgeschichten. Bedeutende deutsche Schreiber aus dieser Kategorie sind Martin Guddat oder Hans Bleckwenn.
Im 19. und frühen 20. Jahrhundert dominierte besonders in Preußen eine nationalistische (Borussische) Geschichtsschreibung mit einem tendenziellen Hang zu militärglorifizierender Geschichtsklitterung. Das Standardwerk von Curt Jany entstammt dieser Zeit. Da sich seine Bücher auf archivarische Datensätze beziehen, die 1945 verloren gegangen sind, sind die truppenspezifischen Daten weiterhin als Quelle, aus Mangel an gleichwertigen Alternativen, bei Recherchen hinzuzuziehen.
Angesichts der spezifisch deutschen Entwicklung, die in einem Sonderweg im 19. und 20. Jahrhundert kumulierte, fokussiert sich der wissenschaftliche Erkenntnisblick der Historiker in der zweiten Hälfte des 20. Jahrhunderts auf das Verhältnis des Militärs zur preußischen Zivilgesellschaft. Bedeutende und anerkannte Autoren dieser Zeit sind Otto Büsch, Wolfgang Neugebauer und Gordon A. Craig. Militärgeschichtliche Forschungen zur preußischen Armee betrieb das Militärgeschichtliche Institut der DDR und betreibt heute unter anderem über die Militärgeschichtliche Zeitschrift das Militärgeschichtliche Forschungsamt der Bundeswehr.

### Geschichte
- Eike Mohr: Bibliographie zur Heeres- und Truppengeschichte des Deutschen Reiches und seiner Länder 1806 bis 1933. Biblio-Verlag, Bissendorf 2004, ISBN 3-7648-2331-3.
- Peter Baumgart, Bernhard R. Kroener, Heinz Stübig (Hrsg.): Die Preußische Armee zwischen Ancien Régime und Reichsgründung. Schöningh, Paderborn 2008, ISBN 978-3-506-75660-2 (Rezension).
- Hans Bleckwenn: Unter dem Preußen-Adler. Das brandenburgisch-preußische Heer 1640–1807. Bertelsmann, 1978, ISBN 3-570-00522-4.
- Otto Büsch, Wolfgang Neugebauer: Moderne Preußische Geschichte 1648–1947. Band 2, 4.Teil. Militärsystem und Gesellschaftsordnung. Verlag de Gruyter, 1981, ISBN 3-11-008324-8, S. 749–871.
- Martin Guddat: Handbuch zur preußischen Militärgeschichte 1701–1786. Verlag Mittler, Hamburg 2001, ISBN 3-8132-0732-3.
- Frank Bauer: Fehrbellin 1675 Brandenburg-Preußens Aufbruch zur Großmacht. Kurt Vowinckel Verlag, Potsdam 1998, ISBN 3-921655-86-2.
- Karl-Volker Neugebauer: Grundzüge der deutschen Militärgeschichte. Band 1: Historischer Überblick. (Hrsg.; im Auftrag des Militärgeschichtlichen Forschungsamtes) Rombach Verlag, Freiburg 1993, ISBN 3-7930-0662-6.
- Gordon A. Craig: Die preußisch-deutsche Armee 1640–1945. Staat im Staate. Droste Verlag, Düsseldorf 1960.
- Emilio Willems: Der preußisch-deutsche Militarismus. Ein Kulturkomplex im sozialen Wandel. Verlag Wissenschaft und Politik, Köln 1984, ISBN 3-8046-8630-3.
- Hans-Joachim Neumann: Friedrich-Wilhelm der Große Kurfürst. Der Sieger von Fehrbellin. edition q Verlag, Berlin 1995, ISBN 3-86124-293-1.
- Das Preußische Heer der Befreiungskriege, hg. vom Großen Generalstabe, Kriegsgeschichtliche Abteilung II (Urkundliche Beiträge und Forschungen zur Geschichte des Preußischen Heeres, Bd. 21-35), 3 Bde., Berlin 1912-1920 (Reprint Bad Honnef 1982)
- Heinz Stübig: Zwischen Reformzeit und Reichsgründung. Studien zur Entwicklung der preußisch-deutschen Armee im 19. Jahrhundert. BWV Berliner Wissenschafts-Verlag, Berlin 2012, ISBN 978-3-8305-3140-1.

### Lebensumstände
- Klaus Neitmann, Jürgen Theil: Die Herkunft der Brandenburger. Verlag für Berlin-Brandenburg, Potsdam, ISBN 3-935035-11-X.
- Ulrich Bräker: Lebensgeschichte und Natürliche Ebenteuer des Armen Mannes im Tockenburg. Reclam, Stuttgart 1993, ISBN 3-15-002601-6.
- Verlust-Listen der Königlich-Preußischen Armee. Kgl. Geh. Ober-Hofbuchdr., Berlin: Nr. [1.]1866–12.1866[?] (Digitalisierte Ausgabe der Universitäts- und Landesbibliothek Düsseldorf).
- Verlust-Listen der Königlich Preußischen Armee und der Grossherzoglich Badischen Division aus dem Feldzuge 1870 – 1871: 1 – 248. (Digitalisat).
- Zbigniew Gołasz, Sebastian Rosenbaum (Hrsg.): „Dem Regiment zur Ehr, dem Vaterland zur Wehr“. Preußische Regimenter in der Provinz Schlesien 1871–1914: Zwischen Militarismus und Alltagsleben. Oberschlesisches Landesmuseum, Ratingen 2023 (Ausstellungskatalog).

### Organisation der Armee
- Hans Bleckwenn (Hrsg.): Das altpreußische Heer: Erscheinungsbild und Wesen. 1713–1807, 8 Teile in 16 Bänden, Osnabrück 1973ff., ISBN 3-7648-0187-5.
- Jörg Muth: Flucht aus dem militärischen Alltag. Rombach Verlag, Freiburg i. Br. 2003, ISBN 3-7930-9338-7 (auch für den Bereich Lebensumstände).
- Olaf Groehler: Das Heerwesen in Brandenburg und Preußen von 1640 bis 1806. Das Heerwesen. 1. Auflage. Brandenburgisches Verlagshaus, Berlin 1993, ISBN 3-89488-013-9.
- Martin Guddat: Kürassiere Dragoner Husaren. Die Kavallerie Friedrichs des Großen. Verlag Mittler & Sohn, Bonn 1989, ISBN 3-8132-0324-7.
- Martin Guddat: Kanoniere Bombardiere Pontoniere. Die Artillerie Friedrich des Großen. Verlag Mittler & Sohn, Bonn 1992, ISBN 3-8132-0383-2.
- Martin Guddat: Grenadiere Musketiere Füsiliere. Die Infanterie Friedrichs des Grossen. Edition Nikol, Verlag E. S. Mittler & Sohn GmbH Hamburg, ISBN 3-930656-38-8.
- Curt Jany, Eberhard Jany (Hrsg.): Geschichte der Preußischen Armee vom 15. Jahrhundert bis 1914. 3 Bände, Biblio Verlag, Osnabrück 1967 (erweiterte Auflage der Originalausgabe von 1928).
- Philip Haythornthwaite: Die Armee Friedrich des Großen. Infanterie & Kavallerie. Siegler Verlag, Sankt Augustin 2004, ISBN 3-87748-641-X.
- Dirk Oetting: Auftragstaktik. Frankfurt am Main/Bonn 1993.
- Heiger Ostertag: Bildung, Ausbildung und Erziehung. Eliteideal, Anspruch und Wirklichkeit im Offizierkorps im Kaiserreich 1871 – 1918. Paris/New York 1990, 374 S., ISBN 3-631-42489-2.
- Siegfried Fiedler: Heerwesen der Neuzeit – Kriegswesen und Kriegführung im Zeitalter der Kabinettskriege. ISBN 3-7637-5478-4.

### Ausrüstung und Uniformierung
- Die neue Uniformirung und die grossen Manoeuvres in Preußen. In: Illustrirte Zeitung. Nr. 37. J. J. Weber, Leipzig 9. März 1844, S. 163–169 (Digitalisat in der Google-Buchsuche).
- Hans Bleckwenn: Die friderizianischen Uniformen 1753–1786., 4 Bände, Hardenberg, Dortmund 1984; Band I: ISBN 3-88379-444-9.
- Der bunte Rock in Preußen. Militär- und Ziviluniformen 17. bis 20. Jahrhundert in Zeichnungen, Stichen und Photographien aus dem Bestand der Kunstbibliothek Berlin. Ausgewählt u.- bearb. v. Ekhart Berckenhagen u. Gretel Wagner. Ausstellungskatalog Berlin 1981 u. Celle und Bonn-Bad Godesberg 1982. Staatliche Museen Preußischer Kulturbesitz, Berlin 1981, ISBN 3-88609-029-9.
- Werner Eckardt, Otto Morawietz: Die Handwaffen des brandenburg-preußisch deutschen Heeres – 1640–1945. 2. Auflage. Hamburg 1973.
- Hans Dieter Götz: Die deutschen Militärgewehre und Maschinenpistolen 1871–1945. 4. Auflage. Stuttgart 1985.
- Hans Dieter Götz: Militärgewehre und Pistolen der deutschen Staaten 1800–1870. Stuttgart 1978.
- Daniel Hohrath: Friedrich der Große und die Uniformierung der preußischen Armee von 1740 bis 1786 [Eine Publikation des Deutschen Historischen Museums]. 2 Bände, Verlag Militaria, Wien 2011, ISBN 978-3-902526-50-2.
- Richard Knötel, Herbert Knötel, Herbert Sieg: Farbiges Handbuch der Uniformkunde. 2 Bände, Bechtermünz Verlag, Augsburg 1996, ISBN 978-3-86047-165-4.
- A. Mila: Geschichte der Bekleidung und Ausrüstung der Königlich Preußischen Armee in den Jahren 1808 bis 1878. Zugleich eine Ergänzungsschrift der Uniformirungs-Liste des Deutschen Reichs-Heeres. Reprographischer Nachdruck der Ausgabe Berlin: Mittler 1878. „Heere der Vergangenheit“ J. Olmes, Krefeld 1970.
- Heinrich Müller: Das Heerwesen in Brandenburg und Preußen von 1640 bis 1806. Die Bewaffnung. Brandenburgisches Verlagshaus, Berlin 1991, ISBN 3-327-01072-2.
- Paul Pietsch: Die Formations- und Uniformirungs-Geschichte des preußischen Heeres. 1808–1910. Band I: Fußtruppen (Infanterie, Jäger, Schützen, Pioniere) und deren Landwehr. Verlag für nationale Literatur, Berlin 1911.
- Paul Pietsch: Die Formations- und Uniformirungs-Geschichte des preußischen Heeres. 1808–1912. Band II: Kavallerie, Artillerie, Train, generalität usw. Verlag für nationale Literatur, Berlin 1913.
- Carmen Winkel: Distinktion und Repräsentation. Deutung und Bedeutung von militärischen Uniformen im 18. Jahrhundert. In: Sandro Wiggerich, Steven Kensy (Hrsg.): Staat Macht Uniform. Uniformen als Zeichen staatlicher Macht im Wandel? (= Studien zur Geschichte des Alltags. Nr. 29). Franz Steiner Verlag, Stuttgart 2011, ISBN 978-3-515-09933-2, S. 127–145.